# Suisse
Pour les articles homonymes, voir Suisse (homonymie).
Confédération suisse
(de) Schweizerische Eidgenossenschaft 
(it) Confederazione Svizzera 
(rm) Confederaziun svizra 
(la) Confoederatio helvetica 
La Suisse, en forme longue la Confédération suisse,, est un État fédéral d'Europe centrale et de l'Ouest, formé de 26 cantons, avec Berne pour capitale de facto.
La Suisse est bordée par l'Allemagne au nord, l'Autriche et le Liechtenstein à l'est-nord-est, l'Italie au sud et au sud-est et la France à l'ouest. C'est un pays sans littoral, dont le Rhin, sécurisé par des traités internationaux, constitue l’unique accès direct à la mer. Le pays est géographiquement divisé entre les Alpes, qui occupent 60 % du territoire, le Plateau suisse et le Jura. Sa population s'élève à 9 millions d'habitants mi-2024, concentrés principalement sur le Plateau, là où se trouvent les plus grandes agglomérations et centres économiques : Zurich et Genève — qui sont des villes mondiales — puis Bâle et Lausanne (qui abrite le Tribunal fédéral). Toutes accueillent des organisations internationales et, pour les trois premières, un aéroport international.
La Fête nationale suisse célèbre chaque 1er août la fondation de la Confédération suisse grâce au pacte d'alliance, datée du mois d'août 1291, entre les trois cantons primitifs : Uri, Schwytz et Unterwald. Le pays a une longue tradition de neutralité politique et militaire et n'a rejoint l'Organisation des Nations unies (ONU) qu'en 2002. Il poursuit cependant une politique étrangère active et s'implique fréquemment dans des processus humanitaires et de construction de la paix dans le monde. La Suisse est le berceau du Comité international de la Croix-Rouge et abrite en outre de nombreuses organisations internationales, dont le deuxième plus grand siège de l'ONU après celui de New York : l'Office des Nations unies à Genève, ainsi que le siège de la Banque des règlements internationaux à Bâle, le siège de l'Organisation mondiale de la santé à Pregny-Chambésy et le siège du Comité international olympique à Lausanne. Dans le domaine européen, elle est un des membres fondateurs de l'Association européenne de libre-échange et membre de l'espace Schengen, mais pas de l'UE ni de l'Espace économique européen.
La Suisse comporte quatre régions culturelles et linguistiques et quatre langues nationales : l'allemand, le français, l'italien et le romanche, cette dernière n'étant que partiellement officielle,. En conséquence, les Suisses forment une nation au sens civique du terme (« Willensnation »), n'ayant pas d'unicité forte sur un plan ethnique ou linguistique. Le sens fort de l'identité et de la communauté des Suisses est fondé sur un fond historique commun et le partage de principes politiques et de caractéristiques telles que le fédéralisme, la démocratie directe, le symbolisme alpin et des mythes fondateurs.
La Suisse a l'un des PIB nominaux par habitant et de parité du pouvoir d'achat les plus élevés au monde, ainsi que l'indice de développement humain (IDH) le plus élevé de la planète (0,962). Elle est classée deuxième sur la liste des pays par espérance de vie en 2015, publiée par le DAES des Nations unies ; et est considérée comme l'un des pays les moins corrompus par Transparency International, et — pendant plusieurs années — comme le premier en termes de compétitivité économique et touristique, selon le Forum économique mondial.

## Toponymie
Dans les langues nationales autres que le français, le pays est appelé Schweiz en allemand, Svizzera en italien et Svizra en romanche. Depuis 1803, le nom officiel de l'entité politique suisse est Confédération suisse en français, Schweizerische Eidgenossenschaft en allemand, Confederazione Svizzera en italien, et Confederaziun svizra en romanche.
Dans les différentes langues régionales suisses, le pays se nomme Schwiz en suisse allemand, Suisse, Chuiche ou Chuíche en francoprovençal (arpitan), Chuiche, Chuisse, Suiche ou Suisse en franc-comtois (patois jurassien) et Svízzera en lombard tessinois.
Au XIXe siècle, le latin servait traditionnellement de langue commune pour les inscriptions officielles. Ainsi, la formule Confœderatio Helvetica se trouve notamment inscrite sur les pièces de monnaie suisses de 5, 10 et 20 centimes et sur les pièces de 5, 10 et 20 francs, mais pas sur les pièces de 50 centimes et de 1 et 2 francs — où ne figure que le nom « Helvetia » — ainsi qu'au fronton du Palais fédéral à Berne. Le sigle CH en est la forme abrégée pour les codes postaux et les extensions de noms de domaine sur Internet. CH figure également sur l'autocollant distinctif de nationalité apposé à l'arrière des véhicules automobiles suisses circulant à l'étranger, en application de la Convention de Vienne sur la circulation routière,,.

### Origine
Depuis le milieu du XIVe siècle, le terme de confédération est employé pour qualifier les systèmes d'alliance qui se sont formés sur le territoire de la Suisse actuelle. Le mot français, comme ses équivalents dans les langues latines, est issu du latin foedus, « traité d'alliance », alors que l'allemand Eidgenossenschaft renvoie au « serment devant Dieu », Eid, prêté par des Genossen, « compagnons » de même rang. Le mode d'association ainsi désigné contraste avec la dissymétrie des liens de dépendance féodaux.

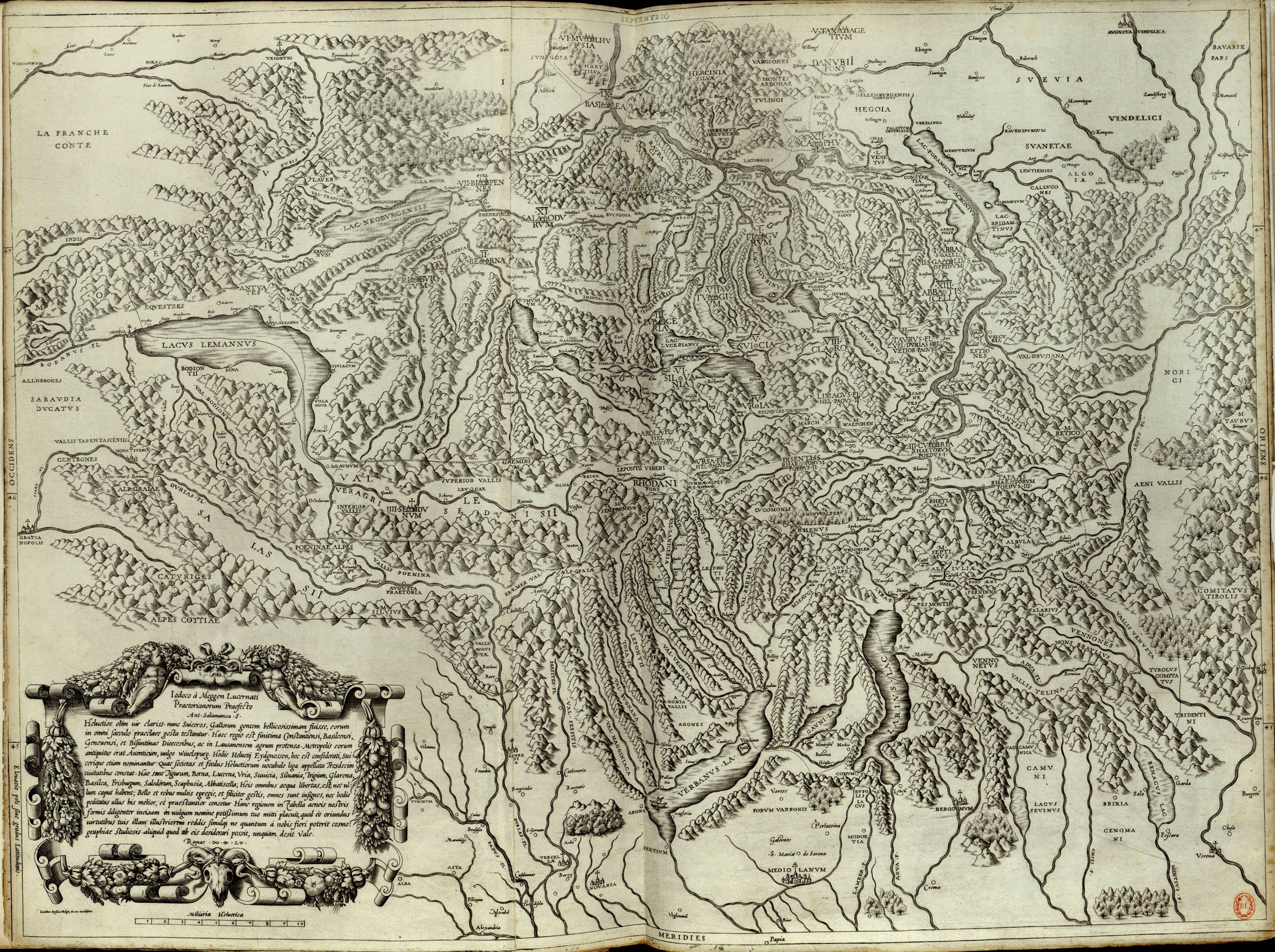
Ancienne carte représentant la Suisse, 1555.

Le nom Schweiz, d'où dérive le français Suisse, est utilisé dès le XVIe siècle par les Autrichiens, par déformation de celui du canton de Schwytz (Switz ou Sweitz en moyen haut allemand) qui est alors le canton géographiquement le plus proche de Vienne parmi les trois cantons d'origine, pour désigner l'ensemble de la communauté révoltée contre eux. Une confusion régna ensuite pendant plusieurs siècles sur l'orthographe utilisée par les deux toponymes (Schwytz et Schweiz). L'historien suisse Johannes von Müller proposa en 1785 de dissocier les deux formes. Le terme de Schwytz, quant à lui, viendrait de celui apparu en 972 pour désigner la population de la région, les Suittes ; ce nom serait lui-même issu du vieux haut allemand swedan signifiant « brûler » (cf. islandais svíða, danois et suédois svide), rappelant ainsi la culture sur brûlis, technique par laquelle les habitants défrichaient les forêts avoisinantes afin de construire ou de cultiver les terrains.
Le terme Confédération suisse ne devient courant qu'au XVIIIe siècle, où il n'est encore ni officiel ni unique, puisque les appellations Corps helvétique, Magna Liga, Ligues et Helvetia sont également utilisées pour désigner le pays,.

### Évolution
La proposition de von Müller visant à utiliser l'appellation de Schweiz pour désigner la confédération fut officialisée en 1803, sinon dans l'Acte de Médiation lui-même, du moins par le titre de « Médiateur de la Confédération suisse » que prend Bonaparte à cette occasion. Elle est reprise à l'article 15 du Pacte fédéral de 1815 : « les XXII Cantons se constituent en Confédération suisse », puis par les constitutions de 1848, 1874 et 1999. Aujourd'hui, dans la liste des dénominations d'États publiée par les autorités du pays, c'est celle de Confédération suisse qui est retenue, l'adjectif helvétique étant explicitement exclu.
Cependant, au cours d'une évolution historique complexe, inscrite depuis 1848 dans le texte de ses constitutions successives, les institutions de la Suisse se sont éloignées de la confédération d'États pour devenir celles d'un État fédéral. Le maintien en vigueur d'une appellation officielle inchangée, bien qu'elle ne leur corresponde plus (du moins dans les langues latines : en allemand Eidgenossenschaft ne désigne pas une forme politique particulière), exprime l'idée d'une continuité de l'histoire suisse, depuis les alliances médiévales jusqu'à l'État contemporain.

### Polysémie
Confédération, avec ou sans majuscule, désigne trois concepts différents, qui correspondent chacun à un mot différent en allemand :
- confédération, nom commun (allemand Staatenbund) : désigne un « État composé où chaque État-membre conserve son indépendance mais se soumet à un pouvoir central essentiellement constitué par un organisme de coordination dont les décisions doivent être prises à l'unanimité des États-membres »[31]. La Suisse était initialement une confédération, une alliance d'États souverains ligués pour se prêter mutuellement secours[32]. Au XIXe siècle, après l'échec de la République helvétique et face aux nombreux défauts du Pacte fédéral de 1815, des cantons considéraient que cette forme avait fait son temps. Ils ne voulaient cependant pas d'un État unitaire[32]. Ils ont décidé de former un État fédéral, ce qui a été concrétisé par la Constitution fédérale de 1848.
- La Confédération, nom propre (allemand der Bund) : le terme désigne l'État fédéral par opposition aux cantons, les États fédérés. L'État fédéral comprend en particulier l'administration fédérale avec à sa tête le Conseil fédéral, mais aussi l'Assemblée fédérale et les différents tribunaux fédéraux. La Confédération dispose de certaines compétences prévues par la Constitution, comme la monnaie ou l'armée, tandis que les cantons disposent de toutes les compétences non attribuées[33], comme la police, l'enseignement ou la santé.
- La Confédération [suisse], nom propre (allemand die [Schweizerische] Eidgenossenschaft) : nom officiel de l'État suisse, du pays, autrement dit de l'ensemble des 26 cantons et du peuple suisse. Le mot allemand Eidgenossenschaft n'est pas l'équivalent linguistique de confédération. Il est composé de Eid, serment devant Dieu, et Genosse, mot qui désigne jusqu'au milieu du XIXe siècle un compagnon, une personne partageant le même sort, les mêmes intérêts et étant du même rang social. On peut le rendre par « Alliance entre égaux scellée par un serment ». Ce terme ne décrit donc pas un régime particulier[26].

## Géographie

Carte topographique et hydrographique de la Suisse.

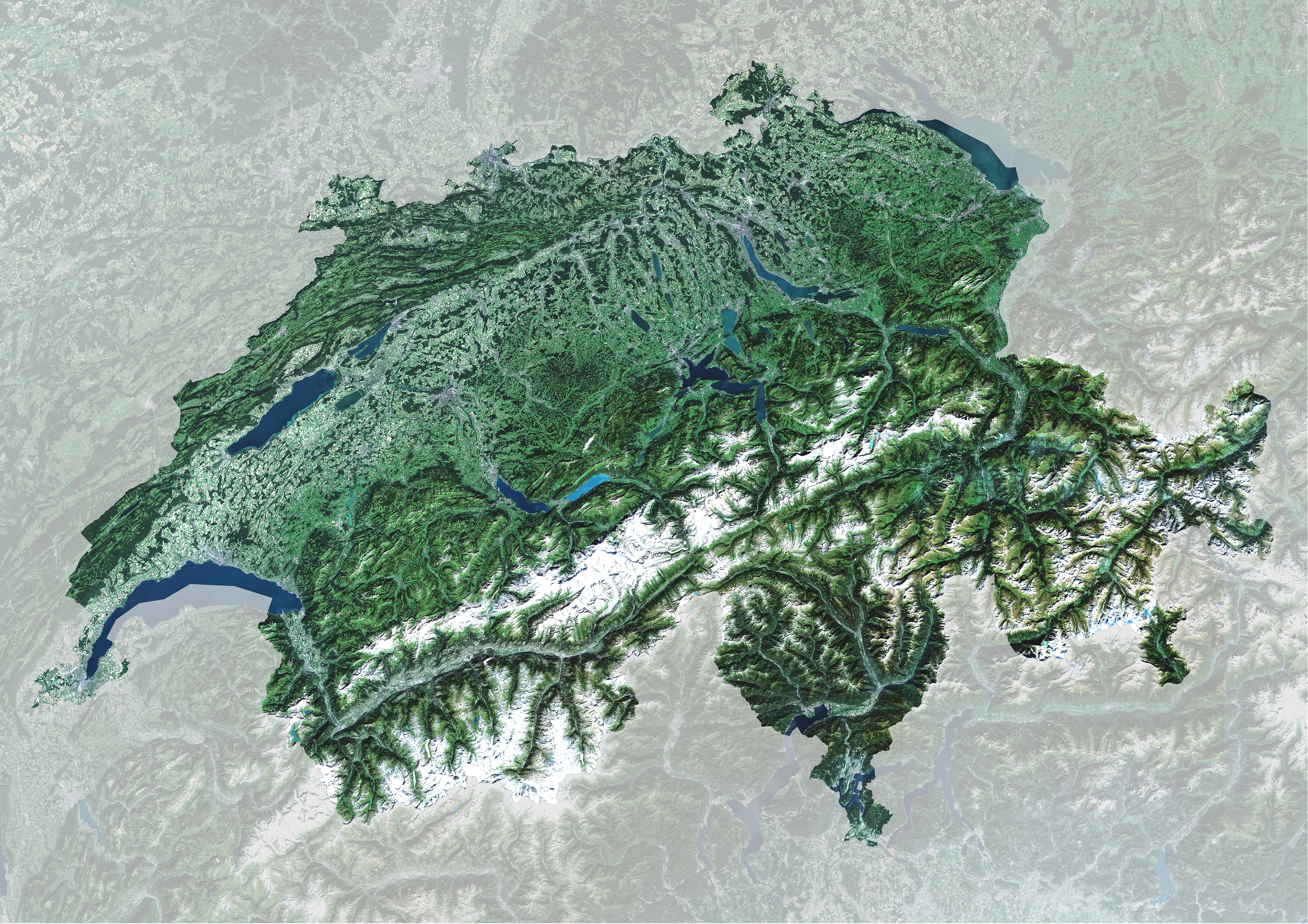
Image satellite de la Suisse par Sentinel-2 (2016).

La Suisse est habituellement divisée en trois grandes zones géographiques. Du nord au sud, ainsi que par superficie croissante, sont inclus le Jura, le Plateau suisse et les Alpes suisses. Le Plateau constitue par sa densité de population la zone la plus importante en matière démographique et économique.

### Relief

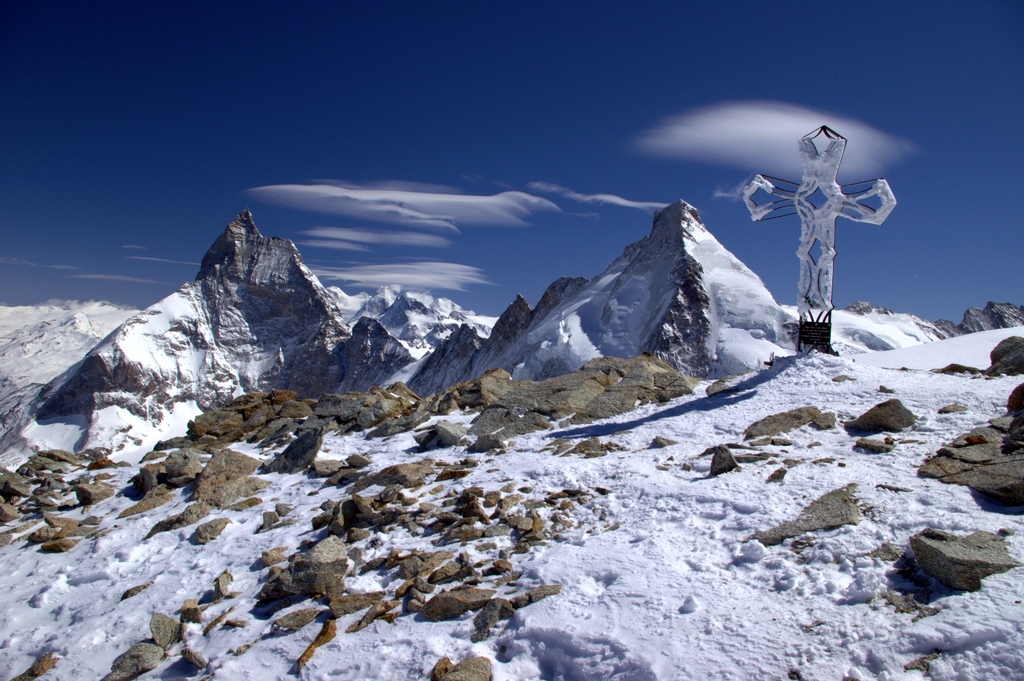
Les Alpes constituent un environnement extrême. Le canton du Valais à lui seul contient la moitié des sommets de plus de 4000 mètres de toutes les Alpes.

Mis à part les quelques plaines alluviales, du Rhin et du Rhône notamment, chaque région possède un relief plus ou moins marqué, des collines du Plateau et du Jura (1 000 - 1 600 m) aux sommets des Alpes (2 000 - 4 600 m).
Bien que d'importance modeste du point de vue économique, la région alpine comporte les paysages les plus variés et les plus marquants de la Suisse. Elle s'étend sur près des deux tiers du pays (62,5 % du territoire), faisant de la Suisse le pays le plus montagneux d'Europe occidentale. Certains grands cantons se trouvent en totalité ou majoritairement à l'intérieur du périmètre alpin, ce sont le Valais, le Tessin et les Grisons.
Selon la définition de l'Office fédéral de la statistique, un quart de la population de Suisse vit en région de montagne. Cela représente plus de 28 000 km2 répartis entre 814 communes.
La topographie, notamment la barrière naturelle que forment les Alpes, est aussi à l'origine d'une grande variété de climats.
Les chaînes de montagne principales (comprenant des sommets supérieurs à 4 000 m) sont quant à elles localisées dans les régions des cantons de Berne (Alpes bernoises), du Valais (Alpes valaisannes) et des Grisons (massif de la Bernina). Ce sont également les chaînes regroupant la plupart des glaciers en Suisse, dont elle est recouverte à hauteur de quelque 3 %. Enfin des sommets tels que le Cervin et l'Eiger ont gagné un statut emblématique de la chaîne alpine.

### Hydrographie

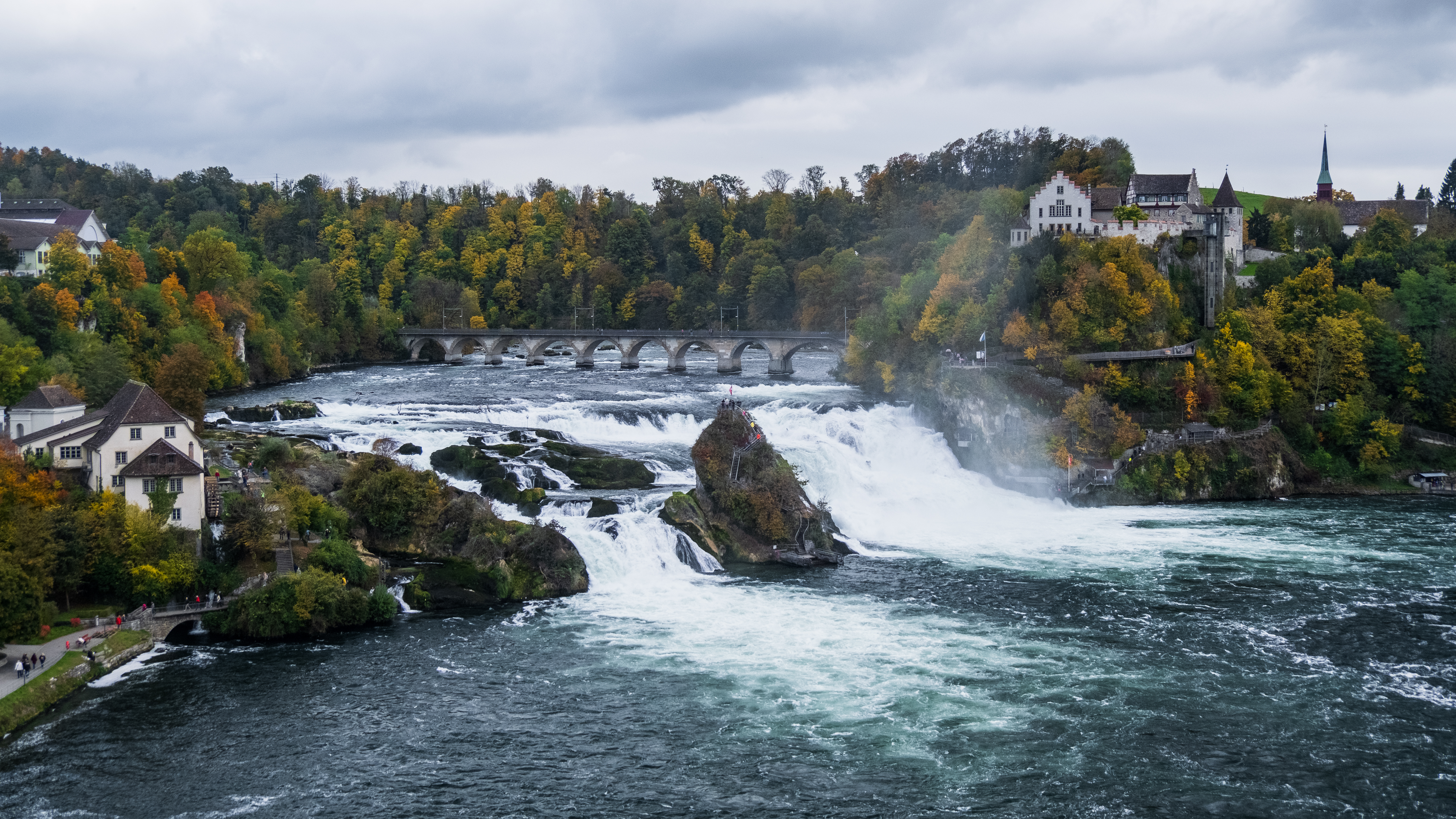
Les chutes du Rhin, à la frontière entre les cantons de Schaffhouse et de Zurich, sont les plus grandes chutes d'eau d'Europe.

La Suisse est située sur la ligne de partage des eaux de quatre bassins versants. Celui du Rhin couvre la plus grande partie du pays et celui du Rhône couvre le Valais, la partie sud du canton de Vaud et Genève. Cependant, des régions de Suisse appartiennent aussi aux bassins du Danube (la haute vallée de l'Inn dans les Grisons), du Pô et de l'Adige en Italie (le canton du Tessin avec notamment la rivière Tessin mais aussi quelques petites vallées des Grisons, avec les rivières Poschiavino, Maira et Rom (val Müstair) ainsi que la vallée de Simplon en Valais avec la rivière Diveria).
Ainsi les eaux coulant en Suisse peuvent se diriger vers la mer du Nord, la mer Méditerranée occidentale, la mer Adriatique ou la mer Noire. Pour cette raison, il est parfois question de la région du Gothard comme du « château d'eau de l'Europe ».
Presque chaque région compte un nombre d'étendues d'eau assez important. Les plus grandes sont situées sur le Plateau, ainsi qu'en bordure du territoire alpin. Les lacs de montagne proprement dits sont d'étendue modeste, mais particulièrement nombreux si les lacs de retenue destinés à la production d'hydroélectricité sont inclus.

### Climat

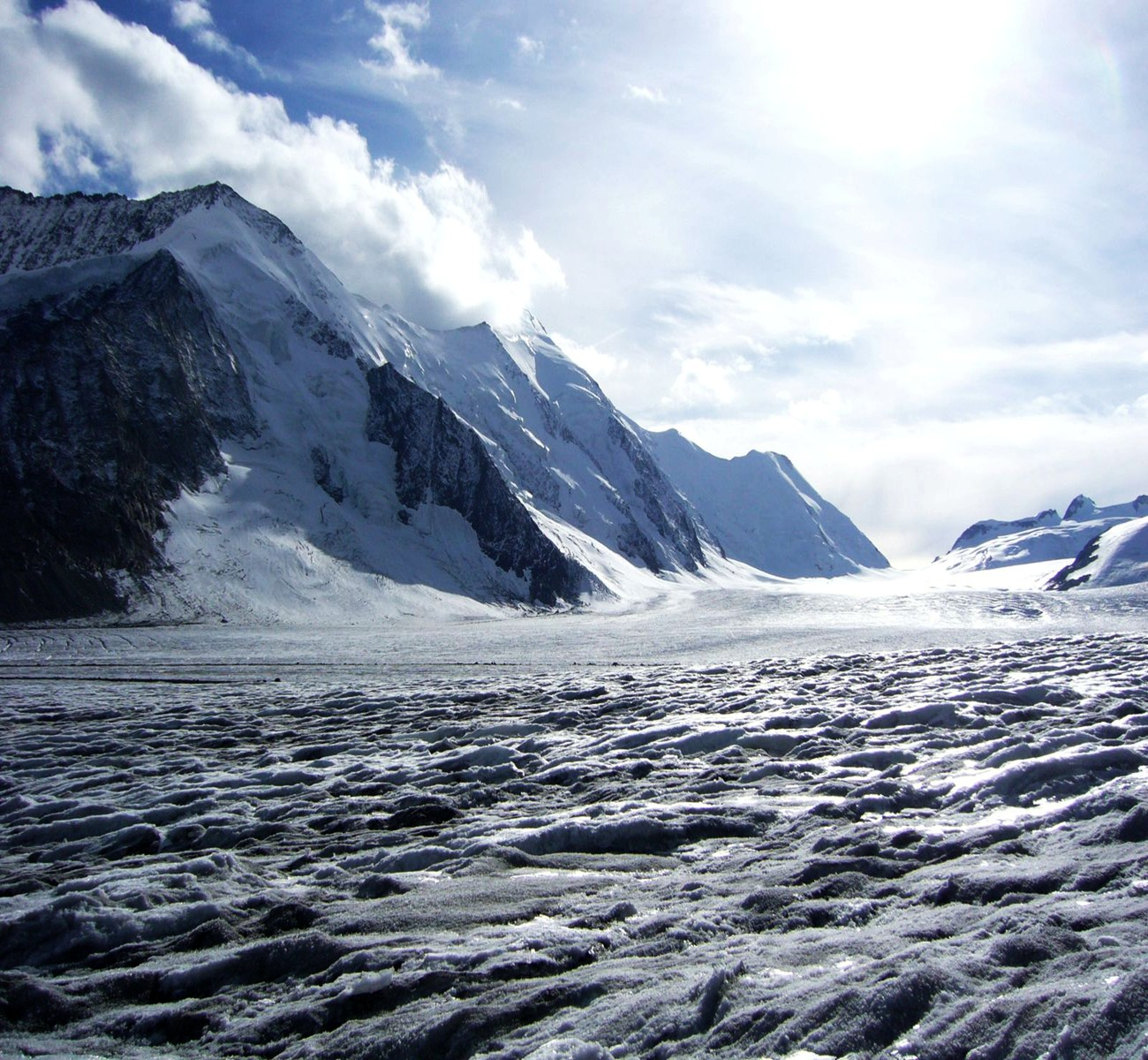
Vue de Konkordiaplatz (glacier d'Aletsch). Les Alpes bernoises comprennent les plus vastes étendues glacées d'Eurasie occidentale.

Le climat de la Suisse est un climat tempéré de transition, influencé par le climat océanique d'Europe de l'Ouest, le climat continental humide d'Europe centrale, le climat méditerranéen et le climat montagnard. Les précipitations sont réparties tout au long de l'année, parfois sous forme de neige en hiver. Les quatre saisons sont bien marquées, avec une différence d'environ 20 °C entre la température moyenne du mois le plus chaud (juillet) et le mois le plus froid (janvier).
Les Alpes font effet de barrière climatique et provoquent des différences significatives de température et de quantité de pluie en fonction de la position géographique (microclimats). L'influence du climat méditerranéen est plus marquée au sud des Alpes, où les étés sont plus chauds et les hivers sont plus doux et plus secs par effet de foehn. L'influence du climat continental humide est plus marquée dans la partie est du pays avec des écarts de température plus importants et des pluies plus importantes en été.
La température moyenne diffère en fonction de l'altitude du lieu et de la période de l'année, du fait du relief accidenté, il peut exister plusieurs étages avec des climats et des milieux naturels différents sur les façades d'une montagne. Dans les basses terres telles que le Plateau suisse (500 m) la température dépasse 30 °C durant les jours les plus chauds de l'été — de juin à septembre — et peut descendre en dessous de 0 °C en hiver — de décembre à mars. La température moyenne diminue de 1 degré tous les 300 m. Au-dessus de 1 500 m d'altitude la saison d'hiver dure du mois de novembre au mois d'avril, et la neige subsiste durant toute la saison – condition favorable aux sports d'hiver. Au-dessus de 3 000 m la neige subsiste toute l'année et la température monte rarement au-dessus de 10 °C. L'ensoleillement, élevé dans tout le pays durant l'été, est faible dans les vallées et le plateau durant l'hiver à cause du phénomène de brouillard de vallée.
Par effet de foehn sur les Alpes, lorsque le vent chaud du sud souffle vers le nord, il provoque un temps pluvieux et doux sur la façade sud des Alpes, et un temps sec et chaud sur la façade nord. Quand, au contraire, le vent froid du nord souffle vers le sud, il provoque un temps pluvieux et froid sur la façade nord, et un temps ensoleillé et doux au sud. Située dans les Alpes internes, la région du Valais reçoit de l'air sec toute l'année.
La bise est un vent froid et sec venu du nord-est, fréquent en hiver. Elle provoque une chute de température, un ciel dégagé et une impression de froid accentuée par le souffle des rafales qui peuvent atteindre 100 km/h.

### Changements climatiques
La Suisse, selon un rapport officiel de 2007, est un pays notablement exposé aux conséquences du changement climatique, en raison de l'importance de ses glaciers, lesquels reculent et vont encore reculer et peut-être disparaître d'ici 100 ans. Le risque d'inondation, coulée de boue, glissement de terrain ou chute de pierre augmente. Des cartes de danger ont été établies (fin 2007) pour 30 % du territoire. Le nombre de jours de canicule (température > 30 °C) a fortement augmenté, passant au Tessin d'une moyenne d'un à deux jours par an dans les années 1960 à presque 15 aujourd'hui. De même sur le plateau, avec une augmentation encore plus forte à Zurich et à Genève (quatre fois plus de jours de canicule depuis les années 1960). Les hivers se réchauffent aussi, avec moins de jours d'enneigement, surtout à moins de 1 500 mètres. Les chutes de neige sont plus tardives, y compris à haute altitude, ce qui peut avoir des effets sur le tourisme et les sports d'hiver (en 2019, 50 % environ des pistes ont dû recevoir un enneigement artificiel qui n'est pas sans conséquences sur la gestion de l'eau).
Au début des années 2000, la floraison des cerisiers était en moyenne plus précoce de 15 à 20 jours qu'en 1950. Les cours d'eau du Plateau suisse se réchauffent depuis les années 1960 et l'eau y dépasse 18 °C un nombre de jours croissant par an, avec en parallèle une diminution des truites de rivière qui ont besoin d'eau froide et riche en oxygène.
En 2022, la température a augmenté de +2 °C en 150 ans. Depuis les années 2000, la Suisse a connu neufs de ses 10 années les plus chaudes. Comme conséquences, le volume des glaciers suisses a vu une baisse significative de 60 % depuis la moitié du XIXe siècle.

### Gaz à effet de serre
Les émissions de gaz à effet de serre ont été stabilisées vers 1990, sans toutefois être diminuées (objectif de l'ONU : −6 % par an). La Suisse s'est donné l'objectif de ramener à 0 ses émissions nettes de gaz à effet de serre en 2050. Les émissions positives s'élevaient à 55 Mt en 1990, 42 Mt en 2022, hors aviation et hors UTCATF. Le potentiel d'émissions négatives étant estimé à 6 Mt, la baisse des émissions depuis 1990 devra être de presque 90 %. La Suisse considère que cet objectif est réalisable. Le programme « SuisseÉnergie » incite aux mesures volontaires de l'industrie. Les émissions agricoles ont reculé, alors que les émissions du transport augmentaient, ainsi que celle de l'habitat, en lien avec la croissance (démographique et économique). La surface de référence énergétique des bâtiments certifiés (Minergie et Minergie-P) augmente depuis 1998 plus vite que dans la plupart des autres pays d'Europe, mais en 2006, ne concernait que 0,9 % de la surface de référence énergétique totale du pays.
D'après une enquête du journal Le Temps, la Suisse dépasse régulièrement les pics de pollution autorisés par l'ordonnance sur la protection de l'air, mais les autorités préfèrent ne pas donner l'alerte auprès de la population.
Un autre accord a été conclu avec le Pérou pour pouvoir comptabiliser pour la Suisse des puits de carbone réalisés dans ce pays.
En 2020, la Suisse a produit plus de 53 millions de tonnes de gaz à effet de serre dues principalement au chauffage de logements et aux transports qui sont principalement des voitures à moteurs thermiques.

### Milieu naturel
La Suisse dispose de milieux naturels de qualité et abrite une biodiversité importante avec environ 50 000 espèces répertoriées (pour la faune, flore et fonge), mais dont 30 à 50 % des indigènes sont menacées (comme dans la plupart des pays européens), alors qu'une centaine d'espèces invasives posent problème.
Du fait du relief, la population (à 75 % urbaine) est très concentrée, mais l'urbanisation s'étale (périurbanisation). En 2000, chaque habitant consommait une surface habitable de 44 m2, soit 10 m2 de plus qu'en 1980, alors que le nombre de ménages s'était accru de 27 % dans le même temps. La fragmentation écopaysagère est importante et croissante ainsi que l'artificialisation des milieux. Le nombre de kilomètres parcourus sur la route a presque doublé en 34 ans (de 1970 à 2004), et les surfaces imperméabilisées et construites, routes et parkings ont augmenté simultanément d'environ 10 % de 1982 à 1995.
Environ un milliard de mètres cubes d'eau potable sont distribués annuellement par les robinets (soit l'équivalent en volume du lac de Bienne).
Les énergies renouvelables sont en progression, mais l'énergie finale consommée a augmenté de +11,5 % entre 1990 et 2005, avec une forte hausse (+23 % de 1990 à 2005) de la consommation électrique. Les sols se dégradent ou sont construits (11 hectares de sol agricoles sont quotidiennement perdus et plus de 15 % des sols analysés de 1992 à 1996 dépassaient des valeurs-seuil ou indiquant une pollution pour un ou plusieurs métaux lourds. 61 % des sols arables sont sensibles à l'érosion, 17 % l'étant fortement). Des progrès sont constatés en matière de pollution de l'air (moins de pluies acides, de métaux, de poussières à l'extérieur), mais en 2000, plus de 40 % des habitants étaient chez eux exposés à des taux de poussières fines (PM10) dépassant les valeurs limites. L'ozone (O3) et les oxydes d'azote (NOx) posent également problème. La pollution y est quand même inférieure à celle de la plupart des pays d'Europe tels que la France ou l'Espagne.
En 2018 et 2019, l'ensemble des forêts du nord-ouest de la Suisse est atteinte par la mort en masse des hêtres du fait du changement climatique.

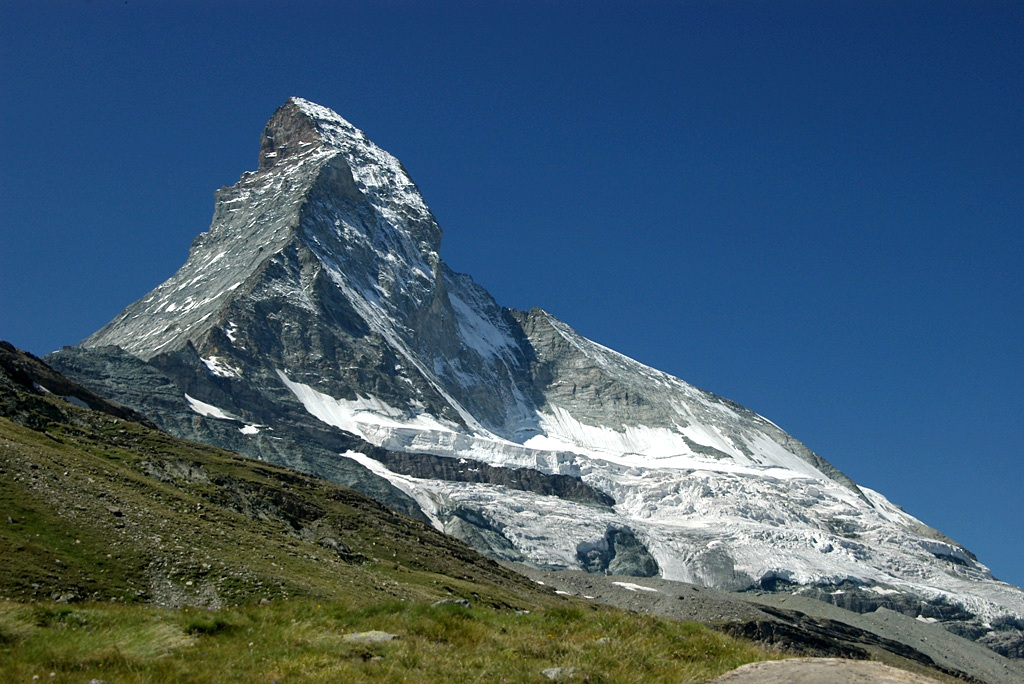
Le Cervin près de Zermatt, Valais.
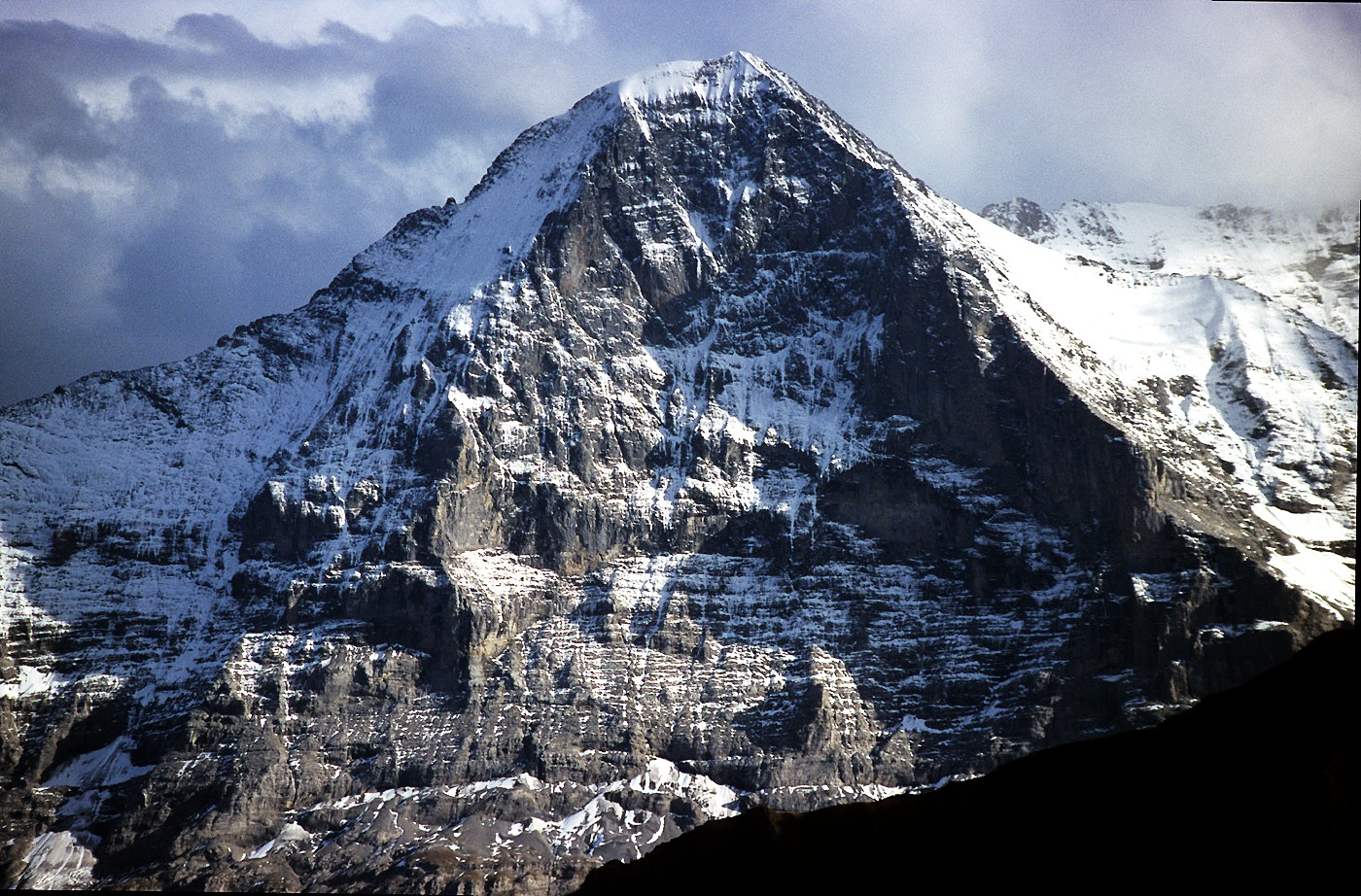
Face nord de l'Eiger, Berne.
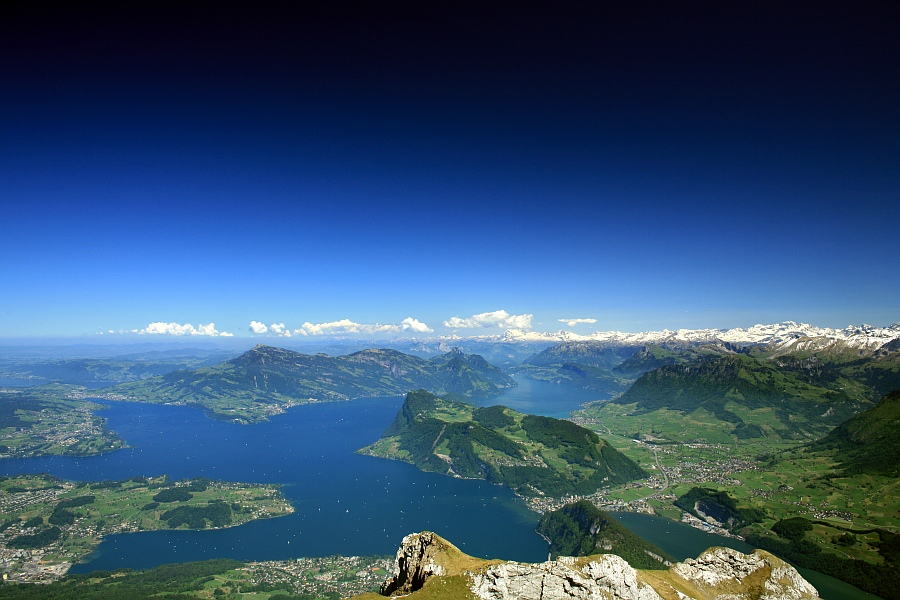
Le lac des Quatre-Cantons, Suisse centrale.
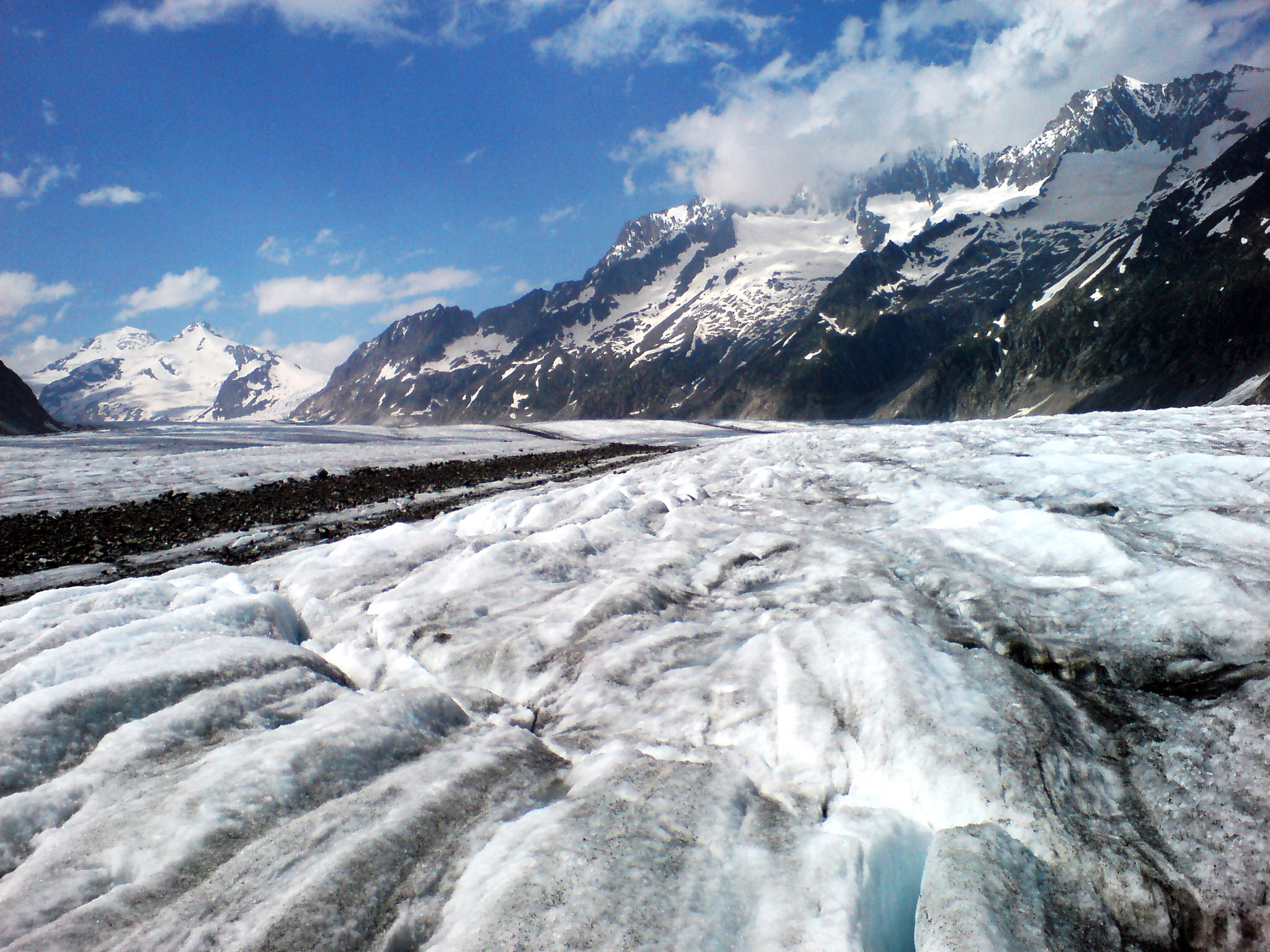
Le glacier d'Aletsch, Valais.
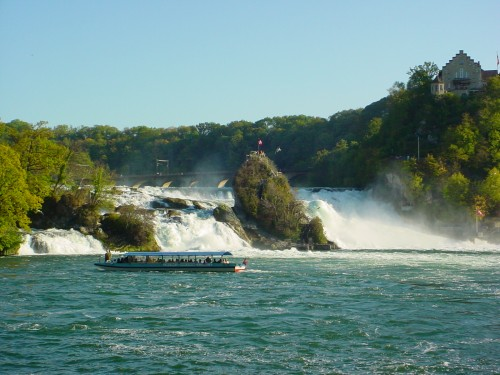
Les chutes du Rhin, Schaffhouse.
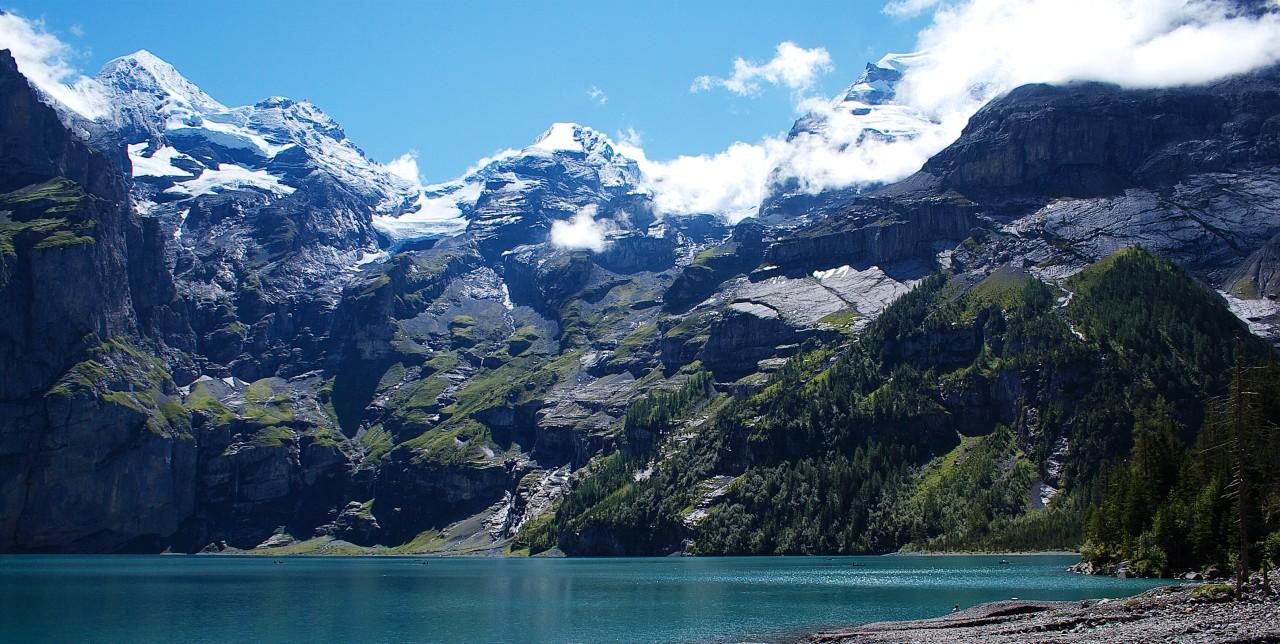
Le lac d'Oeschinen, Berne.
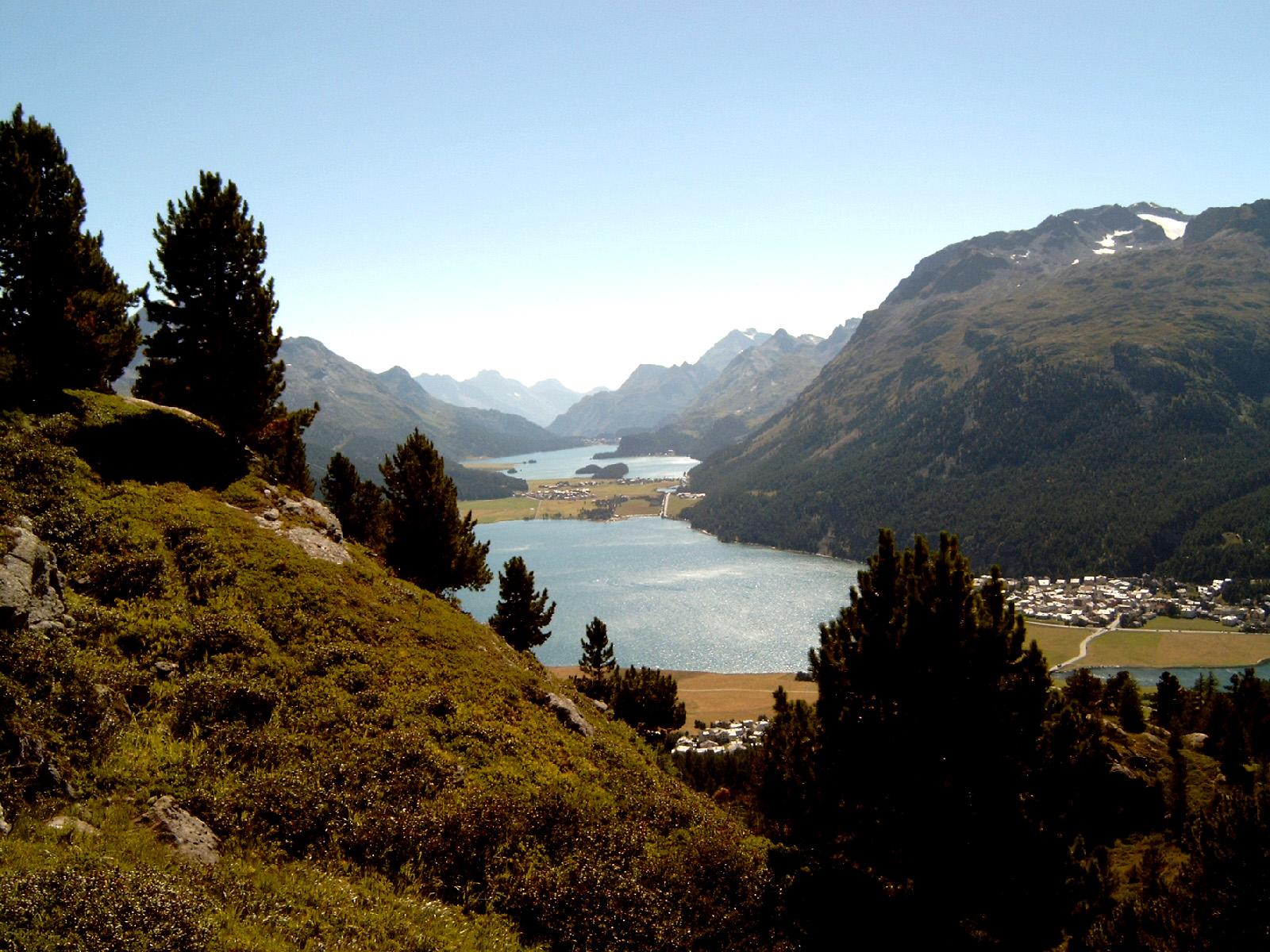
Lacs de la haute Engadine, Grisons.
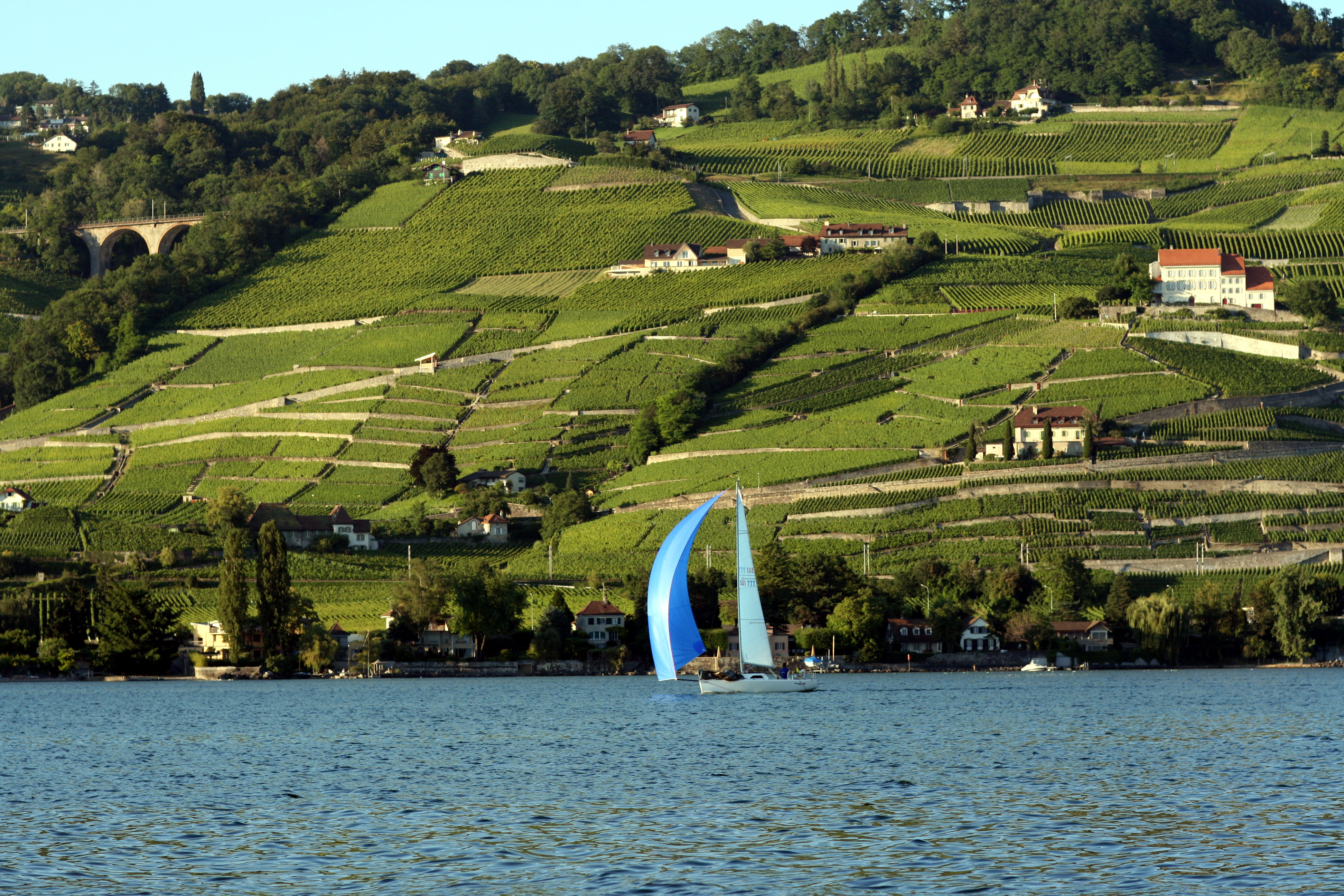
Les vignobles de Lavaux au bord du Léman, Vaud.
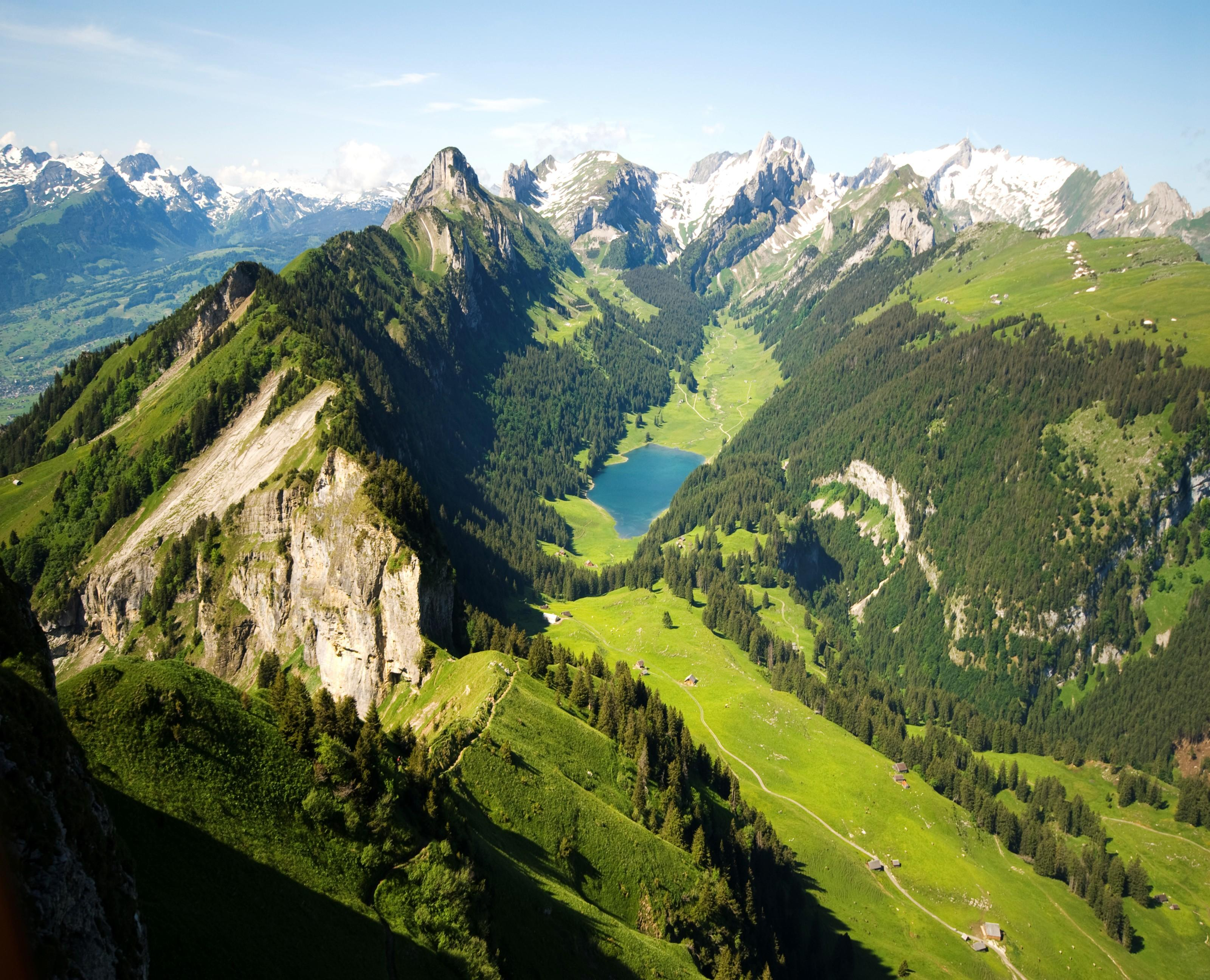
Massif du Säntis, Appenzell R. Intérieures.
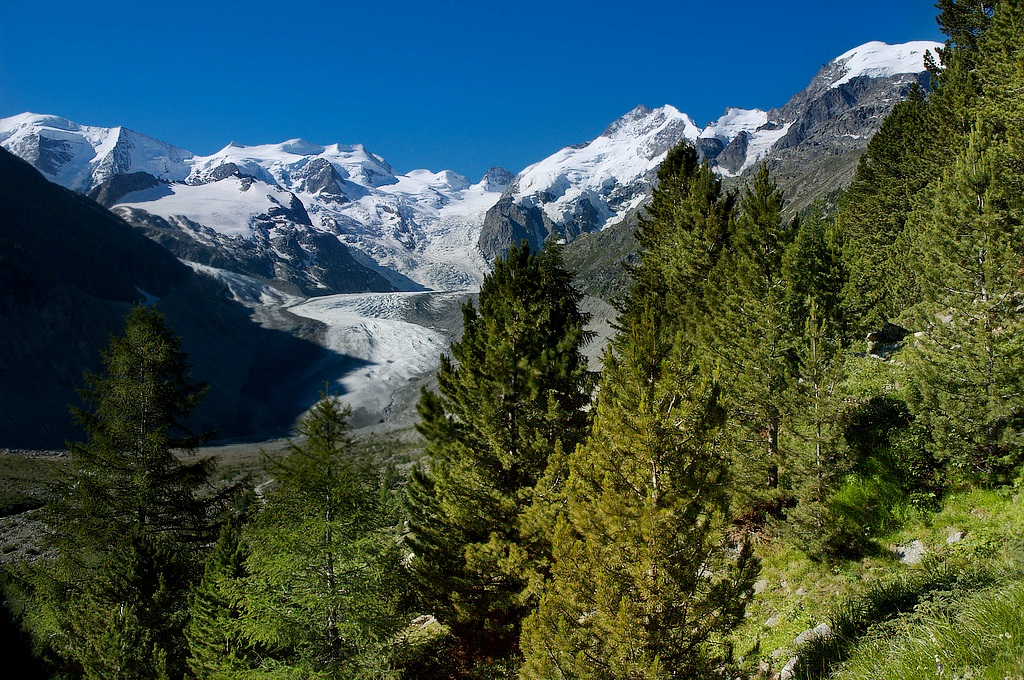
Le Piz Bernina, Grisons.

### Villes
Zurich, ville la plus peuplée de Suisse avec 443 037 habitants (2024), se trouve au nord-est du pays, à l'extrémité nord du lac de Zurich. C'est la capitale économique et la principale place bancaire du pays. Elle héberge l'École polytechnique fédérale de Zurich. La ville est desservie par le principal aéroport ainsi qu'un performant réseau de voies ferrées et quelques autoroutes. Avec 360 000 passagers quotidiens, la gare centrale de Zurich est très importante.
Genève, deuxième ville du pays avec 203 840 habitants (2024) et première ville suisse en densité de population, se trouve à l'extrême ouest du pays à la pointe du Léman. L'agglomération se développe également de l'autre côté de la frontière, en France. Genève est le siège de nombreuses organisations internationales, d'organisations non gouvernementales, de banques privées, d'entreprises horlogères, et de nombreuses entreprises de commerce international.
Bâle, troisième ville avec 173 552 habitants (2024), se trouve au nord-ouest du pays. L'agglomération se développe également de l'autre côté de la frontière, en France et en Allemagne. La ville est traversée par le Rhin et dispose de l'unique port fluvial du pays, ainsi que du troisième aéroport du pays, l'aéroport international de Bâle-Mulhouse. Elle accueille de nombreuses industries pharmaceutiques, l'université la plus ancienne du pays et le siège mondial de la Banque des règlements internationaux. La ville est aussi célèbre pour ses musées, comme le Kunstmuseum (plus ancienne collection d'art publique au monde) ou la Fondation Beyeler à Riehen.
Lausanne, quatrième ville avec 141 418 habitants (2024), se trouve à l'ouest du pays au bord du Léman. Elle est le siège du Tribunal fédéral, de l'École polytechnique fédérale de Lausanne et du Comité international olympique.
Berne, cinquième ville avec 134 506 habitants (2024), se trouve au centre-ouest. C'est la ville fédérale, siège du gouvernement et des principales institutions fédérales.
La Suisse compte 2 115 communes au 6 avril 2025.

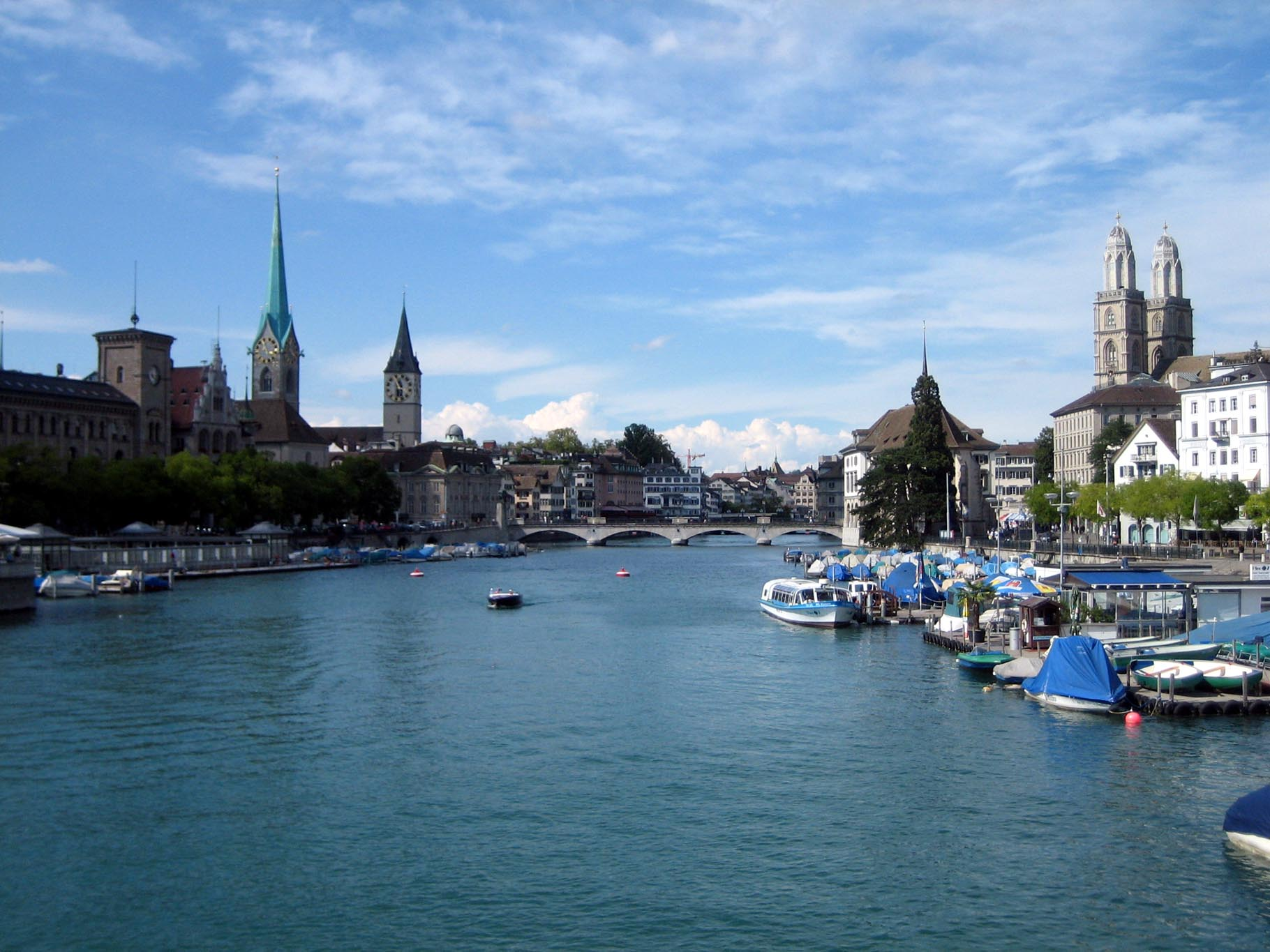
Zurich
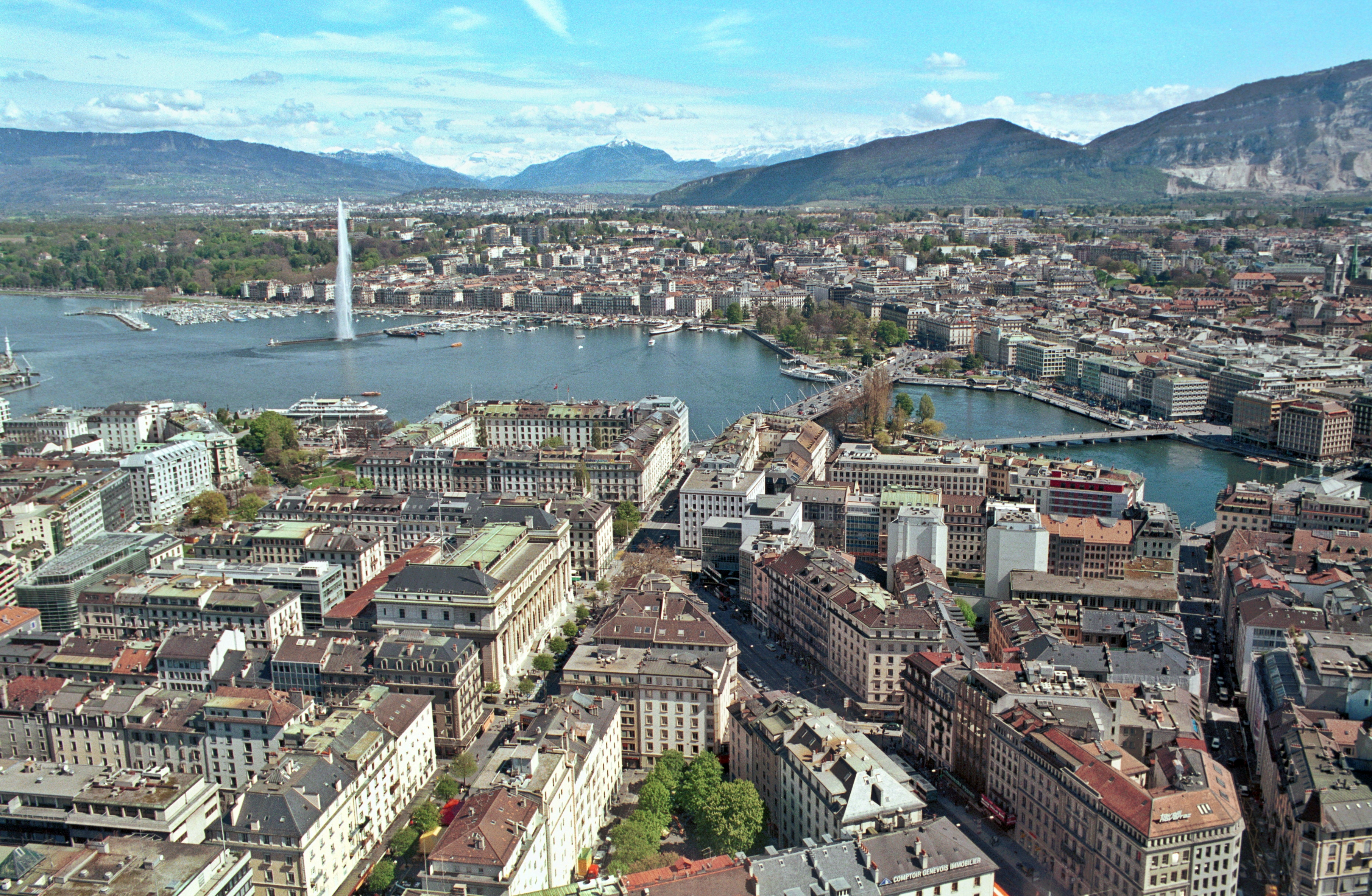
Genève
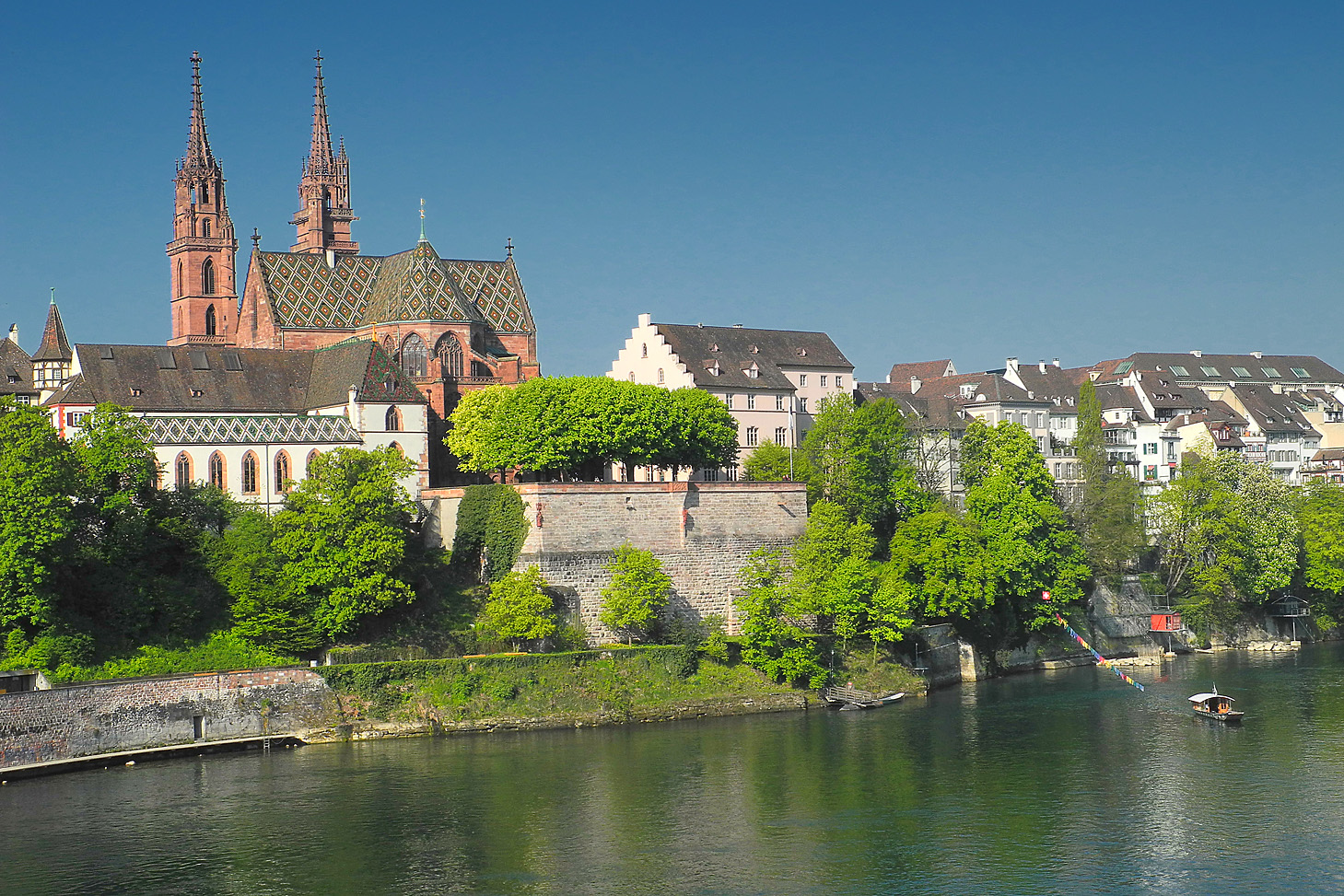
Bâle
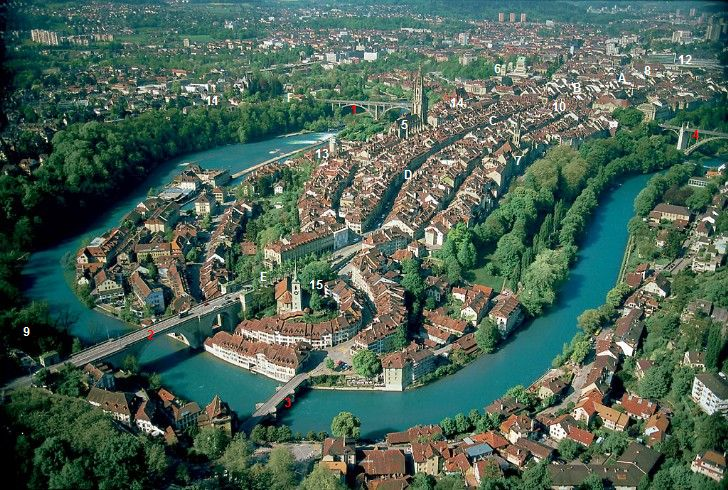
Berne
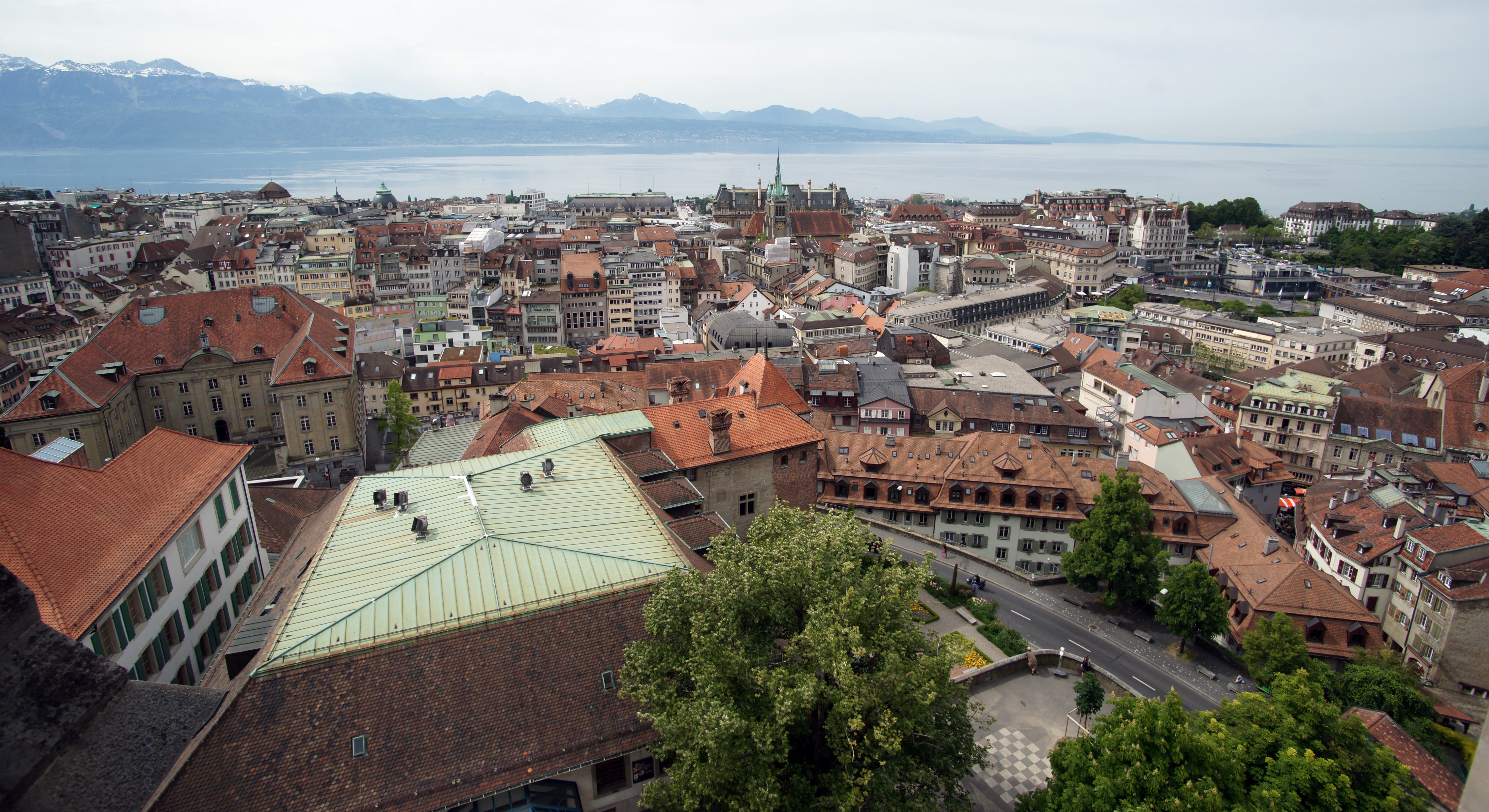
Lausanne
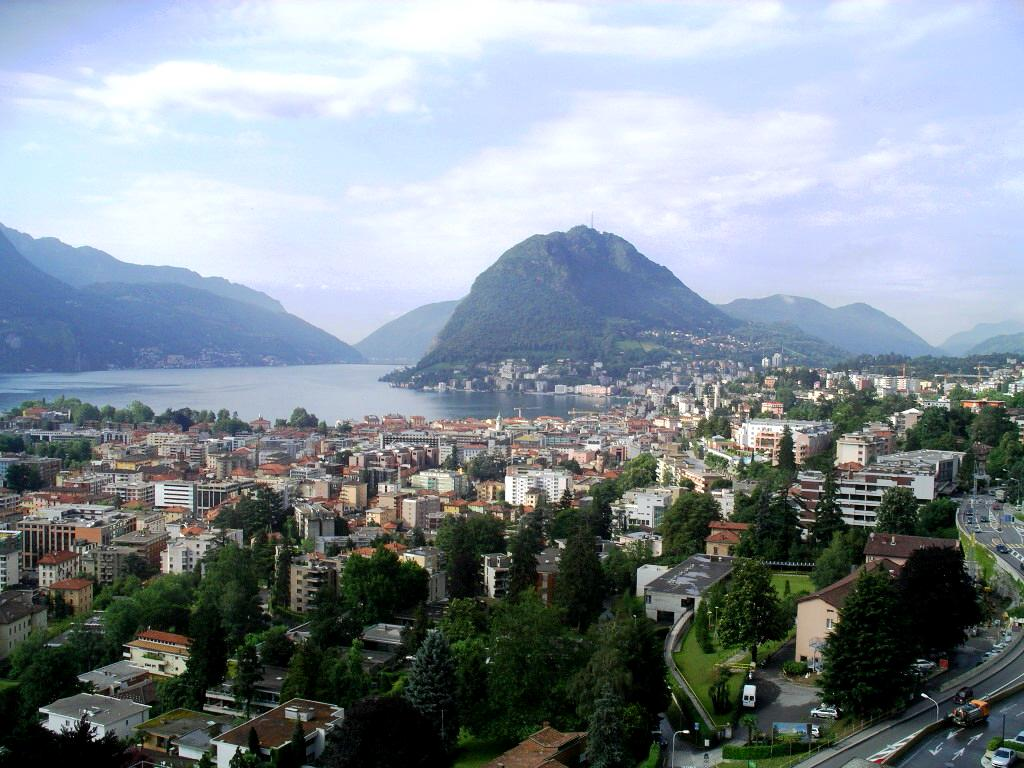
Lugano
Sion

## Histoire

### Antiquité et haut Moyen Âge
Peuplé dès la Préhistoire, c'est à l'époque celtique grâce aux Helvètes surtout, que le territoire suisse franchit le seuil de l'Histoire. En 58 av. J.-C., les Helvètes, sous la pression migratoire des tribus germaniques, tentent de s'installer dans le Sud-Ouest de la Gaule, en Saintonge (actuelle Charente et Charente-Maritime). Battus près de Bibracte par les armées de Jules César, ils sont reconduits sur leur territoire d'origine qui devient ensuite part de l'Empire romain.
Largement christianisé, le territoire suisse est ensuite occupé par les Burgondes et les Alamans au Ve siècle. Incorporé successivement aux royaumes de Bourgogne, des Francs, puis à l'Empire carolingien, il est rattaché au XIe siècle, à la chute du royaume de Bourgogne transjurane, au Saint-Empire romain germanique. Il est alors le théâtre de dures luttes féodales.

### Moyen Âge

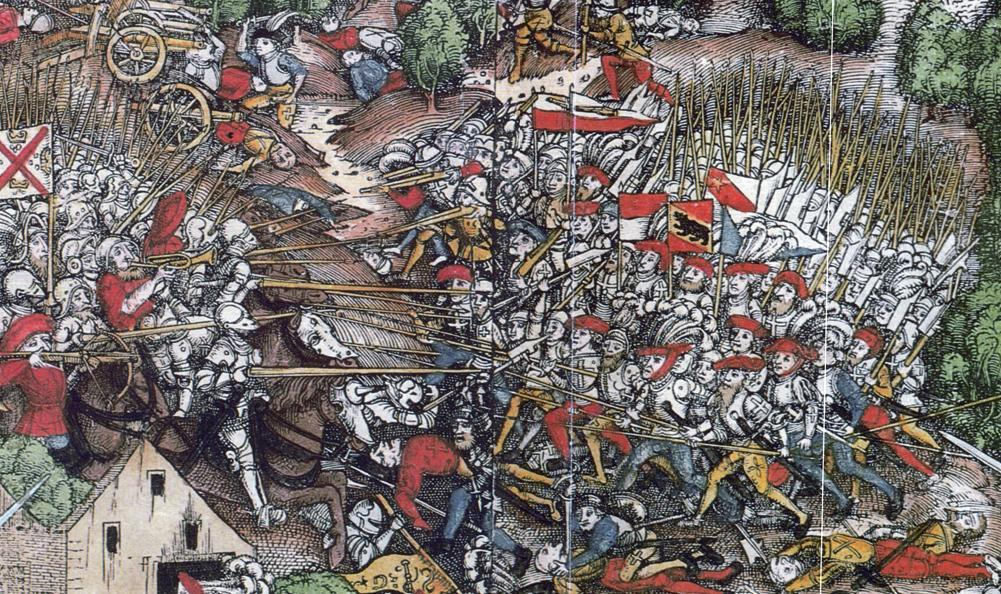
Bataille de Dornach (SO) en 1499.

La date de 1291 est choisie en 1891 comme date de naissance de la Suisse, car c'est celle du Pacte fédéral, le plus vieux document écrit connu parlant du renouvellement d'une précédente alliance entre des cantons suisses : Uri, Schwytz, qui donnera son nom au pays, et Nidwald, (vallée inférieure d'Unterwald). Ces cantons confirment en 1315 leur alliance par le pacte de Brunnen, conclu après la bataille de Morgarten, qu'ils remportent contre Léopold Ier d'Autriche.
Les territoires avoisinants, Lucerne, Zurich, Glaris, Zoug et Berne se rapprochent d'eux au XIVe siècle, fondant le pays actuellement nommé la Confédération des VIII cantons. Le XVe siècle est parsemé de conquêtes et voit la Confédération atteindre le Rhin et la Suisse romande, tout en s'alliant avec les territoires environnants que sont le Valais, Appenzell, Saint-Gall, les Ligues grises (canton des Grisons) et Fribourg. Le pays participe à la guerre de Bourgogne de 1474 à 1477, puis est le théâtre de celle de Souabe en 1499 à la suite de quoi la Confédération suisse est reconnue de facto par le Saint-Empire romain germanique (traité de Bâle). Ce n'est cependant qu'après la guerre de Trente Ans, lors de la signature des traités de Westphalie en 1648, que l'existence de la Confédération suisse est officiellement et définitivement reconnue.

### Époque moderne

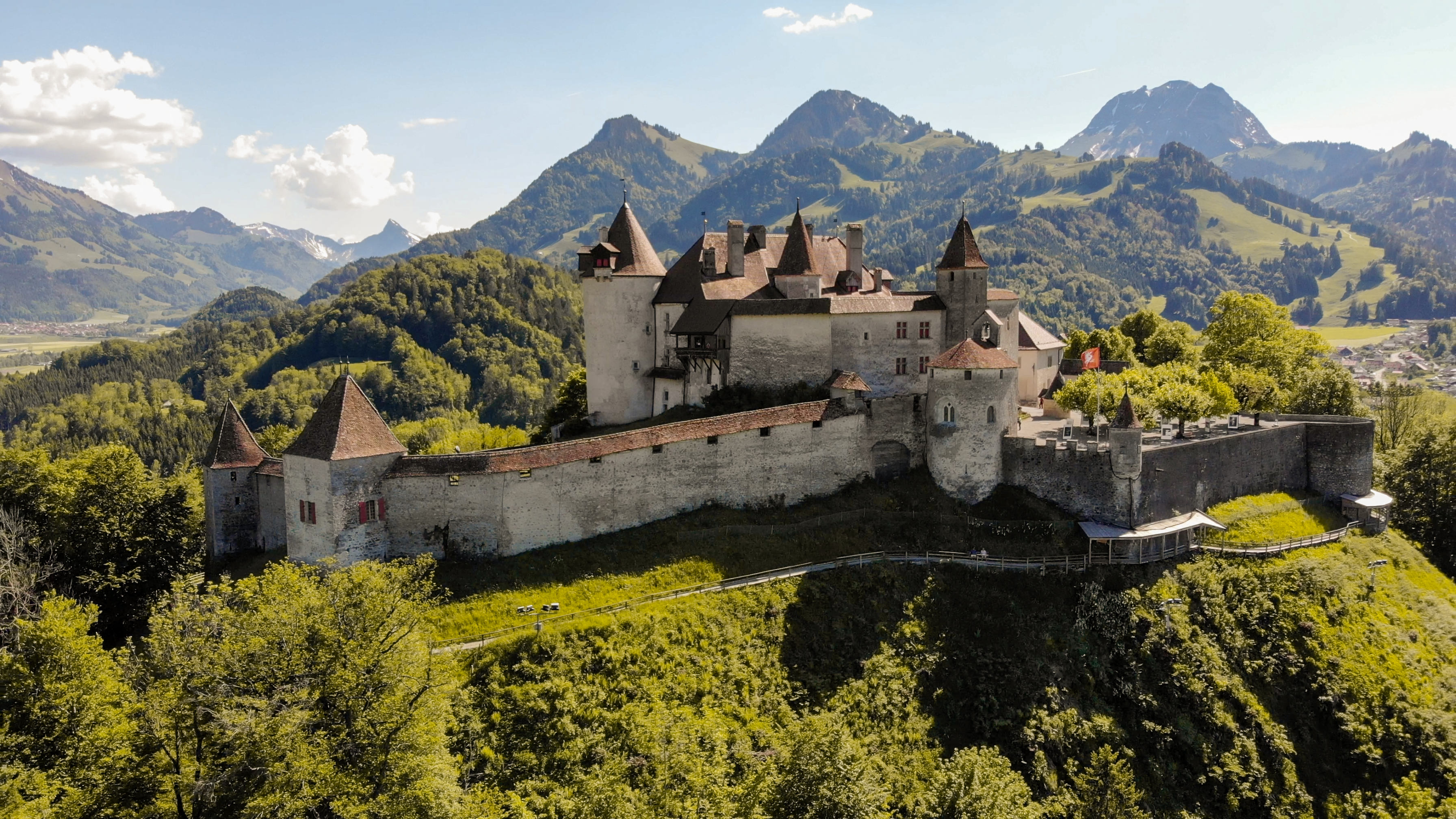
Le château de Gruyères, dans le canton de Fribourg.

La fin du XVe siècle voit une première opposition entre les villes et campagnes qui aboutit finalement au convenant de Stans, signé en 1481 avec l'aide de Nicolas de Flüe, qui ouvre la porte à cinq nouveaux cantons : Fribourg, Soleure, Appenzell, Bâle et Schaffhouse. Ainsi, le début du XVIe siècle voit la naissance de la Confédération des XIII cantons qui renforce ses alliances locales avec Bienne, Saint-Gall et Neuchâtel et étend ses possessions au Tessin et dans le canton de Vaud. Les guerres d'Italie et surtout la bataille de Marignan (1515) sonnent la fin de ses activités militaires hors de son territoire. Seuls les mercenaires suisses feront désormais parler d'eux sur les champs de bataille européens et au Vatican.
Déchiré par la Réforme, le pays se divise et est le théâtre de plusieurs guerres de religion : les Première et Deuxième guerres de Kappel (1529 et 1531), la Première guerre de Villmergen (1656), la Deuxième guerre de Villmergen (1712) occupent la politique intérieure. La démocratie des premiers temps laisse la place à des gouvernements oligarchiques qui bloquent les réformes proposées par les Lumières.
Les succès économiques de la Suisse en font vite le banquier de l'Europe. Les progrès importants dans l'espérance de vie et son estimation qui se produisent au milieu du XVIIIe siècle, grâce aux tables de mortalité et à la vaccination, permettent à la communauté financière genevoise de financer la dette publique française par le biais des rentes viagères au moment des lourdes dépenses militaires de l'expédition Lafayette

### Époque contemporaine
La domination française exercée après l'invasion de 1798 réforme la Suisse en la transformant en un État unitaire appelé République helvétique. En effet, devant les troubles intérieurs incessants, Napoléon impose l'Acte de Médiation en 1803, par lequel il crée plusieurs nouveaux cantons (Vaud, Tessin, Argovie, Thurgovie et Saint-Gall devenant alors des cantons à part entière). Dans le même temps, il intègre au Premier Empire la principauté de Neuchâtel, remise au maréchal Louis-Alexandre Berthier, ainsi que les républiques de Genève, annexée au département du Léman depuis 1798, et du Valais qui devient en 1810 le département du Simplon.
Après le départ de l'armée napoléonienne et presque deux ans de tractations, 1815 voit la création d'un État de 22 cantons reconnu comme neutre par l'« Acte de reconnaissance de la neutralité perpétuelle de la Suisse » rédigé par Charles Pictet de Rochemont et signé lors du congrès de Vienne. En effet, Neuchâtel, Valais et Genève pensaient que le temps des petits États indépendants était définitivement terminé et avaient négocié leur entrée dans la Suisse en tant que cantons à part entière. En 1847 cependant, les luttes entre les conservateurs et les libéraux-radicaux aboutissent à la guerre du Sonderbund et à la victoire de ces derniers qui en profitent pour créer, en 1848, un État fédéral qui abolit les frontières intérieures, impose une monnaie unique et une armée de milice fédérale. La première constitution fédérale, acceptée le 12 septembre 1848 met en place les bases politiques de la Suisse. Elle est ensuite révisée en 1874 pour y ajouter le droit de référendum puis en 1891 celui d'initiative populaire.
Parallèlement aux événements politiques, le XIXe siècle voit l'essor du tourisme et des premiers voyages organisés, en particulier dans les régions alpines. Le développement de l'infrastructure touristique (transports, hôtellerie) prend de l'ampleur.
Le début du XXe siècle voit la suite du travail législatif : un code pénal, puis un code civil fédéral sont créés. La Suisse échappe aux deux guerres mondiales et devient peu à peu le siège de nombreuses organisations internationales.
C'est en février 1971 que les Suisses, après plusieurs refus, acceptent avec une majorité de 65,7 % la participation des femmes à la vie politique fédérale. L'adhésion de la Suisse et son intégration aux principales organisations internationales (Conseil de l'Europe en 1963, Organisation des Nations unies le 10 septembre 2002) se font également avec un décalage par rapport à ses voisins.
Une nouvelle constitution est acceptée en votation populaire le 18 avril 1999 et entre en vigueur le 1er janvier 2000.

## Politique et administration

### Démocratie directe
La démocratie directe et le fédéralisme caractérisent le système politique suisse. Les citoyens suisses sont soumis à trois juridictions : la commune, le canton et l'État fédéral. Les Constitutions suisses de 1848, 1874 et 1999 définissent un système de démocratie directe (parfois appelée démocratie directe semi-directe ou représentative parce qu’elle est soutenue par les institutions les plus courantes d’une démocratie représentative). Les instruments de ce système au niveau fédéral, appelés droits populaires (en allemand : Volksrechte, en italien : diritti popolari), comprennent le droit de présenter une initiative fédérale et un référendum, qui peuvent tous deux infirmer des décisions parlementaires.
En convoquant un référendum fédéral, un groupe de citoyens peut contester une loi adoptée par le Parlement s’ils recueillent 50 000 signatures contre la loi dans les 100 jours. Un référendum facultatif peut aussi être convoqué si huit cantons le demandent dans les 100 jours suivant la publication de la loi contestée. Le cas échéant, un vote national est organisé au cours duquel les électeurs décident à la majorité simple d’accepter ou de rejeter la loi.
De même, l’initiative constitutionnelle fédérale permet aux citoyens de soumettre une modification constitutionnelle à un vote national, si 100 000 électeurs signent la modification proposée dans un délai de 18 mois. Le Conseil fédéral et l’Assemblée fédérale peuvent compléter l’amendement proposé par une contre-proposition, et les électeurs doivent alors indiquer une préférence sur le bulletin de vote si les deux propositions sont acceptées. Les amendements constitutionnels, qu’ils soient introduits par initiative ou au Parlement, doivent être acceptés à la double majorité du vote populaire national et du vote populaire cantonal.

### Fédéralisme
Depuis 1848, la Suisse est une fédération de cantons, aujourd'hui au nombre de 26 :
| Abréviation | Canton * Anciens demi-cantons                          | Chef-lieu        | Population (décembre 2023) | Superficie (km2) | Densité (hab. km2) |
| ----------- | ------------------------------------------------------ | ---------------- | -------------------------- | ---------------- | ------------------ |
| ZH          | Zurich (Zürich)                                        | Zurich           | +1 605 508,                | +1 729,          | 929                |
| BE          | Berne (Bern)                                           | Berne            | +1 063 533,                | +5 959,44        | 178                |
| LU          | Lucerne (Luzern)                                       | Lucerne          | +0432 744,                 | +1 493,44        | 290                |
| UR          | Uri                                                    | Altdorf          | +0037 931,                 | +1 076,57        | 35                 |
| SZ          | Schwytz (Schwyz)                                       | Schwytz          | +0167 403,                 | +0906,92         | 185                |
| OW          | Obwald* (Obwalden)                                     | Sarnen           | +0039 272,                 | +0490,59         | 80                 |
| NW          | Nidwald* (Nidwalden)                                   | Stans            | +0045 016,                 | +0275,9          | 163                |
| GL          | Glaris (Glarus)                                        | Glaris           | +0042 056,                 | +0685,3          | 61                 |
| ZG          | Zoug (Zug)                                             | Zoug             | +0132 556,                 | +0238,69         | 555                |
| FR          | Fribourg (Freiburg)                                    | Fribourg         | +0341 537,                 | +1 670,7         | 204                |
| SO          | Soleure (Solothurn)                                    | Soleure          | +0286 844,                 | +0790,49         | 363                |
| BS          | Bâle-Ville* (Basel-Stadt)                              | Bâle             | +0200 031,                 | +0037,           | 5406               |
| BL          | Bâle-Campagne* (Basel-Landschaft)                      | Liestal          | +0298 837,                 | +0517,56         | 577                |
| SH          | Schaffhouse (Schaffhausen)                             | Schaffhouse      | +0087 111,                 | +0298,42         | 292                |
| AR          | Appenzell Rhodes-Extérieures* (Appenzell Ausserrhoden) | Herisau          | +0056 495,                 | +0242,86         | 233                |
| AI          | Appenzell Rhodes-Intérieures* (Appenzell Innerrhoden)  | Appenzell        | +0016 585,                 | +0172,52         | 96                 |
| SG          | Saint-Gall (St. Gallen)                                | Saint-Gall       | +0535 114,                 | +2 025,54        | 264                |
| GR          | Grisons (Graubünden, Grischun, Grigioni)               | Coire            | +0204 888,                 | +7 105,44        | 29                 |
| AG          | Argovie (Aargau)                                       | Aarau            | +0726 894,                 | +1 403,73        | 518                |
| TG          | Thurgovie (Thurgau)                                    | Frauenfeld       | +0295 220,                 | +0991,02         | 298                |
| TI          | Tessin (Ticino)                                        | Bellinzone       | +0357 720,                 | +2 812,2         | 127                |
| VD          | Vaud (Waadt)                                           | Lausanne         | +0845 870,                 | +3 212,03        | 263                |
| VS          | Valais (Wallis)                                        | Sion             | +0365 844,                 | +5 224,25        | 70                 |
| NE          | Neuchâtel (Neuenburg)                                  | Neuchâtel        | +0178 291,                 | +0802,93         | 222                |
| GE          | Genève (Genf)                                          | Genève           | +0524 410,                 | +0282,48         | 1856               |
| JU          | Jura                                                   | Delémont         | +0074 548,                 | +0838,55         | 89                 |
| CH          | Suisse (Schweiz, Svizzera, Svizra)                     | Berne (de facto) | +8 815 385,                | +41 284,57       | 214                |

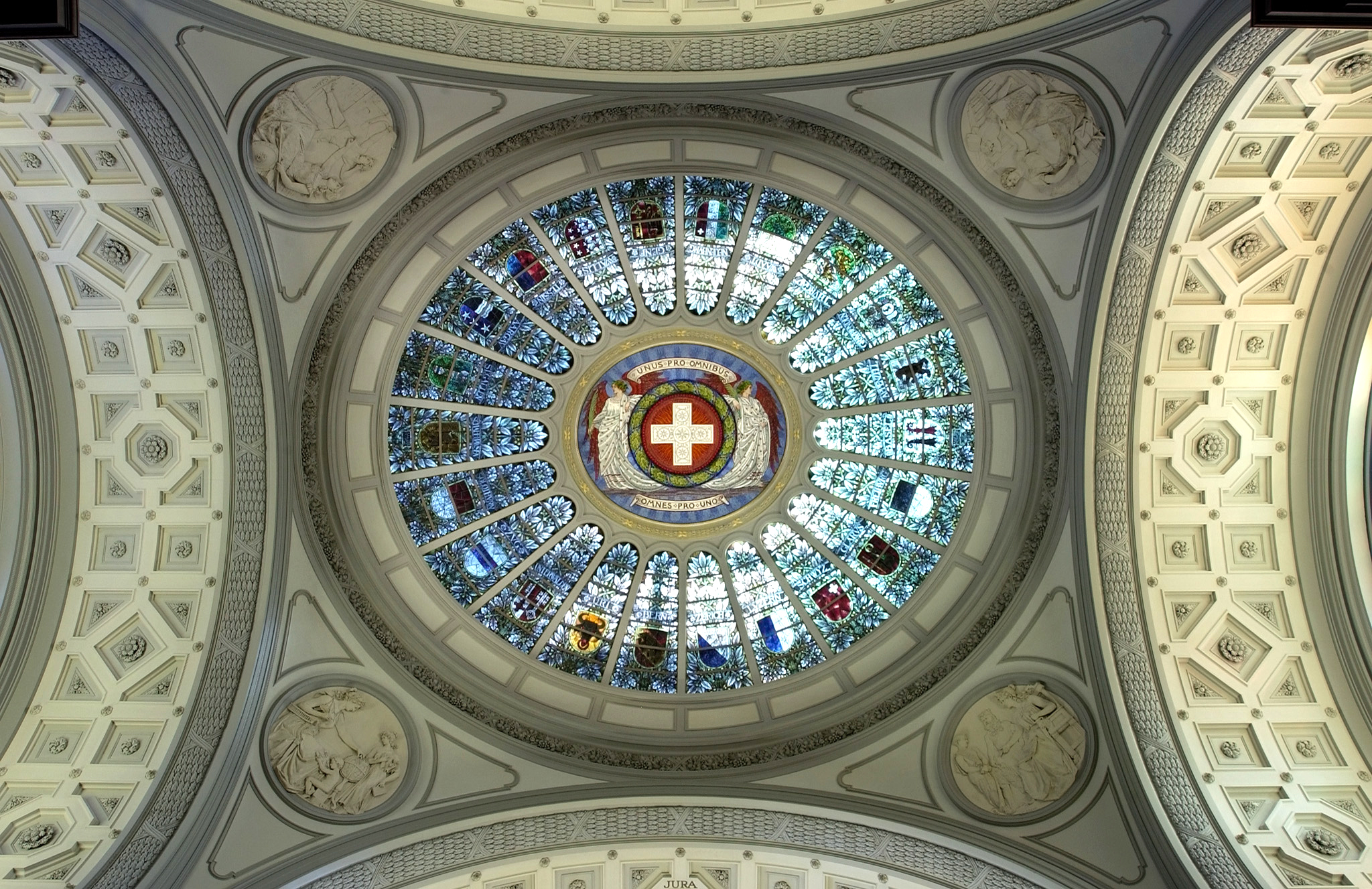
Le dôme du palais fédéral dont les vitraux représentent les cantons. Le canton du Jura, créé en 1978 seulement, y est représenté à part (tout au bas de l'image).

La superficie des cantons varie entre 37 et 7 105 km2 et leur population de 16 300 à 1 533 600 habitants (2020).
Les cantons sont souverains selon leur constitution respective, mais ne sont plus indépendants comme aux premières heures de la Suisse : le terme de Confédération, s'il reflète ce passé, ne correspond donc plus à la configuration actuelle de fédéralisme. La répartition actuelle des compétences entre la Confédération et les cantons est formalisée dans la constitution fédérale, qui précise les limites de leurs souverainetés respectives. Certaines compétences sont attribuées explicitement aux cantons ou à la Confédération ; ce qui n'est pas explicitement délégué à la Confédération est du ressort des cantons.
Chaque canton est divisé en communes. De nombreux cantons ont une subdivision intermédiaire nommée district, ou équivalente (les arrondissements administratifs du canton de Berne par exemple). Chaque canton dispose de sa propre constitution. La Constitution fédérale garantit leur autonomie : ils prélèvent des impôts et adoptent des lois dans tous les domaines qui ne relèvent pas de la compétence de la Confédération. Un certain nombre de domaines sont ainsi gérés uniquement au niveau cantonal. On y trouve par exemple l'éducation (sauf les deux écoles polytechniques fédérales et la Haute école fédérale de sport de Macolin), la gestion des hôpitaux (sauf les hôpitaux communaux et privés), la construction et l'entretien de la majorité des routes (sauf les autoroutes et routes nationales) et la police (contrairement à l'armée), d'autres cotisations sociales, ou encore le contrôle de la fiscalité. La souveraineté des cantons se limite donc à certains domaines et est en outre toujours limitée par le principe de la primauté du droit fédéral, ou force dérogatoire du droit fédéral (contrairement à l'équipollence des normes en vigueur en Belgique).
Les cantons ont tous leur propre parlement (appelé Grand Conseil dans la plupart des cantons francophones) et leur gouvernement (appelé Conseil d'État dans la plupart des cantons francophones). La structure politique de la Suisse est composée du pouvoir législatif, du pouvoir exécutif et du pouvoir judiciaire. Chaque canton définit la composition et le fonctionnement des trois pouvoirs. En principe, il appartient aux cantons d'appliquer non seulement le droit cantonal, mais aussi le droit fédéral (fédéralisme d'exécution, contrairement aux États-Unis et à la Belgique).

### État fédéral

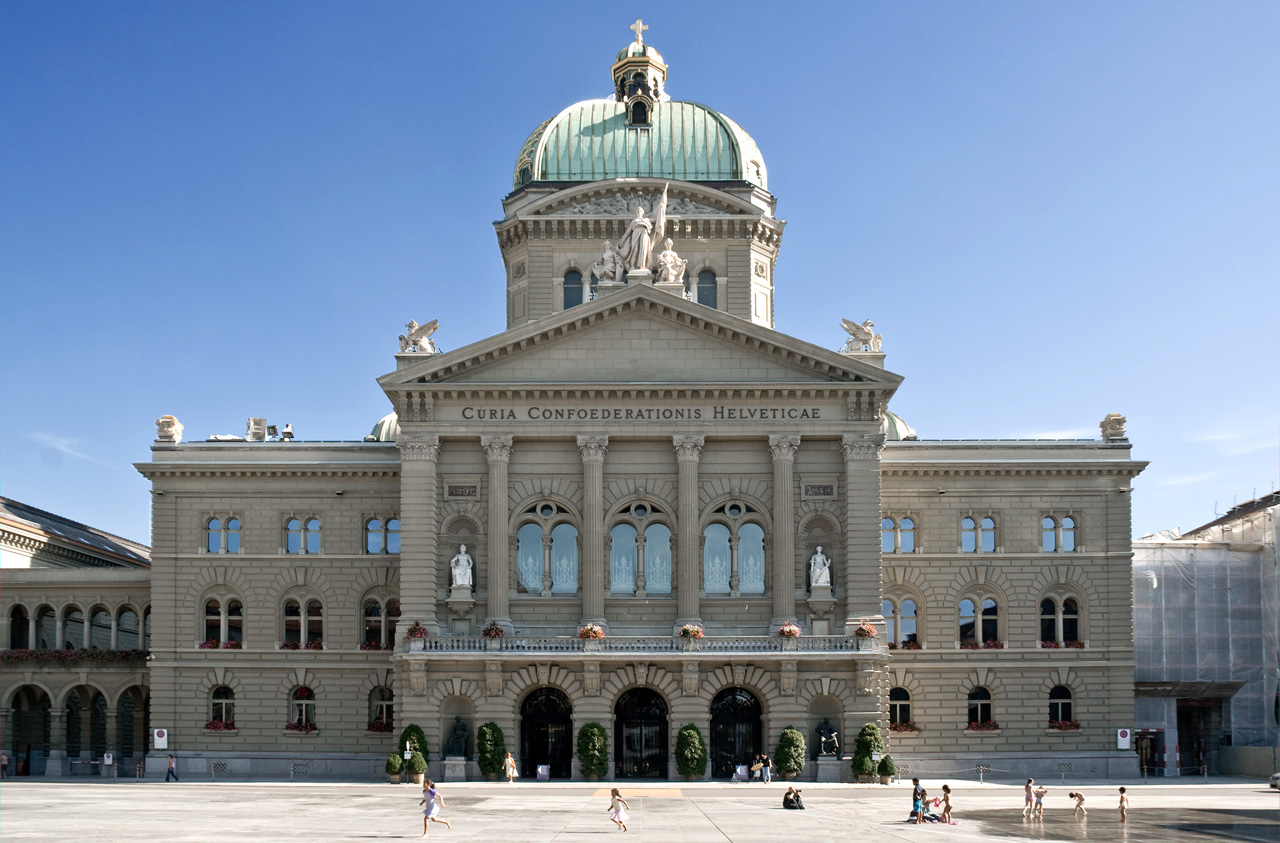
Le palais fédéral, siège du parlement et du gouvernement, à Berne.

Logo officiel de la Confédération suisse.

Le pouvoir législatif est exercé par l'Assemblée fédérale, qui est formée de deux chambres : le Conseil national (200 membres), formé des représentants du peuple, et le Conseil des États (46 membres). Au Conseil national, le nombre de sièges par canton est proportionnel à sa population. Au Conseil des États, les cantons possèdent deux sièges, à l'exception des cantons d'Obwald, Nidwald, Bâle-Ville, Bâle-Campagne, Appenzell Rhodes-Extérieures et Appenzell Rhodes-Intérieures qui ont un siège ; ils étaient appelés « demi-cantons » sous l'empire de la constitution de 1874 aujourd'hui remplacée par celle de 1999. Les membres du Conseil national sont élus pour 4 ans, tandis que le mandat des membres du Conseil des États dépend du droit cantonal.
Organisé en régime directorial, le pouvoir exécutif est exercé par le Conseil fédéral, formé de sept membres (conseillers fédéraux), et de l'administration fédérale qui lui est subordonnée. Les membres du Conseil fédéral sont élus pour quatre ans par l'Assemblée fédérale, qui, en règle générale, reconduit les candidats sortants si ces derniers désirent poursuivre leurs fonctions. Cependant, cette règle tacite a été mise à mal lors de l'élection de décembre 2003 avec la non-réélection de la conseillère fédérale démocrate-chrétienne Ruth Metzler-Arnold, évincée au profit du candidat de l'Union démocratique du centre (UDC) Christoph Blocher, lui-même non réélu en 2007 et remplacé par Eveline Widmer-Schlumpf (UDC, puis PBD). Cette situation a donc modifié la répartition des sièges en fonction des partis politiques pour la première fois depuis l'introduction de la formule magique en 1959. Cette dernière vise à répartir les sièges du gouvernement fédéral proportionnellement au poids de chaque parti à l'Assemblée fédérale. Depuis 1959, et malgré la progression depuis le début des années 1990 de l'UDC, cette répartition n'avait jamais été modifiée et était composée comme suit : deux sièges pour le Parti radical-démocratique (PRD), 2 pour le Parti démocrate-chrétien (PDC), 2 pour le Parti socialiste (PSS) et un siège pour l'UDC. Les élections fédérales de l'automne 2003 ayant confirmé la montée en puissance de l'UDC, les partis gouvernementaux se sont résolus, sous une certaine pression populaire, à revoir la répartition des sièges du Conseil fédéral. À la suite du départ d'Eveline Widmer-Schlumpf (PBD), il est désormais composé de deux sièges pour le PLR, 2 pour le PS, 2 pour l'UDC et 1 pour le PDC.

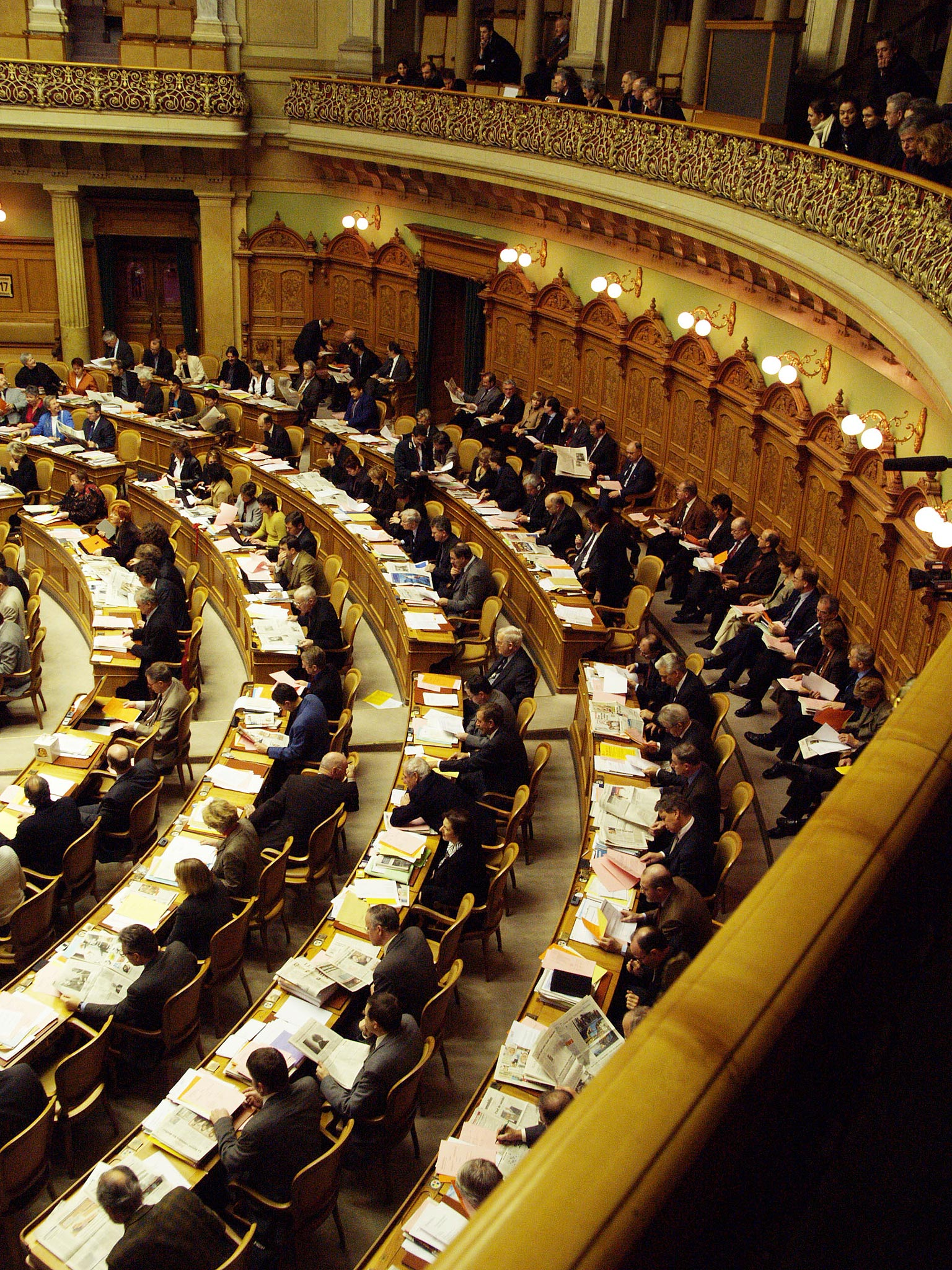
L'Assemblée fédérale, le parlement suisse.

Le Conseil fédéral fonctionne selon le principe de collégialité, ce qui signifie que les décisions sont prises le plus possible par consensus. Si tel n'est pas le cas, un vote a lieu parmi les sept conseillers fédéraux. Selon ce principe, ceux qui s'opposent à une mesure qui est adoptée par le collège doivent tout de même défendre le projet au nom de celui-là. Mais ce principe a connu quelques distorsions ces dernières années, notamment lors de campagnes précédant des votations populaires : un précédent plus ancien étant le refus de Kurt Furgler (PDC) de défendre la loi légalisant l'avortement devant le peuple pour des raisons de conscience, ce qui n'a pas empêché le souverain de l'adopter.
Les sept départements fédéraux incluent le Département fédéral des affaires étrangères, le Département fédéral de l'intérieur, le Département fédéral de justice et police, le Département fédéral de la défense, de la protection de la population et des sports, le Département fédéral des finances, le Département fédéral de l'économie, de la formation et de la recherche et le Département fédéral de l'environnement, des transports, de l'énergie et de la communication.
Un président de la Confédération est élu pour une année parmi les conseillers fédéraux par l'Assemblée fédérale. Son rôle est principalement symbolique et médiatique. Traditionnellement, les conseillers fédéraux sont élus présidents chacun à leur tour en fonction de leur ancienneté.
Le pouvoir judiciaire est exercé par les tribunaux fédéraux.
Une particularité de la démocratie suisse est que le peuple garde en permanence un contrôle sur ses élus, car la Suisse est une démocratie qui peut être qualifiée de semi-directe, dans le sens où elle a des éléments d'une démocratie représentative (élection des membres des parlements ainsi que des exécutifs cantonaux) et d'une démocratie directe. En effet, en Suisse, le corps électoral dispose de deux instruments qui lui permettent d'agir sur un acte décidé par l'État : il s'agit du référendum, qui peut être facultatif ou obligatoire, et de l'initiative populaire qui est le droit d'une fraction du corps électoral de déclencher une procédure permettant l'adoption, la révision, ou l'abrogation d'une disposition constitutionnelle.
Le référendum facultatif permet de remettre en cause une loi votée par l'Assemblée fédérale. Il est facultatif car il nécessite la récolte de 50 000 signatures en l'espace de 100 jours pour qu'il aboutisse à une consultation populaire. Si tel n'est pas le cas, la loi est considérée comme adoptée. Lors de la votation, seule la majorité de la population est prise en compte. Le référendum obligatoire impose, comme son nom l'indique, automatiquement une consultation populaire dans les cas prévus par la constitution fédérale. Il implique la double majorité de la population et des cantons.

### Forces armées

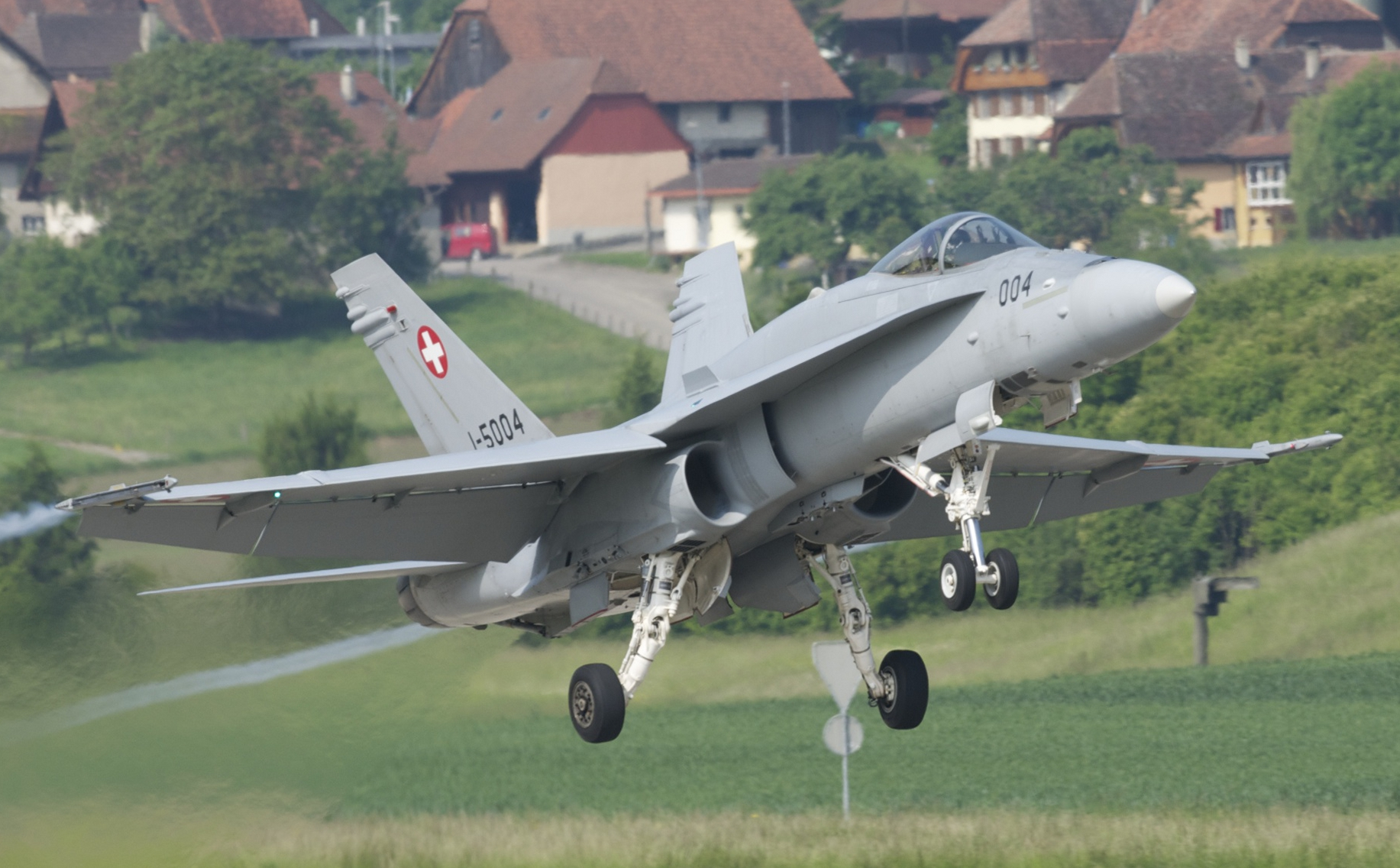
Avion McDonnell Douglas F/A-18 Hornet de l'armée suisse.

L'armée suisse est composée des forces terrestres et des forces aériennes. La Suisse n'ayant pas de côte océanique, la marine est inexistante mais une flotte de bateaux armés est maintenue sur les lacs frontaliers. La particularité de l'armée suisse est son système de milice. Les soldats professionnels constituent seulement environ 5 % du personnel militaire. Le reste est formé par des citoyens conscrits âgés de 18 à 34 ans (dans certains cas jusqu'à 50 ans). Les citoyens suisses (à l'exception des binationaux) n'ont pas le droit de servir dans des armées étrangères à l'exception de la Garde pontificale.
La structure du système de milice stipule que le soldat garde chez lui son propre équipement, incluant le bien connu couteau suisse et l'arme personnelle. Ceci n'est pas sans susciter des controverses de la part de certains partis politiques et d'associations. Le service militaire obligatoire concerne tous les citoyens suisses de sexe masculin. Ces derniers reçoivent en général leur ordre de marche vers 19 ans pour le recrutement. Les femmes peuvent aussi servir dans l'armée sur base volontaire. Annuellement, environ 24 000 personnes sont entraînées dans des écoles de recrue pendant 18 à 21 semaines. La réforme Armée XXI a été adoptée par vote populaire en 2003, remplaçant le modèle Armée 95 (qui lui-même avait remplacé le modèle Armée 61 avec près de 800 000 soldats mobilisables), et réduisant les effectifs de 400 000 à environ 210 000 personnes, parmi lesquelles 130 000 sont en service actif et 80 000 sont des unités de réserve.
En tout, trois mobilisations générales ont été ordonnées pour assurer l'intégrité et la neutralité de la Suisse. La première à l'occasion de la guerre franco-prussienne de 1870. La seconde au déclenchement de la Première Guerre mondiale en août 1914. La troisième en septembre 1939, en réponse à l'attaque allemande de la Pologne ; Henri Guisan fut élu général.

### Politique étrangère et européenne
La Suisse ne fait pas partie de l'Union européenne, mais entretient des relations étroites avec elle,, grâce à différents accords. Environ vingt accords principaux et une centaine d'accords secondaires, en tout, ont été conclus au fil des ans dont l'Accord de libre-échange (AELE) de 1972, l'Accord sur les assurances de 1989, les Accords bilatéraux I de 1999 et les Accords bilatéraux II de 2004. Afin, notamment, de simplifier la gestion de ce portefeuille, l'UE et la Suisse ont engagé des négociations en vue d'un accord global en 2014, mais elles sont abandonnées en 2021.
Sur le plan économique, au niveau du commerce extérieur en 2008, 62 % des exportations, pour un montant de 128 050,7 millions de francs suisses et 81,2 % des importations pour un montant de 151 775,2 millions de francs suisses, se sont faites avec l'Union européenne. Sur le plan humain, en 2008, 405 393 Suisses vivent dans l'Union européenne et 1 026 495 citoyens européens vivent en Suisse.
Le peuple suisse a été amené à se prononcer à de nombreuses reprises depuis le 9 octobre 1992, où les Suisses refusèrent à 50,3 % de faire partie de l'Espace économique européen, sur les relations qu'il voulait entretenir avec l'Union européenne. Ce fut le cas notamment sur les accords bilatéraux et l'entrée de la Suisse dans l'espace Schengen qui, après acceptation, permirent aux citoyens membres de l'Union européenne de se voir faciliter l'entrée et l'emménagement en Suisse, et vice-versa.
Sur le plan du transit des camions provenant de l'Union européenne, le peuple suisse s'est prononcé par référendum, en 1991, en faveur de l'introduction d'une redevance poids lourds liée aux prestations et en 1992 sur la construction de nouvelles lignes ferroviaires à travers les Alpes, entièrement financée par la Suisse, pour inciter les camions européens circulant sur ses routes à transiter par voie de chemin de fer par le biais du ferroutage.

## Population et société

### Gentilé
Les habitants de la Suisse sont les Suisses. En Suisse, les habitantes sont appelées Suissesses ou Suisses. Le terme Suissesse présent dans la Constitution de la Suisse de 1999 est adopté par l'administration fédérale. Ce terme est mentionné à partir de 1786 dans le Dictionnaire de l'agriculture et de la campagne : avec vocabulaire des mots de l'abbé Étienne-Modeste Besançon.
Toutefois, certaines études linguistiques plus récentes ne retiennent, au féminin, que le gentilé « Suissesse ». C'est, notamment, le cas du linguiste Elmar Eggert (docteur en linguistique à l'université de Tours) qui, dans une étude de 2005, relève : « le gentilé, un Suisse, qui, dans sa forme féminine, se dit une Suissesse ». Les linguistes Denis Maurel et Odile Piton estiment également que le féminin du gentilé Suisse est Suissesse, ainsi qu'ils l'ont énoncé lors du colloque international Fractal : linguistique et informatique : théorie et outils pour le traitement automatique des langues, qui s'est tenu en 1997 à Besançon, selon les conclusions rapportées par Claude Muller, Jean Royauté et Max Silberztein, dans leur ouvrage INTEX pour la linguistique et le traitement automatique des langues.
Depuis 2008, Suissesse est le gentilé féminin recommandé par le ministère français des Affaires étrangères pour ses documents. Dès 1993, l'arrêté du 4 novembre 1993 relatif à la terminologie des noms d'États et de capitales, pris conjointement par François Bayrou, ministre de l'Éducation nationale, et Alain Juppé, ministre des Affaires étrangères, précise, au huitième point de son article deux : « L’adjectif de nationalité est identique au nom des habitants. La Suisse fait exception à cette règle (nom féminin : Suissesse, adjectif féminin : suisse) ». Ce terme est aussi repris par le gouvernement canadien pour ses documents officiels. Le code de rédaction interinstitutionnel de l'Union Européenne le mentionne également.

### Démographie

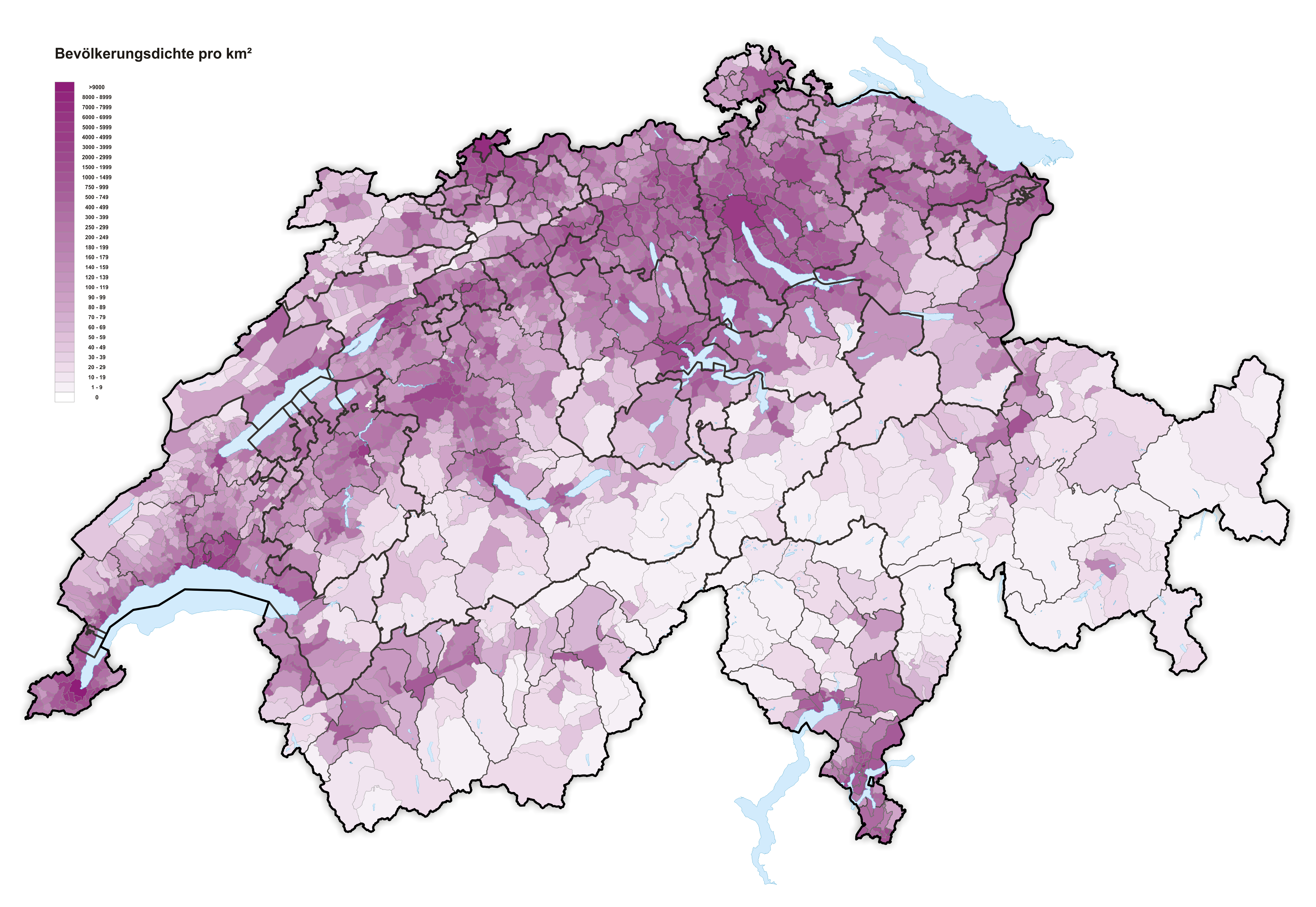
Densité de population en Suisse (2019).

La population totale de la Suisse en 2021 s'élevait à 8,703 millions d'habitants dont 4 221 943 femmes et 4 142 180 hommes ; 6 297 365 citoyens suisses et 2 066 758 étrangers (24,7 %). Parmi la population étrangère, 39 % résident en Suisse depuis 10 ans ou plus et 21 % sont nés en Suisse.
La Suisse compte 9 002 763 habitants le 30 juin 2024, dépassant pour la première fois la barre des 9 millions. Si on inclut la population étrangère non permanente dans le décompte, la population suisse avait franchi le seuil des 9 millions d'habitants un an plus tôt.
En 2020, 2,77 millions d'immigrés de la première génération (80 %) et de descendants d'immigrés (20 %) vivaient en Suisse, soit 38 % de la population résidente permanente.

### Santé
En 2020, l'espérance de vie à la naissance était de 85,1 ans pour les femmes et 81 ans pour les hommes pour une moyenne de 83,6 ans. Le taux de fécondité est remonté à 1,52 ; les Suisses ont un taux de 1,40 et les étrangères 1,86.
Selon une étude de l'Observatoire suisse de la santé (Obsan), un institut dépendant du Département fédéral de l'intérieur, environ 15 % de la population suisse souffre de troubles psychiques. La région lémanique ainsi que le Tessin sont davantage touchés par le problème selon la même étude.
La croissance de la population suisse entre 2005 et 2010 devrait être de 0,4 %, l'indicateur conjoncturel de fécondité est prévu pour la même période à 1,42 enfants/femme, la mortalité infantile devrait être à 4,1 pour mille, l'espérance de vie des enfants nés et qui naîtront entre 2005 et 2010 sera 81,7 ans, la population urbaine constitue 75,2 %. Le nombre de médecins pour mille habitants est 3,8 ; l'espérance de scolarisation moyenne en année est à 15,3 ; 47 % des jeunes suivent une scolarisation au troisième degré.
Selon des études officielles, Zurich, Saint-Gall, Genève et Bâle figurent parmi les dix villes européennes avec le plus fort taux de consommation de cocaïne et d'ecstasy.

### Immigration
La Suisse est, après le Luxembourg, le deuxième pays d'Europe qui compte proportionnellement le plus de personnes issues de l'immigration (1re et 2e générations) parmi les personnes âgées de 25 à 54 ans. En 2020, il y avait 39 % d'immigrés (2'890'000) et 15,3 % d'enfants d'au moins un immigré, soit un total de 46,4 %, loin devant la France (26,6 %), la Suède (25,8 %), l'Irlande (25,4 %), l'Autriche (25,3 %), le Royaume-Uni (24,4 %), les Pays-Bas (23,5 %), la Belgique (22,9 %), l'Allemagne (21,9 %) et l'Espagne (20,2 %).
En 2019, les ressortissants italiens, allemands, portugais et français composent la majorité des étrangers provenant d'un pays membre de l'UE/AELE, ainsi que de tous les étrangers résidant de manière permanente en Suisse.

### Langues

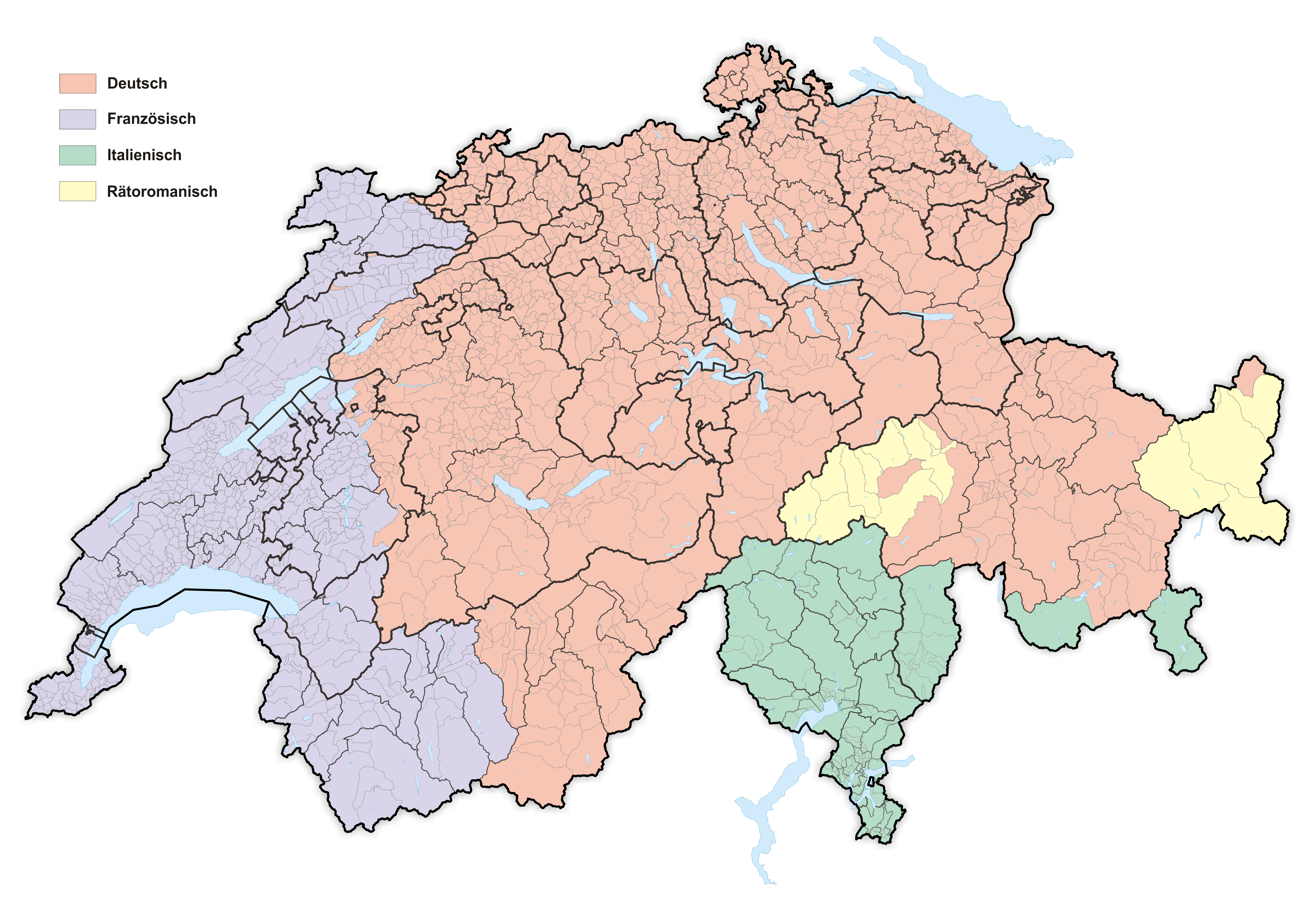
Les différentes langues de la Suisse (janvier 2025) :
allemand (62 %)
français (23 %)
italien (8 %)
romanche (0,5 %)

La Suisse a quatre langues nationales : l'allemand (langue déclarée comme langue principale de 62,2 % de la population en 2018), le français (23 %), l'italien (8 %) et le romanche (0,5 %),. En 2018, les langues les plus parlées à la maison par les résidents permanents de 15 ans ou plus sont : le suisse allemand (59,4 %), le français (23,5 %), l'allemand standard (10,6 %), l'italien (8,5 %), l'anglais (5 %), le portugais (3,8 %), l'albanais (3 %), l'espagnol (2,6 %), le serbe ou croate (2,5 %), des dialectes tessinois (1,3 %) et le romanche (0,6 %). Enfin, 6,9 % de la population résidente parle une autre langue à la maison. Au travail, environ 43 % de la population utilise plus d'une langue au moins une fois par semaine. Les langues les plus fréquemment parlées sur le lieu de travail en Suisse sont le suisse-allemand (64 % des personnes actives), l'allemand standard (35 %), le français (29 %), l'anglais (20 %) et l'italien (9 %),.
La Suisse est divisée en quatre zones linguistiques reconnues, en principe unilingues. Seuls quatre des vingt-six cantons sont plurilingues ; Berne, Fribourg et le Valais sont partagés entre la Suisse alémanique et la Suisse romande, tandis que les Grisons sont partagés entre 3 régions : alémanique, romanche et italienne. Les deux seules villes à être considérées officiellement comme bilingues français-allemand sont Bienne et Fribourg.
L'administration fédérale suisse a l'obligation de communiquer toutes ses publications en allemand, français et italien, tandis que certaines d'entre elles sont également publiées en anglais et en romanche.
Les termes propres à la Suisse, que ce soit en allemand, en français ou en italien, sont des helvétismes.

#### Allemand
Le suisse allemand est la langue la plus répandue en Suisse. Celle-ci est en réalité un regroupement de dialectes alémaniques et est utilisée dans l'ensemble de la Suisse alémanique pour les relations de tous les jours et pour tous les contextes, mais seulement à l'oral. Malgré des différences régionales notables, tous les pratiquants du suisse allemand se comprennent entre eux. Pour les échanges écrits formels, l'allemand standard est cependant préféré. Au total, 17 cantons sur 26 sont unilingues allemands.
La plupart des dialectes suisses allemands appartiennent au groupe du haut alémanique. Le dialecte de Bâle est le seul à avoir pour origine le bas alémanique, tandis que le dialecte de la vallée de Samnaun se rapproche de l'austro-bavarois. L'enseignement dans une grande partie de la Suisse alémanique se fait en allemand standard.

#### Français

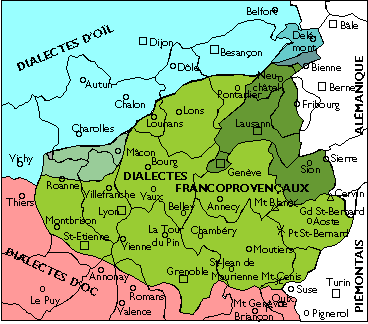
Les dialectes francoprovençaux et d'oïl.

Le français de Suisse est parlé dans l'ouest du pays, région appelée Suisse romande, et diffère peu du français standard. Quatre cantons sont unilingues français : Genève, Jura, Neuchâtel et Vaud.
Jusqu'au début du xxe siècle, la majeure partie des Romands parlaient des dialectes ou patois du francoprovençal, langue à part entière dont l'extension couvre la quasi-totalité de la Suisse romande, une large partie des régions françaises Auvergne-Rhône-Alpes et Bourgogne-Franche-Comté, l'essentiel du Val d'Aoste et huit vallées piémontaises. Ce rattachement à une langue autre que le français standard (d'oïl) explique en grande partie les nombreuses particularités linguistiques de la Suisse romande. Ces dialectes se sont largement éteints au cours du XXe siècle, mais sont encore parlés par la population âgée dans les cantons de Fribourg, du Valais et de Vaud. Cette extinction explique l’évolution des anciens toponymes (Geneva, Losena, Nôchâtél, Fribôrg, etc.)[Quoi ?] vers ceux du français standard[réf. nécessaire].
Dans le canton du Jura et dans le district bernois de Moutier, c'est le franc-comtois, un dialecte d'oïl, qui était la langue vernaculaire. Malgré l'appui institutionnel et le fait que le patois est inscrit dans la constitution jurassienne, le dialecte local est en voie de disparition.

#### Italien
L'italien est parlé dans le sud du pays, dans la région généralement appelée Suisse italienne. On y retrouve plusieurs dialectes, qui sont utilisés lors de conversations familières.
Le dialecte le plus répandu est le tessinois. Celui-ci s’apparente aux parlers lombards et fait partie du groupe gallo-italique. On retrouve également différents dialectes dans les vallées tessinoises, tous apparentés au lombard. Cependant, plus la région se trouve au nord, plus son dialecte a généralement de points communs avec d'autres dialectes alpins.

#### Romanche
Le romanche est une langue romane et la seule langue nationale à être unique à la Suisse. Elle est pratiquée par environ 60 000 personnes dans certaines régions du canton des Grisons. Elle se compose de cinq dialectes : le sursilvan, le sutsilvan, le surmiran, le puter et le vallader. Ceux-ci se distinguent fortement par leur vocabulaire, leur prononciation et leur syntaxe, mais tous se comprennent entre eux. Au XXe siècle, le romanche a été standardisé sous l’appellation « rumantsch grischun », qui reprend les formes les plus courantes des dialectes afin de créer une langue uniformisée.
Langue nationale depuis 1938, le romanche est présent sur le passeport et les billets de banque suisses et peut être utilisé pour des démarches administratives depuis 1996. Son usage est malgré tout limité. Seules quatre universités suisses enseignent le romanche, et seuls certains textes officiels sont traduits.

#### Autres
L'anglais est souvent utilisé dans le monde du travail. Enfin, le latin sert parfois lorsqu'il faut désigner dans une seule langue des institutions suisses : Confœderatio helvetica (CH), Pro Helvetia, Pro Natura, Pro Infirmis, etc.
La Suisse a ratifié la Charte européenne des langues régionales ou minoritaires en 1997 et a reconnu à ce titre le yéniche comme une langue nationale sans territoire.
Les membres de l'Assemblée fédérale s'expriment dans leur langue maternelle. Les débats en plénum du Conseil national font l'objet d'une traduction simultanée, ce qui n'est pas le cas du Conseil des États ainsi que des commissions parlementaires.

### Religions

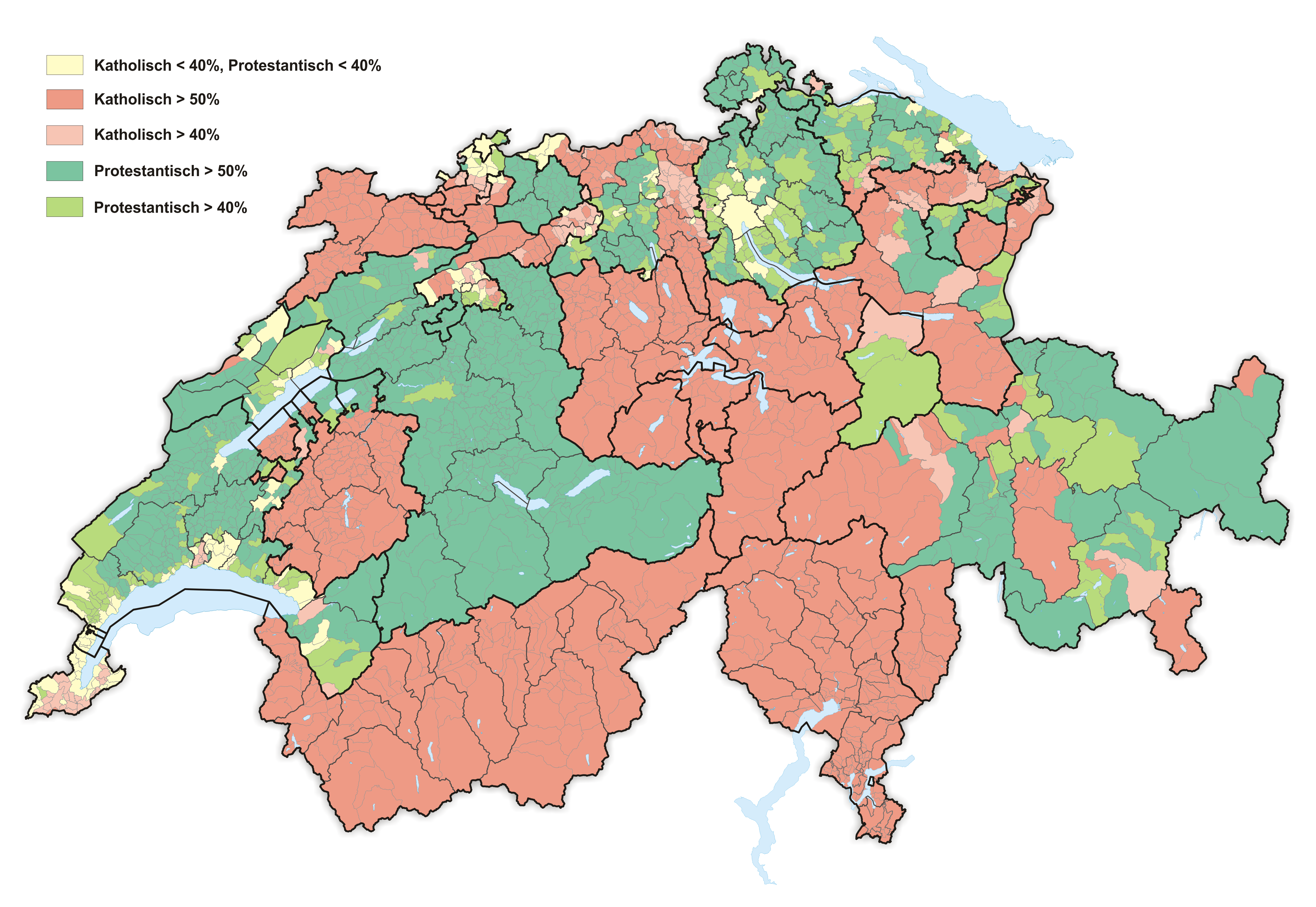
Les religions dans les communes suisses (2017).

Selon le recensement fédéral de la population 2021, la religion la plus répandue du pays est le catholicisme, avec presque 32,9 % de la population. La deuxième religion est le protestantisme, avec 21,1 % de la population. Généralement, les cantons se réclament de l'une des deux confessions. Les autres communautés chrétiennes constituent 5,6 % de la population. Les communautés musulmanes en constituent 5,7 %. 0,2 % de la population appartient aux communautés juives. Les autres communautés religieuses se partagent les 1,3 % restants. En 2010, 40 000 à 50 000 alévis bektachis vivent en Suisse, la plupart étant d'origine turque[source insuffisante].
La proportion des habitants se déclarant sans religion est de 32 % en 2023. Ce groupe a fortement augmenté ces dernières décennies, et est plutôt constitué de personnes jeunes et vivant en ville, dont certaines ont quitté leur communauté religieuse alors que d’autres n’en ont simplement jamais eu.

### Justice et criminalité
Bénéficiant d'une réputation de sécurité, la Suisse connaît une évolution et se trouve dans les années 2010 au-dessus de la moyenne européenne en matière de cambriolages et d'actes de violence. La moitié des États européens enregistrerait pour ces délits un taux plus bas que la Suisse, alors qu'en 1984, celle-ci se trouvait encore en dernière position au niveau européen. Le pays est également touché par un banditisme international. Des bandes spécialisées choisissent souvent la Suisse comme cible, encouragées en cela, selon le criminologue Martin Killias, par la clémence du droit pénal suisse.
Les statistiques de la criminalité sont très variées selon les cantons, les cantons de Genève arrivant en tête en 2016 pour des vols par effraction avec un taux de 9,4 effractions pour 1 000 habitants (12 en 2015), devant Vaud 9,3 (9,9) et Bâle-Ville 8,8 (8,9) pour seulement 1,5 pour Appenzell Rhodes-Intérieures, 2,1 pour Uri et 2,5 pour Appenzell Rhodes-Extérieures, Lausanne et Genève étant en tête pour ce qui concerne les villes de plus de 30 000 habitants.

### Population étrangère

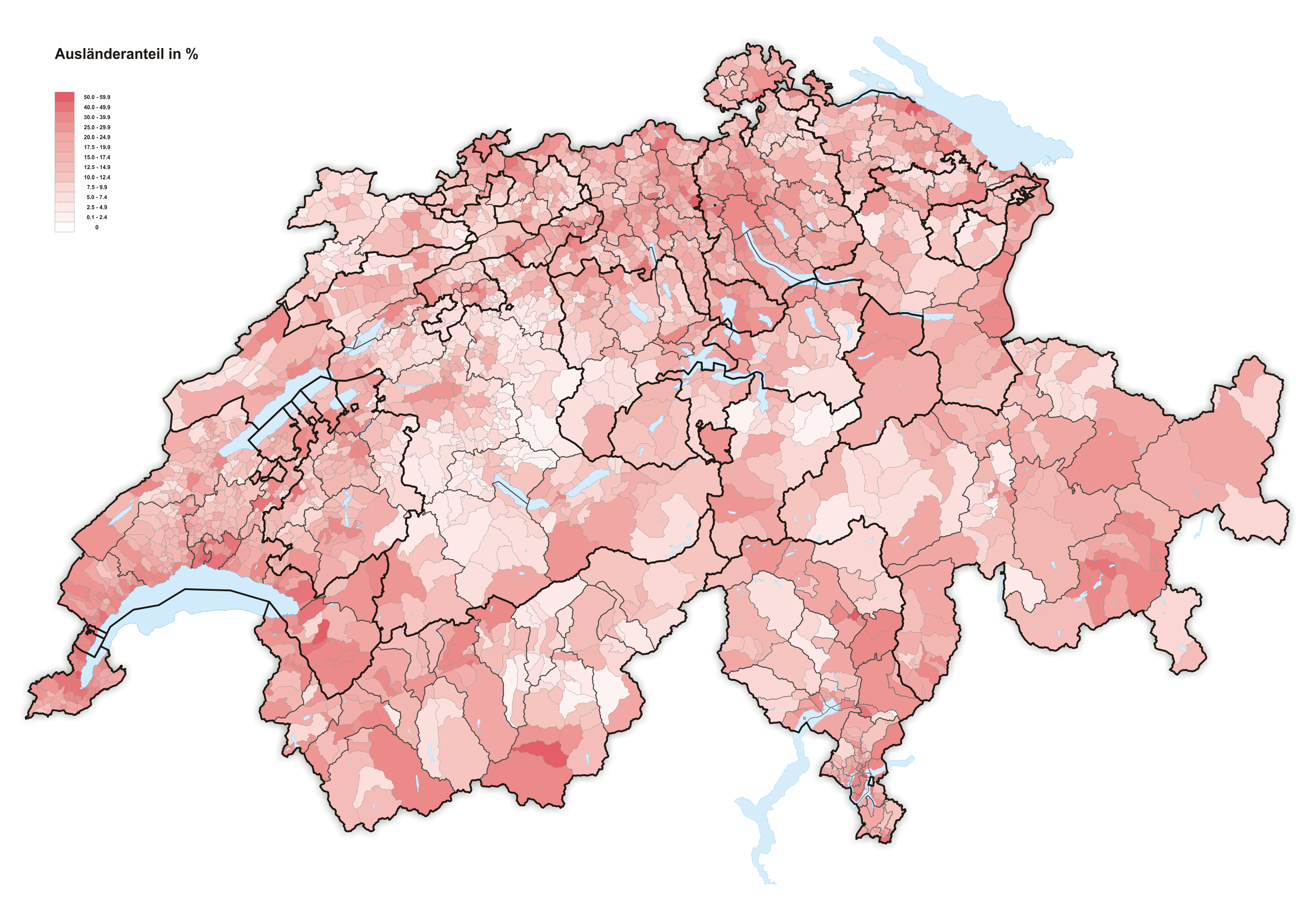
Taux d'étrangers dans les communes suisses (2019).

Au 31 décembre 2012, la population étrangère représente 23,3 % de la population de la Suisse. Dans un rapport de 2007, Doudou Diène, le Rapporteur spécial de l'ONU sur les formes contemporaines de racisme, de discrimination raciale, de xénophobie et de l'intolérance qui y est associée, a constaté une dynamique raciste et xénophobe en Suisse. Selon ce document, les étrangers européens du sud-est ainsi que les extra-européens seraient les plus touchés. Le Conseil fédéral a pris note du rapport et a déclaré « qu'on ne peut pas, à partir de cas particuliers, tirer des conclusions générales quant à l'existence « d'une dynamique de racisme et de xénophobie en Suisse » comme le dit le rapport de l'ONU ». Une étude conduite en 2006 par l'université de Genève avec le soutien du FNS a toutefois révélé que plus de 50 % des personnes interrogées ont des idées xénophobes. Cependant, 90 % n'approuvent pas l'extrémisme de droite, 77 % voudraient que les étrangers soient mieux intégrés et 55 % voudraient une naturalisation facilitée. Dans certains cantons, le droit de vote est accordé aux étrangers sur les plans communal et cantonal. La disposition constitutionnelle de certains de ces cantons leur donne également le droit d'éligibilité[réf. souhaitée].

## Économie

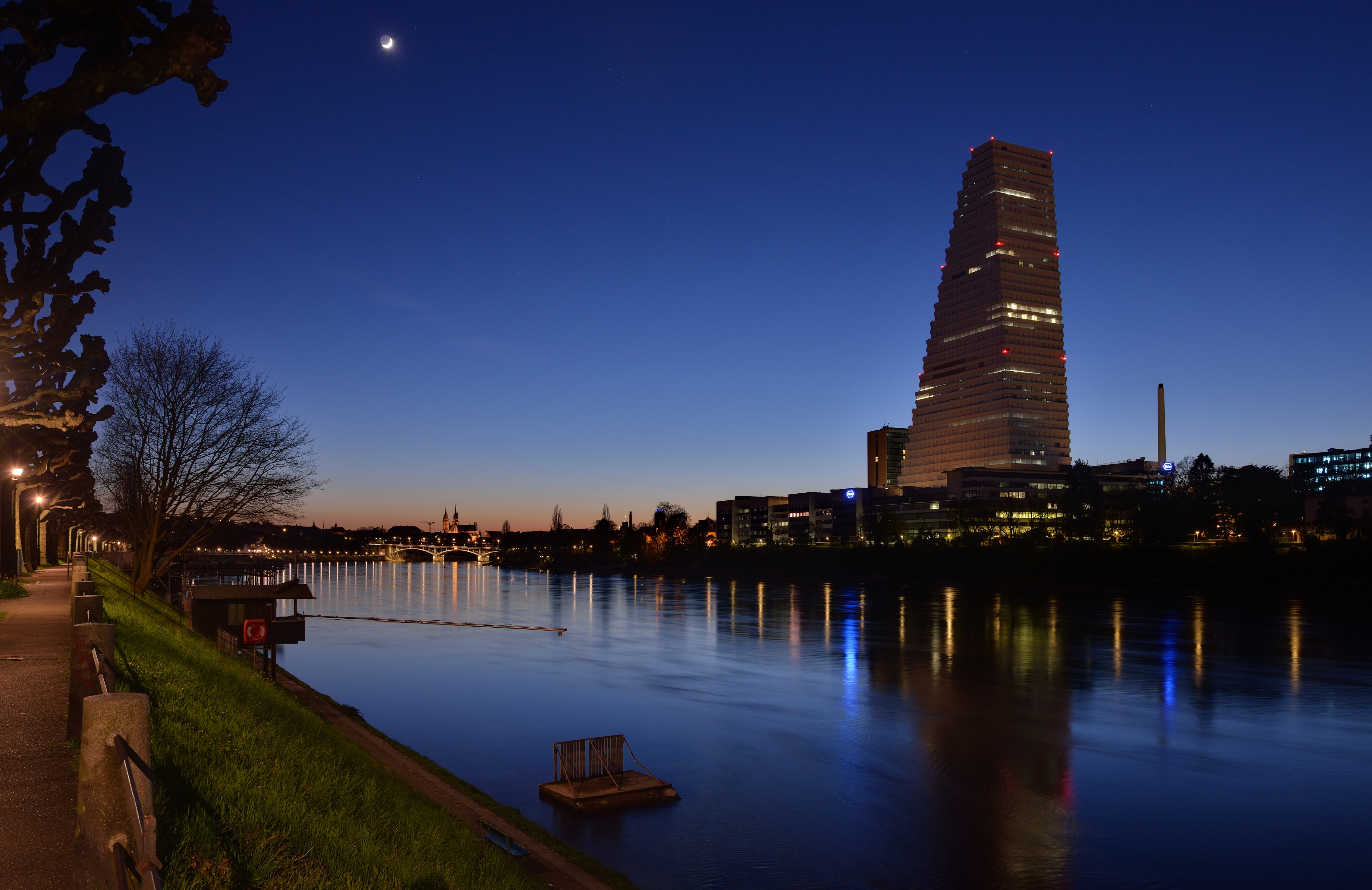
La ville de Bâle (Roche Tower) est la capitale de l'industrie pharmaceutique du pays qui compte pour environ 38 % des exportations suisses dans le monde,,.

### Principaux secteurs
L'économie suisse figure parmi les plus prospères et les plus développées du monde[réf. à confirmer] bien que la Suisse soit très pauvre en matières premières et ne dispose pas d'énergies fossiles. Orientée vers les services avec les banques et les assurances, le tourisme, le transport, ainsi que vers l'industrie avec notamment la mécanique de précision et des spécialités industrielles, le pays produit surtout des biens à forte valeur ajoutée.
Selon le Global Competitiveness Report 2011-2012 du forum économique mondial, la Suisse est le 19e pays industriel au monde au regard de sa production annuelle (100 milliards de dollars en 2010) et la plus forte production industrielle par habitant au monde avec 12 400 $ de production industrielle par habitant. Le niveau de vie est l'un des plus élevés du monde. En 2024 le salaire médian suisse s'élève à 84 500 francs avec de fortes différences selon le sexe et la nationalité.
La stabilité et la neutralité de la Suisse ont attiré bon nombre de capitaux étrangers et d'organisations internationales comme l'ONU.
Le secteur tertiaire représentait en 2005 72,4 % du PIB et 295 622 entreprises, il emploie 72,5 % de la population active ; en 1960, il en occupait 40 %.
Le secteur secondaire représentait en 2005 26,3 % du PIB (18 % du PIB de l'UE en 2006) et 76 927 entreprises, il emploie 23,7 % de la population active (17,9 % dans l'UE) ; en 1960, il occupait 25 % de la population environ.
Le secteur primaire représentait en 2005 1,3 % du PIB et 68 050 entreprises, il emploie 3,8 % de la population active ; en 1960, il occupait 15 % de la population environ.

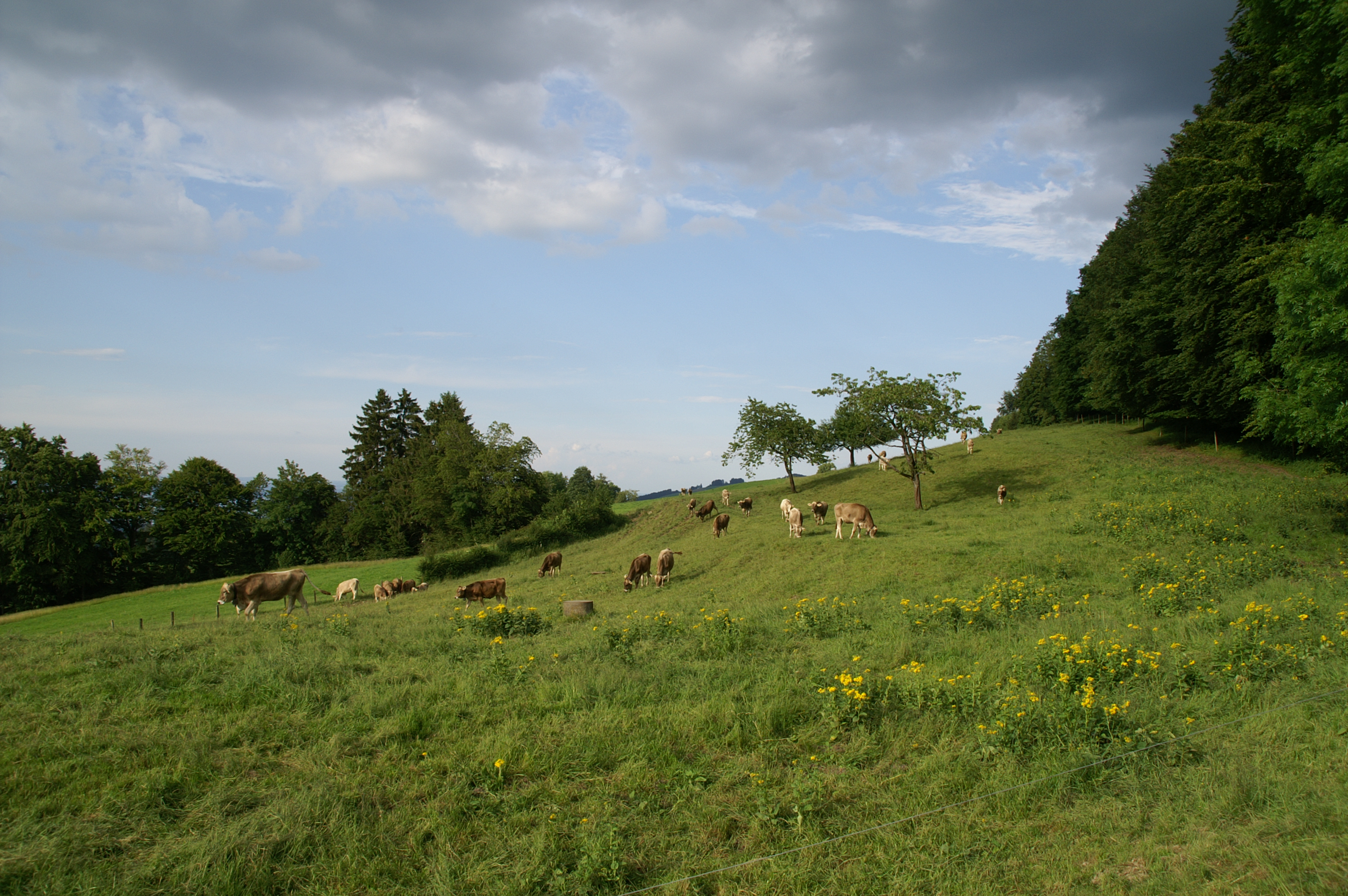
Agriculture suisse : l'élevage bovin.

### Conjoncture et monnaie
Après plusieurs années de croissance nulle ou faible, une reprise s'est fait ressentir dès mi-2003. En 2004 la croissance du PIB est de 2,5 %, puis 2,6 % en 2006. En 2006 et 2007 elle passe à 3,6 %. Durant le premier semestre 2008, le PIB n'augmente que modestement puis fléchit au deuxième semestre. À cause de l'effet de base, la croissance est de 1,9 %, chiffre à relativiser étant donné la forte croissance démographique (+1,3 %). La Suisse a mieux résisté à la récession de 2008-2009 que d'autres pays. Le creux, atteint au deuxième trimestre 2009, a vu un recul total du PIB de 2,7 %, un taux bien inférieur au Japon (−8,6 %), l'Allemagne (−6,7 %), l'Italie (−6,5 %), le Royaume-Uni (−5,8 %), les États-Unis (−3,8 %) ou la France (−3,5 %). En 2009, le PIB s'établit à 535,3 milliards de francs suisses. L'inflation est relativement faible : entre mai 1993 et avril 2010, le renchérissement annuel moyen se chiffre à 0,9 %. La dette des collectivités publiques en 2011 se situe à 36,5 % du PIB. En 2014, la croissance annuelle était de 1,9 %.
Le 15 janvier 2015, la banque nationale suisse décide de laisser flotter le franc suisse face à l'euro avec pour conséquence de faire monter la monnaie helvétique de 1,20 CHF pour 1 € à 0,97 CHF pour 1 € ce qui provoque un ralentissement du PIB (−0,3 % au premier trimestre, +0,2 % au deuxième trimestre et 0 % au troisième trimestre), soit une baisse de 0,2 % par habitant. Les exportations de biens baissent et un tiers des entreprises du secteur de l'industrie des biens d'équipement devraient faire face à une perte opérationnelle. Les Suisses dépensent massivement leurs francs hors des frontières nationales et le « tourisme frontalier » augmente de 8 % en 2015.
Le taux de chômage, bien que variable selon les cantons, se maintient à un niveau très bas (3,7 % en 2009, 2,8 % en juin 2011 et 3,1 % en juin 2015, 3,4 % en janvier 2016), le plus bas en Europe mais le nombre des demandeurs d'emploi, 158 629 personnes en décembre 2015, est à son plus haut niveau depuis avril 2010. Ce taux de chômage néanmoins très faible peut s'expliquer par une valorisation de l'apprentissage. En effet, deux tiers des plus de quinze ans font le choix de ce système de formation,,.
Le 14 septembre 2020, lors de la pandémie de coronavirus, l'Union syndicale suisse a appelé à une augmentation de salaire jusqu'à 100 francs par mois ou jusqu'à 2 % dans les succursales et entreprises pour améliorer la situation de leurs travailleurs, en 2022, elle affirme qu'il ne devrait plus y avoir de salaires inférieurs à 4 500 francs au sein de la fédération.
Le 20 octobre 2020, selon le Centre de recherches conjoncturelles, la contraction de l'économie suisse due à la pandémie de Covid-19 s'avère plus faible qu'initialement prévu en juin 2020.

### Villes les plus chères
Les villes de Genève et de Zurich sont chaque année classées dans le top 10 des villes les plus chères au monde,,.

### Liste des cantons par PIB nominal par habitant
Cette liste est celle des cantons suisses classés selon la valeur de leur produit intérieur brut (PIB) annuel, en valeur nominale, par tête en Francs suisses en 2018 selon l'Office fédéral de la statistique :
| Rang | Canton                       | PIB nominal par habitant (CHF) en 2018 |
| ---- | ---------------------------- | -------------------------------------- |
| 1    | Bâle-Ville                   | 203 967                                |
| 2    | Zoug                         | 160 884                                |
| 3    | Genève                       | 109 847                                |
| 4    | Zurich                       | 104 820                                |
| 5    | Neuchâtel                    | 93 277                                 |
| 6    | Schaffhouse                  | 91 379                                 |
| 7    | Tessin                       | 87 612                                 |
| 8    | Berne                        | 79 115                                 |
| 9    | Saint-Gall                   | 76 219                                 |
| 10   | Vaud                         | 74 060                                 |
| 11   | Nidwald                      | 73 729                                 |
| 12   | Bâle-Campagne                | 73 550                                 |
| 13   | Grisons                      | 73 366                                 |
| 14   | Glaris                       | 69 860                                 |
| 15   | Lucerne                      | 69 256                                 |
| 16   | Jura                         | 68 876                                 |
| 17   | Soleure                      | 68 640                                 |
| 18   | Obwald                       | 67 458                                 |
| 19   | Argovie                      | 64 996                                 |
| 20   | Appenzell Rhodes-Intérieures | 64 868                                 |
| 21   | Thurgovie                    | 62 739                                 |
| 22   | Schwytz                      | 62 040                                 |
| 23   | Fribourg                     | 61 237                                 |
| 24   | Appenzell Rhodes-Extérieures | 58 807                                 |
| 25   | Valais                       | 56 627                                 |
| 26   | Uri                          | 54 291                                 |

### Énergie

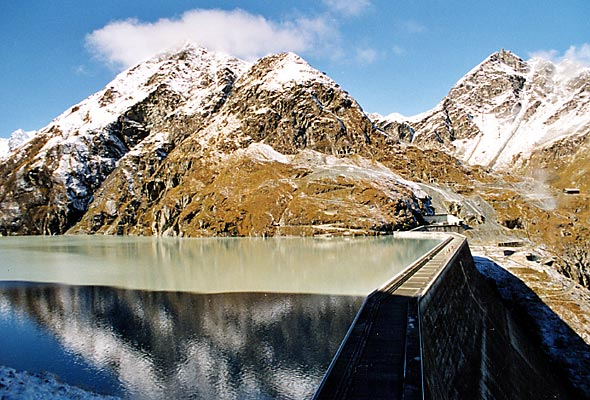
Le barrage de la Grande-Dixence, plus haut barrage poids du monde, dans le canton du Valais.

La Suisse n'est pas autosuffisante sur le plan énergétique. En 2006, 85 % de l'énergie finale consommée dans le pays provient d'importations : produits pétroliers, gaz naturel ou combustible nucléaire. La principale source d'énergie indigène est l'énergie hydraulique. Elle fournit plus de la moitié de l'électricité produite dans le pays. Les autres sources d'énergies indigènes sont le bois, les déchets industriels et les autres énergies renouvelables (géothermie, énergie éolienne, énergie solaire, etc.). La production d'électricité est principalement assurée par des installations hydroélectriques et des centrales nucléaires.
En mai 2011, à la suite des accidents de Fukushima, le Conseil fédéral avait ordonné l'abandon total de l'énergie atomique pour 2034. Les électeurs suisses ayant rejeté en novembre 2016 à 54,23 % une initiative des Verts, proposant de limiter à 45 ans la durée de vie d'un réacteur, le conseil fédéral devra repousser l'échéance à 2050.
Le 21 mai 2017, les Suisses votent par référendum, à 58,2 %, pour la sortie progressive du nucléaire et le développement des énergies renouvelables. Tous les partis apportent leur soutien sauf l'UDC, estimant que le coût de la transition serait trop élevé. Si la loi interdit la construction de nouvelles centrales, les centrales existantes pourront toutefois subsister tant que leur sûreté sera garantie,.

### Éducation, sciences et technologies

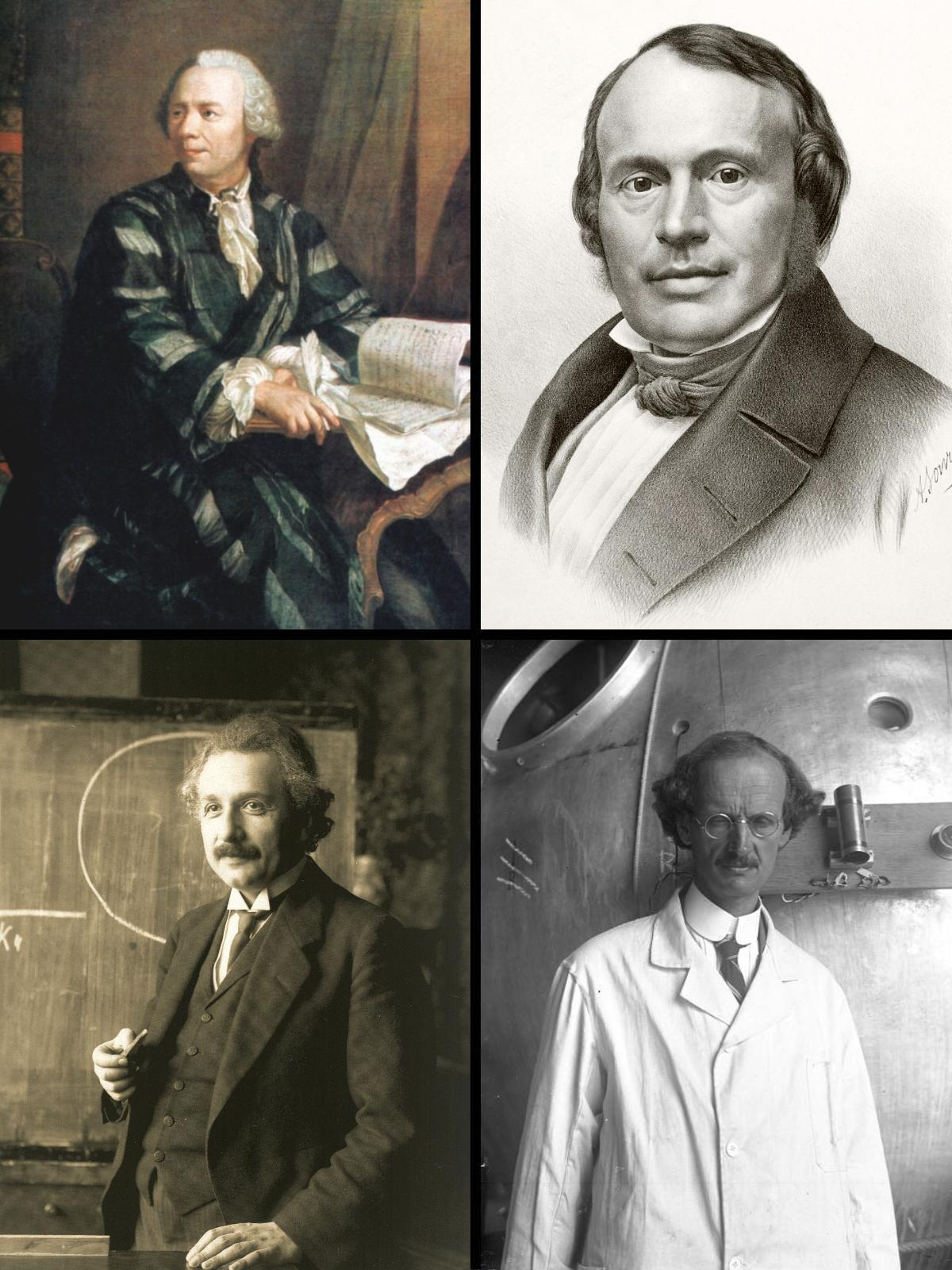
Quelques-unes des personnalités qui ont largement contribué à leur domaine : Leonhard Euler (mathématiques), Louis Agassiz (glaciologie), Albert Einstein (physique), Auguste Piccard (aéronautique).

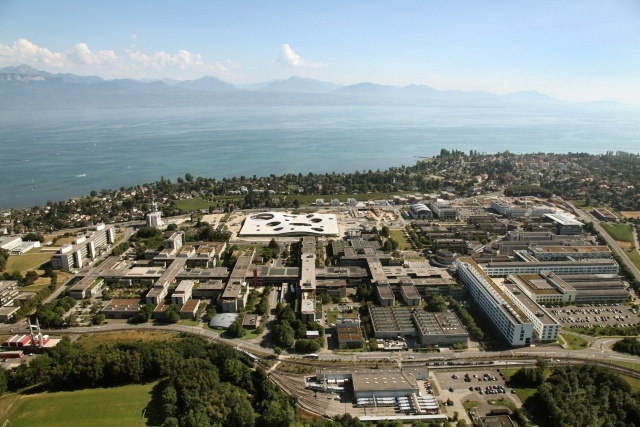
Vue aérienne de l'École polytechnique fédérale de Lausanne (EPFL), qui forme avec l'Université de Lausanne (UNIL) un vaste campus à proximité du Léman (2009).

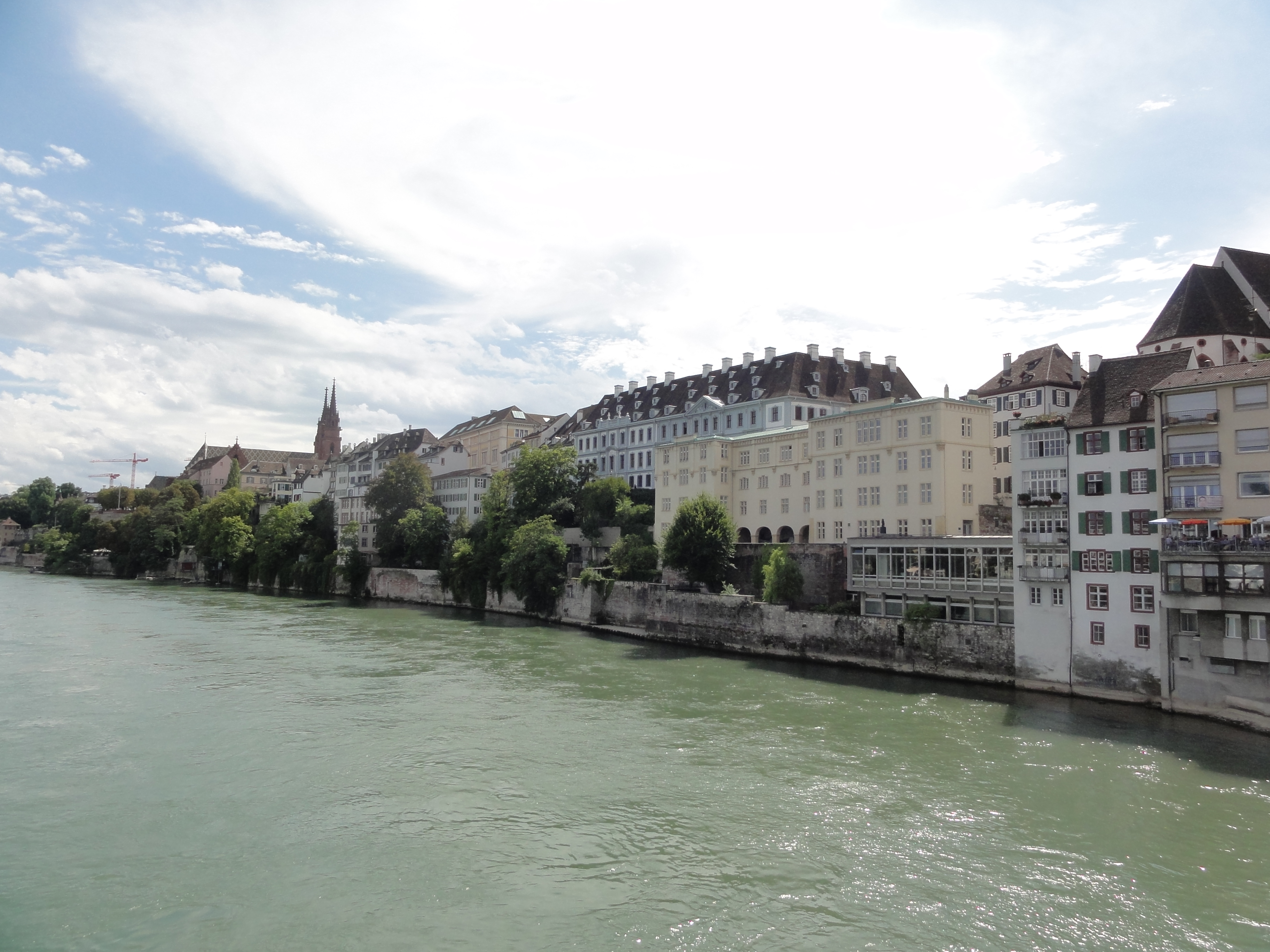
L'Université de Bâle : plus ancienne université de Suisse et l'un des lieux de naissance de l'humanisme de la Renaissance.

Les compétences des autorités fédérales suisses sont limitées en ce qui concerne l'école obligatoire, comprenant le primaire et le secondaire pour la partie qui concerne des élèves jusqu'à 16 ans. Dans ces secteurs, il est en conséquence peu approprié de parler d'un système éducatif suisse. En effet, même si des tentatives d'harmonisation ont d'ores et déjà abouti, avec notamment le projet HarmoS, il est légitime de considérer que la Suisse compte 26 systèmes éducatifs, soit un par canton. Cette règle du partage des compétences sur l'instruction se retrouve, depuis la constitution suisse de 1874, en particulier dans les quatre alinéas de l'article 27.
Concernant l'enseignement supérieur, l'offre de formation en Suisse est très importante. Elle se divise principalement en deux domaines : celui des hautes écoles et celui de la formation professionnelle supérieure.
Le domaine des hautes écoles comprend les hautes écoles universitaires (universités cantonales et Écoles polytechniques fédérales) ainsi que les hautes écoles spécialisées et les écoles supérieures. Le domaine de la formation professionnelle supérieure est constitué par toutes les autres formations de degré tertiaire préparant au brevet fédéral ou au diplôme fédéral. La formation professionnelle supérieure se caractérise par une offre large et diversifiée d'institutions privées.
Il y a au total 12 universités en Suisse, parmi lesquelles dix sont gérées au niveau cantonal et proposent souvent des sujets non techniques.
La plus ancienne université en Suisse fut fondée à Bâle en 1460 (faculté de médecine). Elle est devenue un centre de recherche en chimie et en médecine, mais en raison de son héritage intellectuel d'Érasme de Rotterdam au XVe siècle, l'université est généralement aussi comptée parmi l'un des lieux de naissance de l'humanisme de la Renaissance. L'université de Zurich constitue le plus grand campus du pays avec environ 25 000 étudiants.
Les deux écoles polytechniques qui sont gérées par la confédération sont l'EPFL (fondée en 1853) et l'EPFZ (fondée en 1855). Elles jouissent toutes les deux d'une excellente réputation internationale.

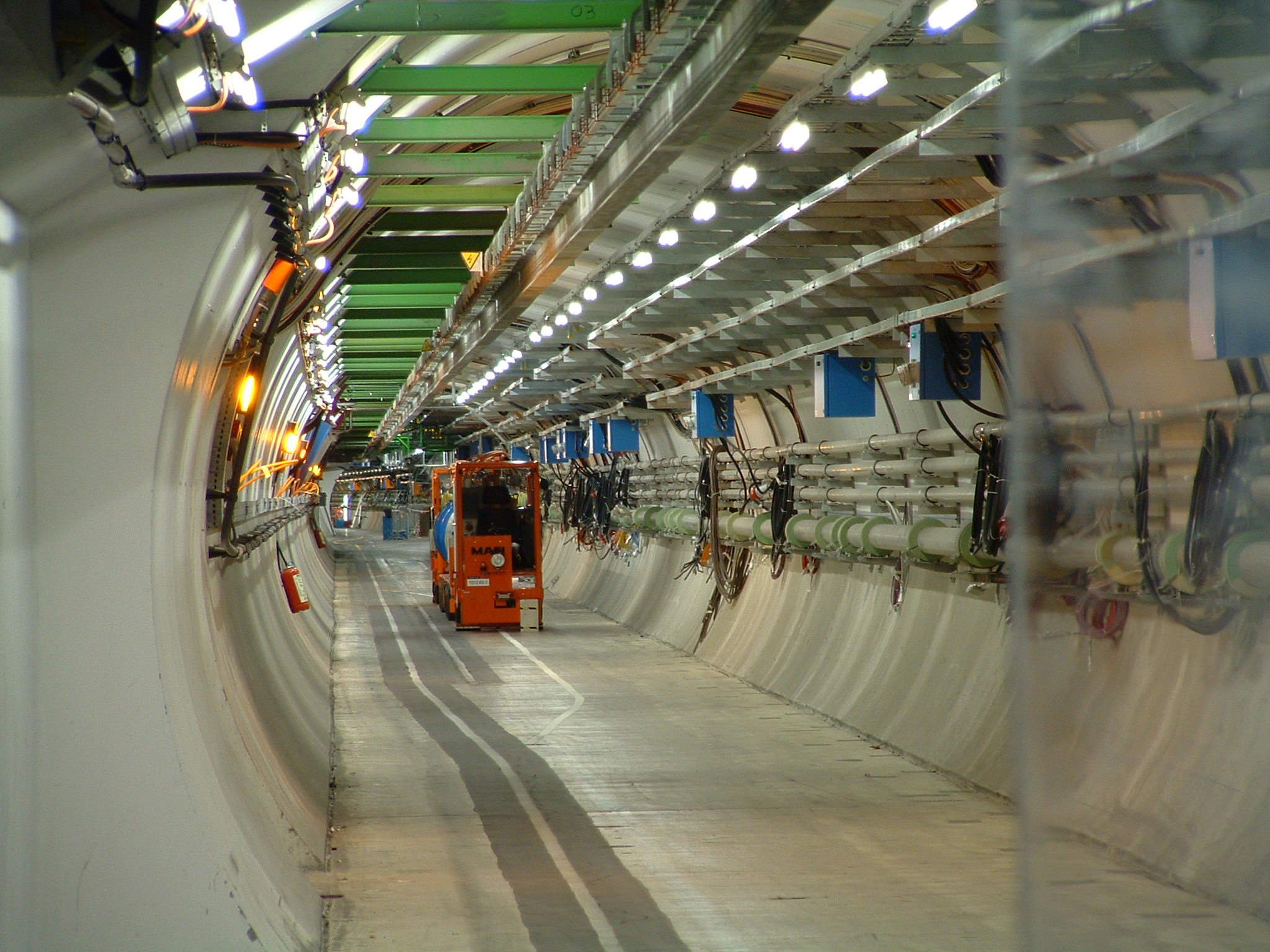
Le CERN, situé près de Genève, contient le plus grand accélérateur de particules au monde.

Le CERN, situé près de Genève, à la frontière franco-suisse, est le premier centre mondial de recherche en physique des particules. Un autre centre de recherche important est l'Institut Paul Scherrer.
Parmi les inventions et découvertes notables se trouvent le LSD (par le chimiste Albert Hofmann), le microscope à effet tunnel (prix Nobel) ou le très populaire velcro. Quelques technologies ont en outre permis l'exploration de nouveaux mondes, comme le ballon pressurisé d'Auguste Piccard ou le bathyscaphe qui permettra à Jacques Piccard d'atteindre l'endroit le plus profond du globe.
Un grand nombre de prix Nobel a été attribué à des scientifiques suisses, par exemple au mondialement célèbre Albert Einstein dans le domaine de la physique. Au total, pas moins de 113 prix Nobel sont associés, directement ou indirectement, à la Suisse ainsi qu'à des organisations internationales basées en Suisse.
En 2024, la Suisse est classée en 1re position pour l'indice mondial de l'innovation.
La Suisse est l'un des dix membres fondateurs de l'Agence spatiale européenne (ESA), en 1975. Elle est le septième plus grand contributeur au budget de l'ESA. Dans le secteur privé, quelques entreprises sont impliquées dans l'industrie spatiale telles qu'Oerlikon Space et Maxon Motors qui fournissent des structures pour véhicules spatiaux.

### Santé
Chaque habitant qui est établi en Suisse a l'obligation d'être couvert par une assurance maladie, ainsi qu'une assurance accident. Le système de santé suisse est en 2018 classé meilleur d'Europe, notamment avec des délais courts et un accès direct aux spécialistes.

### Transports

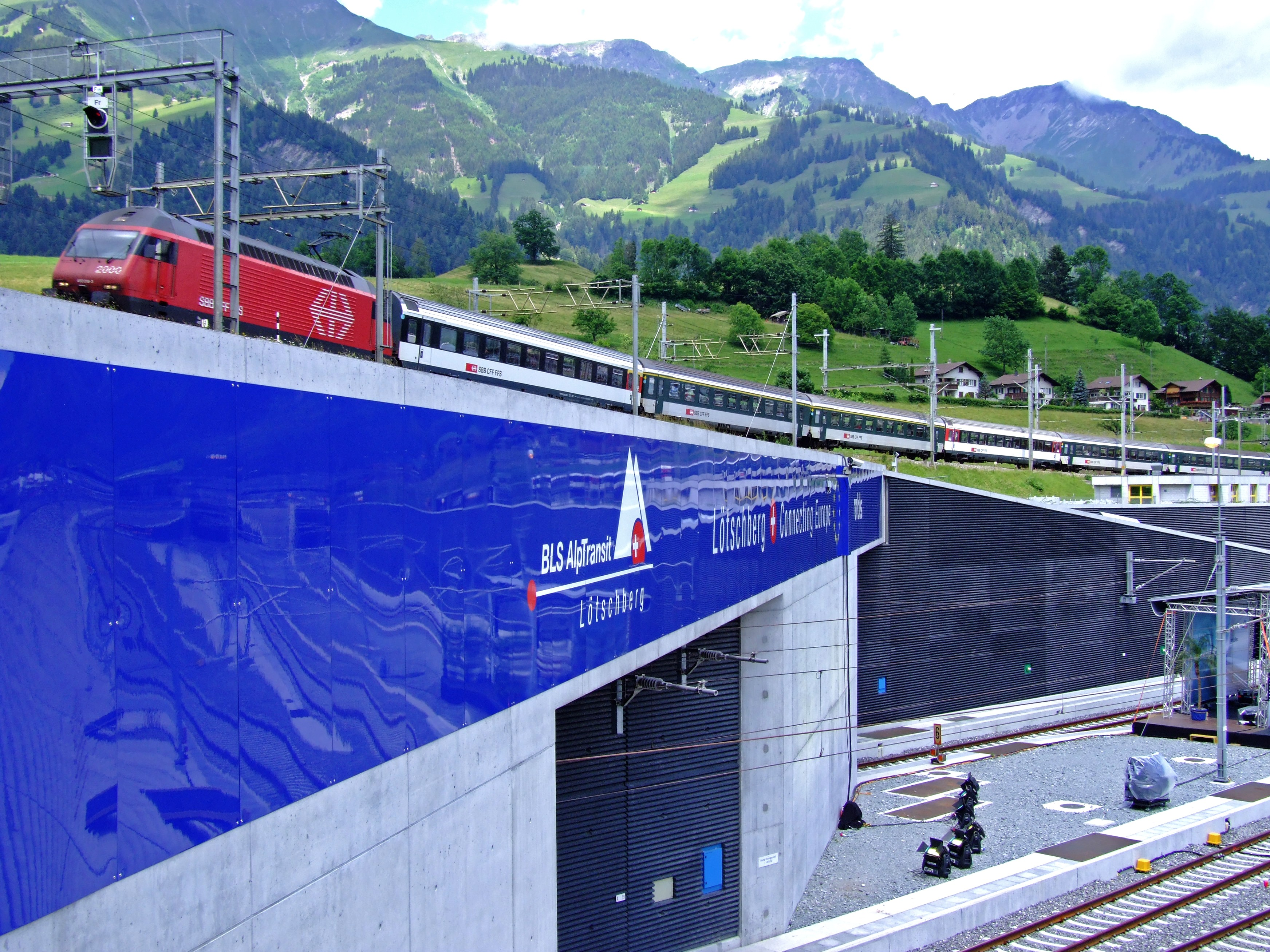
Un train empruntant la ligne de faîte du Lötschberg au-dessus du nouveau tunnel de base du Lötschberg, troisième plus long tunnel du monde et premier tunnel complété du projet AlpTransit.

Par sa position géographique au centre de l'Europe, la Suisse possède l'un des réseaux routier et de chemin de fer les plus denses du monde, noté le meilleur d'Europe selon le European Railway Performance Index (5 053 km de voies ferrées et 71 059 km de routes revêtues, dont 1 638 km d'autoroutes).
La traversée des Alpes constitue un enjeu important pour les transports européens puisque les Alpes (qui recouvrent une bonne partie du pays) séparent l'Italie du reste de l'Europe. Depuis l'industrialisation des pays européens, la Suisse améliore son réseau transalpin : tunnel ferroviaire du Saint-Gothard de 15 km en 1882, tunnel ferroviaire du Simplon de 20 km en 1906, tunnel routier du Grand-Saint-Bernard de 6 km en 1964, tunnel routier du San Bernardino de 7 km en 1967, tunnel routier du Saint-Gothard de 17 km en 1980, tunnel ferroviaire de base du Lötschberg de 34 km en 2007, tunnel ferroviaire de base du Saint-Gothard de 57 km en 2016.
Le transport ferroviaire international du pays s'élevait en 2008 à 9 766 millions de tonnes-kilomètres, ce qui représente le cinquième de la quantité totale transportée de cette manière en Europe (CEE + Norvège + Suisse). La majorité du réseau ferré est gérée par les Chemins de fer fédéraux suisses (CFF). Le Chemin de fer du Lötschberg, qui exploite le deuxième réseau ferroviaire suisse sur l'axe Suisse centrale - Italie via les tunnels du Lötschberg et du Simplon, ainsi que les chemins de fer rhétiques, qui desservent le canton des Grisons en voies étroites, sont deux compagnies privées importantes. Il y a en outre une multitude de petites entreprises privées.
Le réseau routier est public, sauf le tunnel du Grand-Saint-Bernard. Une vignette annuelle permet d'utiliser les autoroutes nationales.
Sur le plan du transport aérien, la Suisse possède 39 aérodromes, dont les aéroports internationaux de Zurich (23 millions de passagers par an), Genève (16 millions), Bâle/Mulhouse (7 millions), de Berne (200 000), de Sion en Suisse romande et de Lugano pour la Suisse italienne.

### Finances

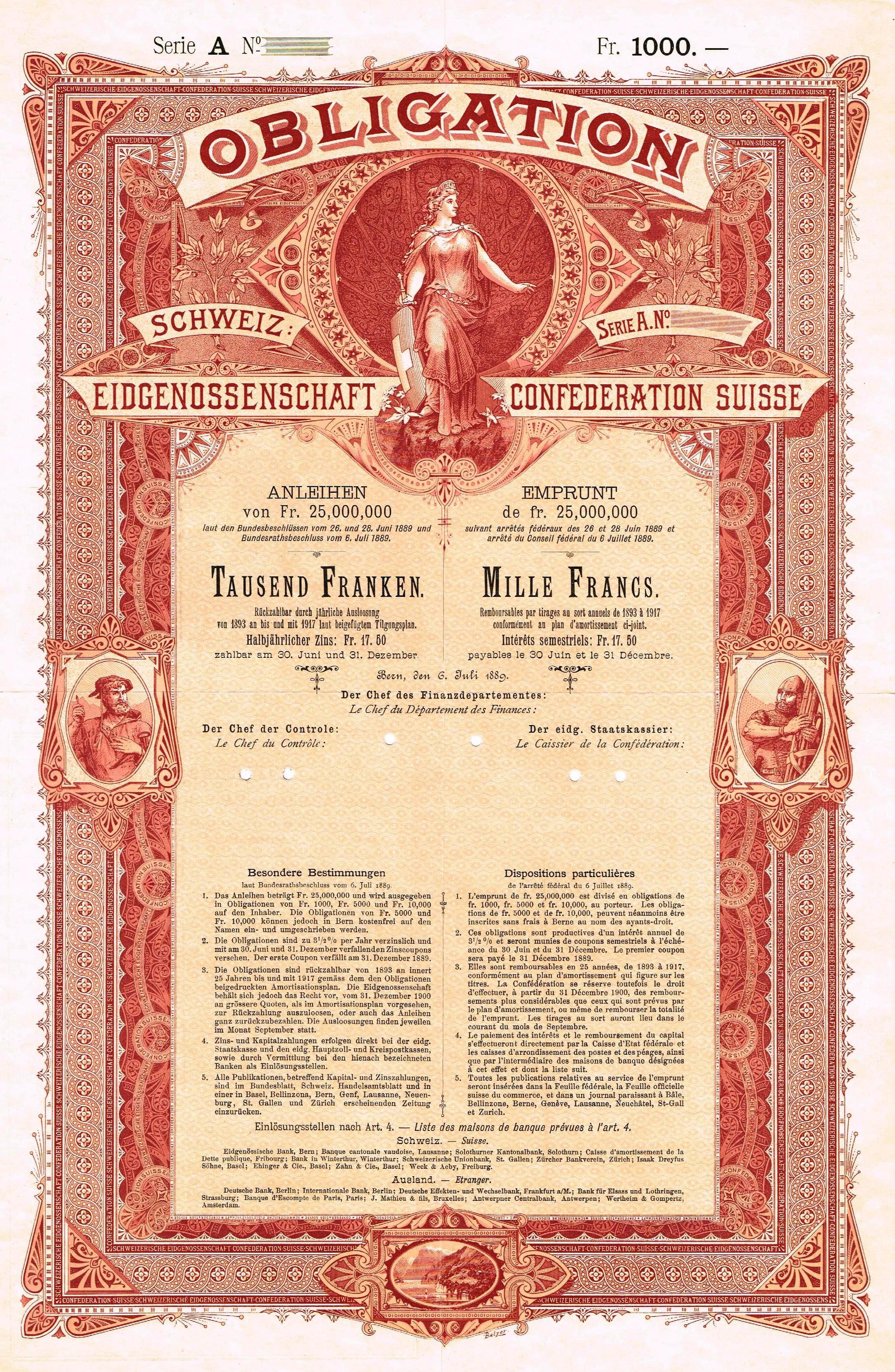
3,5 % Obligation de la Suisse, en date du 6 juillet 1889.

En 2012, la Banque nationale suisse détient des réserves en euros pratiquement équivalentes à la moitié de celles cumulées des 17 banques centrales nationales de la zone euro. La Suisse se situe au cinquième rang des plus importantes réserves en devises étrangères détenues par des États, derrière la Chine, le Japon, l'Arabie saoudite et la Russie.
La Suisse est souvent considérée comme l'un des plus grands paradis financiers au monde : en 2013, selon les estimations de Boston Consulting Group, la Confédération est le premier centre financier offshore mondial avec 1 600 milliards d'euros d'avoirs. Le pays représente 4,5 % des flux financiers internationaux et figure à la première place du classement des paradis fiscaux établi par l'ONG Tax Justice Network.
En mars 2023, le sauvetage en urgence du Crédit suisse, piloté par le gouvernement, est rendu nécessaire par éviter une déstabilisation des places financières mondiales. Les conditions de sa mise en œuvre provoquent une vive émotion et font l'objet de nombreuses contestations en justice de la part d'investisseurs professionnels et particuliers.

### Tourisme
Le tourisme représente 2,4 % du produit national brut de la Suisse. Dans les cantons de montagne des Grisons, d'Appenzell Rhodes-Intérieures, du Valais et d'Obwald, plus de 10 % de la main-d'œuvre est cependant employée dans ce secteur. L'enseignement à l'École hôtelière de Lausanne, établissement-phare du pays, en tient compte: le développement durable est un secteur d’avenir dans le tourisme, selon Peter Varga, professeur en « culture durable de l’accueil », selon qui les professionnels suisse « sont friands de profils qui peuvent les accompagner dans la réduction de leur empreinte carbone ». Ce professeur estime nécessaire un « label gouvernemental permettant d’identifier les hôtels qui ont réduit leurs émissions ». L'enseignement à l'École hôtelière de Lausanne a aussi pour particularité de sensibiliser au green nudge (« coup de pouce vert »), qui consiste à inciter aux « comportements écologiques d’une manière ludique ».
La Suisse est une « championne cachée » de la durabilité, selon Martin Nydegger, le directeur général de Suisse Tourisme, organisme mandaté par le gouvernement pour promouvoir le pays et lancer un label de durabilité estiné à toutes les entreprises de la branche touristique. Ce label classe les établissements en trois catégories en fonction de leur degré de durabilité.
Les sources universitaires se sont intéressées à la manière dont la Suisse avait promu une forme de tourisme durable, basée sur la pureté du décor montagnard, mais aussi assez élitiste, en raison de l'époque, le tourisme durable étant encore considéré comme tel, pour les sports d'hiver ou dits « de glisse » : ski, patinage, luge. Cette pionnière dans ce domaine en Europe a ensuite fait école. Une exposition d’affiches anciennes de stations de villégiature suisses, organisée au Musée des arts et métiers de Zurich, rééditées par l’éditeur Photoglob (Zurich), a permis de dater du début du XXe siècle la promotion du tourisme hivernal pour Davos et Saint-Moritz, au début des années 1930 pour Zermatt et à partir de 1940 pour Crans-Montana. Ces stations ont aussi beaucoup utilisées des cartes postales vendues dans les kiosques des gares pour mettre en avant un caractère mondain, élitiste, dans des points de vente standardisés. Les personnages figurant les « montagnards » sont représentés uniquement sur les affiches faisant la promotion de la saison estivale de Saint-Moritz, sous les traits de jeunes femmes souriantes, vêtues de tenues « traditionnelles ».
Les cartes postales ont joué ainsi un rôle dans la création de la « montagnité », imaginaire se voulant être le plus représentatif possible des espaces montagnards, et écartant les signes des différents villages d'accueil, y compris dans les stations françaises : sur 478 vendues à Megève, dominent les vues d’ensemble qui présentent le mont Blanc en arrière-plan, alors que le mont Joly et le mont d’Arbois, emblématiques du développement des sports d’hiver à Megève avec le téléphérique de Rochebrune mis en service en 1933, et l’hôtel du Mont d’Arbois créé par la famille Rothschild, apparaissent beaucoup moins.

## Culture
La Suisse, par sa situation géographique et son histoire, est imprégnée des cultures latines et germaniques ; les coutumes locales cohabitent selon les régions linguistiques du pays. En effet, le pays possède quatre langues nationales (l'allemand (64 %), le français (20 %), l'italien (6 %) et le romanche (<1 %)). Cette diversité culturelle, essentielle pour la cohésion du pays, participe de l'identité de la Suisse.

### Patrimoine

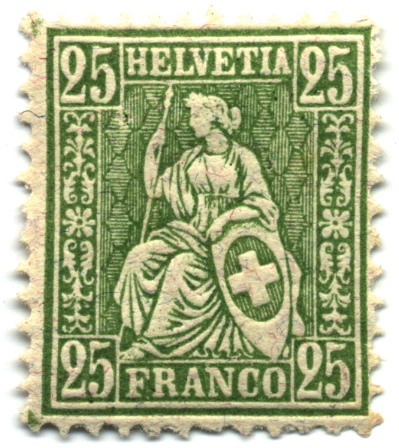
Un timbre de 1881 avec la figure d'Helvetia.

#### Symboles patriotiques
L'hymne national suisse officiel depuis 1981 est le Cantique suisse, composé en 1841 par Alberich Zwyssig (1808-1854) sur des paroles de Leonhard Widmer (1809-1867).
Au XVIIe siècle, la Confédération ne possédait pas encore de représentation symbolique forte. Mais au cours du siècle suivant, Helvetia et Guillaume Tell sont élevés au rang de symboles patriotiques suisses. À partir de 1848, Helvetia est élevée au rang d'emblème national du nouvel État fédéral. Ce symbole devient alors omniprésent, que ce soit sous la forme d'œuvre d'art, sur les monuments, sur les timbres ou sur les monnaies.

#### Mythes fondateurs
Un certain nombre de mythes et de légendes sont associés aux épisodes anciens de l'histoire suisse.
- Les Romains sous le joug : mythe commémorant la victoire de Divico sur les Romains lors de la bataille d'Agen (107 av. J.-C.).
- Le Serment du Grütli : accord entre trois communautés situées dans ce qui forme de nos jours la Suisse primitive. Il a été considéré jusqu'au XIXe siècle comme l'acte fondateur de la Confédération suisse.
- Guillaume Tell : il aurait vécu dans le canton d'Uri au début du XIVe siècle et se serait rebellé contre le bailli qui l'avait défié de tirer un carreau d'arbalète dans une pomme posée sur la tête de son fils.
- La destruction des châteaux.
- Arnold von Winkelried : héros légendaire qui permit aux Confédérés de remporter la victoire sur les troupes du duc Léopold III d'Autriche, en se sacrifiant, lors de la bataille de Sempach.
- La soupe au lait de Kappel : légende symbolisant l'esprit de neutralité helvétique.

#### Patrimoine bâti

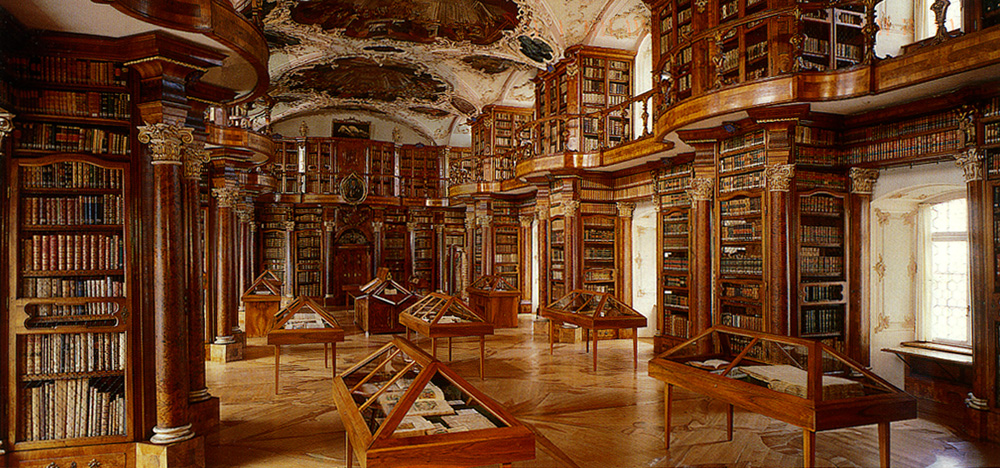
Bibliothèque du couvent de Saint-Gall (IXe siècle).

La notion de protection du patrimoine apparaît dès la fin du XIXe siècle. Par ailleurs, sept sites culturels font partie du patrimoine mondial de l'UNESCO : la vieille ville de Berne, l'Abbaye de Saint-Gall, le Couvent bénédictin Saint-Jean-des-Sœurs, les trois châteaux de Bellinzone, le vignoble de Lavaux, le Chemin de fer rhétique dans le paysage de l'Albula et de la Bernina et l'urbanisme horloger des villes de La Chaux-de-Fonds et du Locle.
De nombreux châteaux forts et fortifications du Moyen Âge sont construits par les familles dynastiques. Ils servent à la fois d'habitation et de moyen de défense. Mentionnons quelques châteaux forts : le château de Chillon, Lenzbourg, Mesocco, Berthoud, Kybourg ou les trois châteaux de Bellinzone. Les villes du Moyen Âge sont fortifiées. Certaines d'entre elles, comme Morat, sont préservées et ont conservé leurs remparts. Mais, dans la plupart des cas, seuls subsistent des vestiges au cœur des villes comme la Zeitturm de Zoug, la porte de Spalen à Bâle ou la Zytglogge de Berne.
Des bâtiments religieux apparaissent dès le VIe siècle. Couvents, monastères, églises et cathédrales sont bâtis, parmi lesquels on peut mentionner le couvent de Saint-Gall, l'abbaye d'Einsiedeln, l'abbaye de Saint-Maurice, la cathédrale de Bâle, l'Abbatiale de Romainmôtier et la cathédrale de Lausanne.
On trouve des édifices publics dont certains remontent à la période romaine, comme l'amphithéâtre d'Avenches, mais aussi des hôtels de ville, le plus ancien étant celui de Berne (1406). L'hôtel de ville de Bâle (1504 – 1514), avec ses façades de couleur rouge, est très caractéristique. La tour carrée dans la cour de l'hôtel de ville de Genève (1555) est un bâtiment typique de la Renaissance de tradition française en pierre de taille. Au XIXe siècle, de nouveaux bâtiments publics voient le jour comme les postes, les gares, les musées, les théâtres, les églises et les écoles. Citons le palais fédéral, la gare centrale de Zurich, le musée national suisse, le grand Théâtre de Genève et l'université de Zurich.

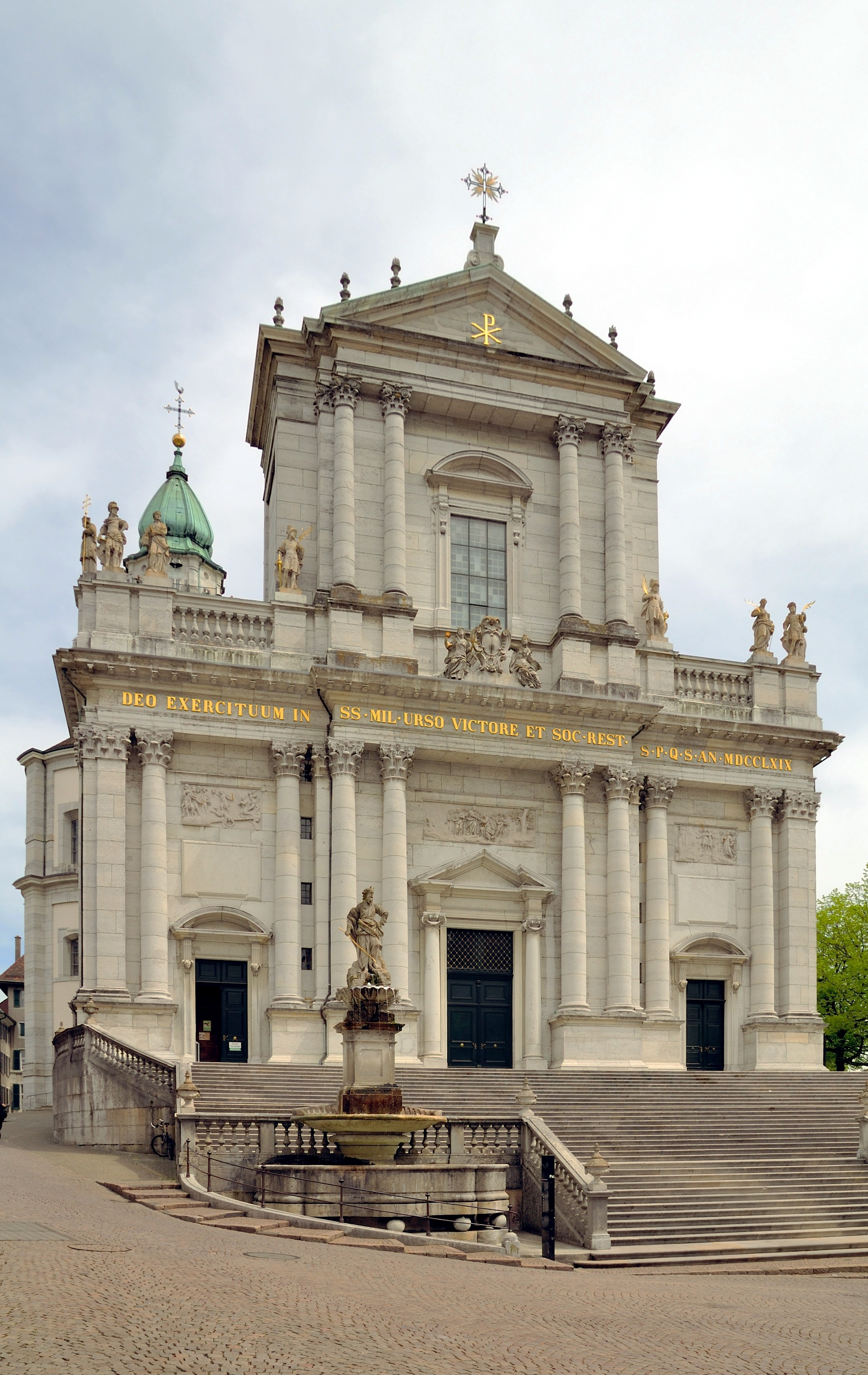
La cathédrale Saint-Ours de Soleure (1773), la ville est généralement comptée comme « la plus belle ville baroque de Suisse ».

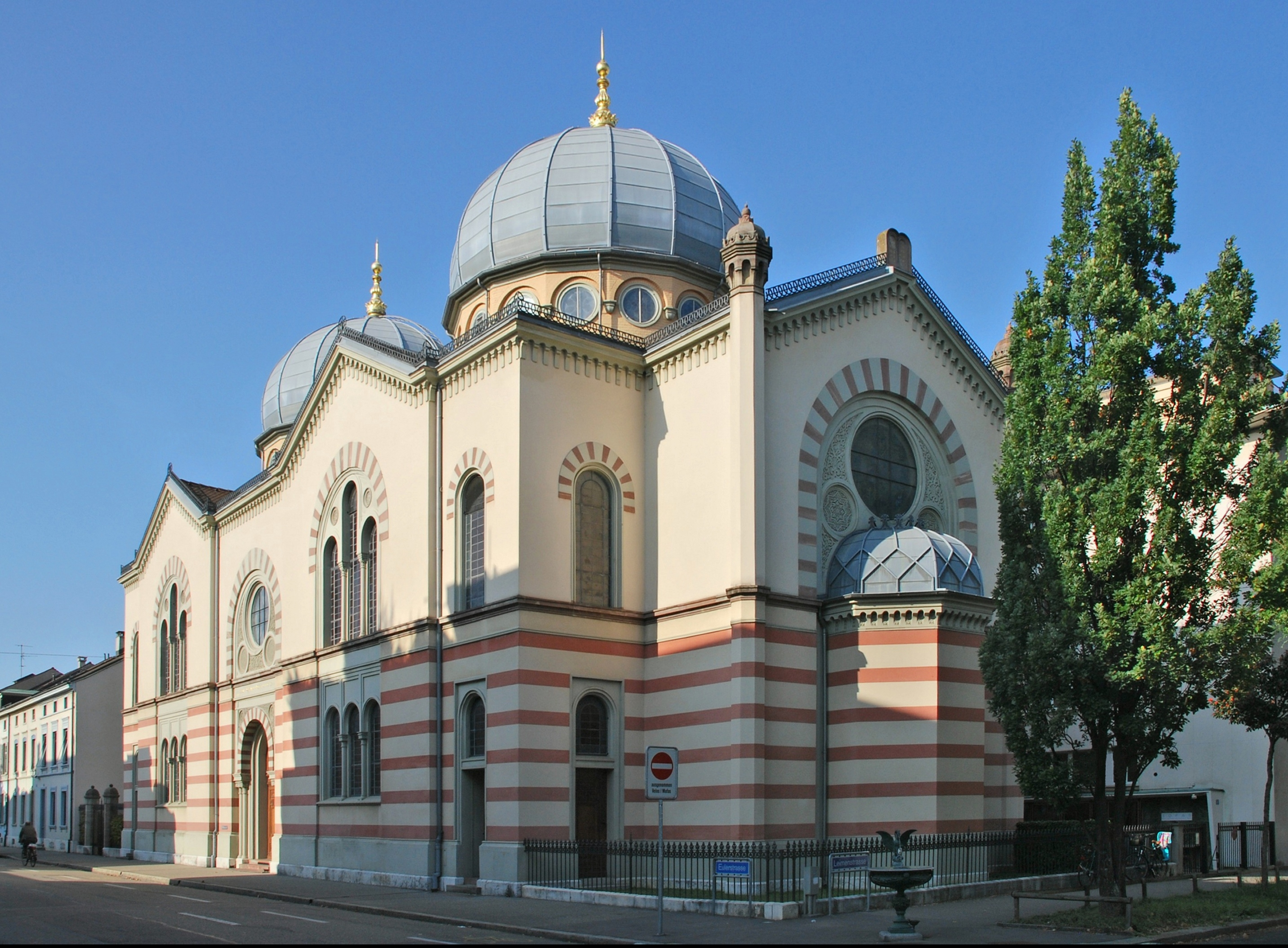
La grande synagogue de Bâle (1866).

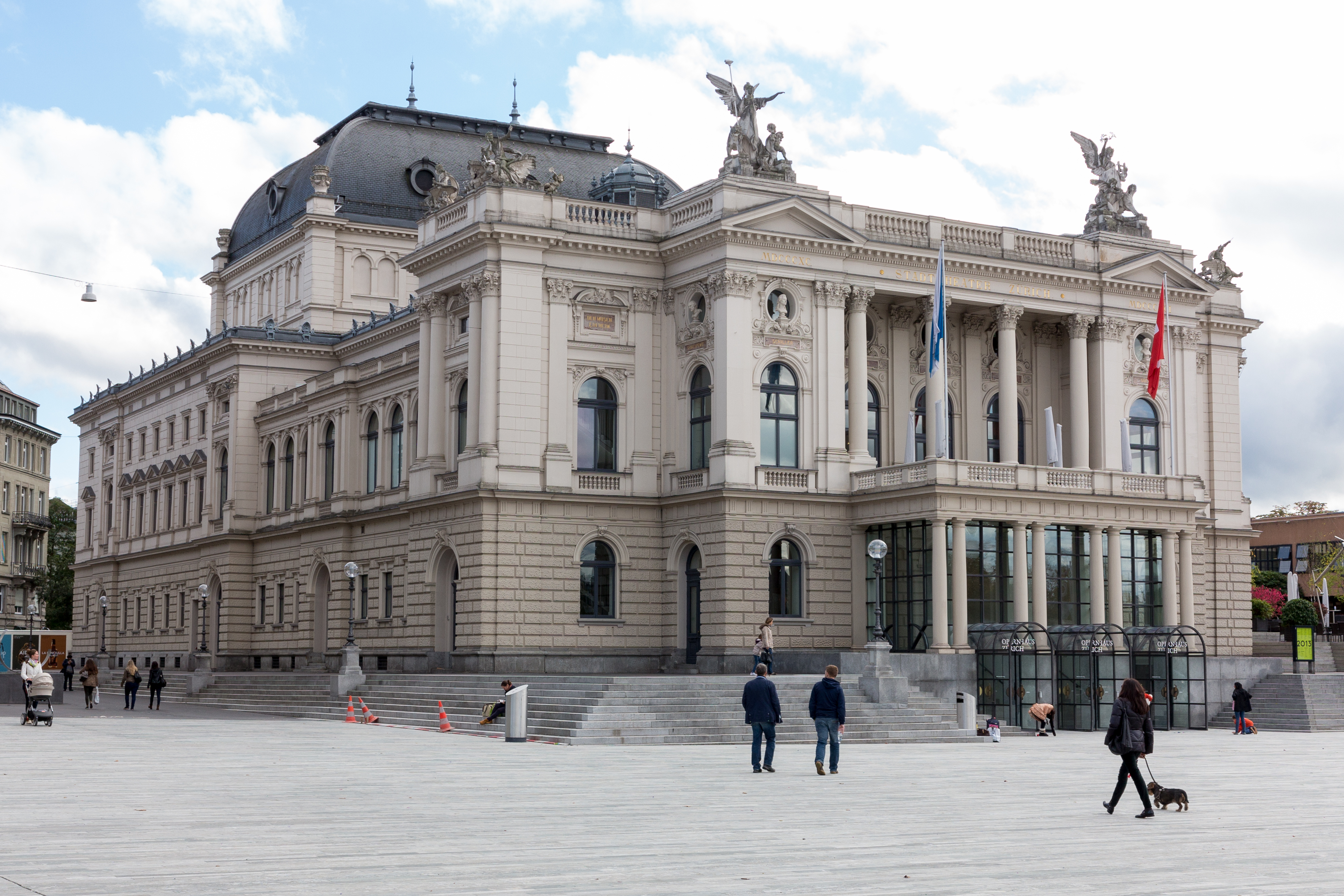
L'Opéra de Zurich (1891).

La Suisse compte quelques ensembles urbains remarquables. La vieille ville de Berne, avec ses arcades, places et fontaines, est représentative de l'urbanisme médiéval en Europe. À la fin du XIXe siècle, les quartiers neufs naissent sur l'emplacement des anciennes fortifications des grandes villes, comme la Bahnhofstrasse de Zurich, la Ceinture fazyste de Genève ou le quartier St. Alban à Bâle. C'est également dans cette période que de nouvelles synagogues sont construites dans les quartiers neufs des grandes villes du pays : Genève (1859), Bâle (1866) et Zurich (1884). L'urbanisme devient planifié : en 1834, La Chaux-de-Fonds, qui est détruite par un incendie, sera reconstruite selon une nouvelle structure urbaine (voir Ensemble urbain du XIXe siècle de La Chaux-de-Fonds). Au début du XXe siècle sont créés des logements ouvriers basés sur le modèle du Werkbund, comme le lotissement Freidorf (1919 – 1921) à Muttenz, synthèse entre l'idéal de la cité-jardin et le mouvement coopératif. Des cités satellites sont construites dans les banlieues des grandes villes durant la période entre 1945 et 1975, comme Le Lignon en périphérie de Genève.
À partir du XVe siècle, les maisons civiles de style gothique en pierre apparaissent, par exemple, le Grimmenturm de la Spiegelgasse à Zurich, la maison Tavel à Genève, la Haus zum Rüden à Zurich, la Haus zum Ritter à Schaffhouse, l'hôtel Ratzé (1583-1586) à Fribourg et la maison Serodine (1620) à Ascona. Pendant la Renaissance, des arcades sont ouvertes au Tessin comme dans la cour du château de Muralto, l'ancien Palazzo Rusca à Lugano et le Collegio Papio à Ascona. En Suisse allemande, le premier bâtiment de style renaissance est le « palais Ritter » (1556) à Lucerne.
Les maisons particulières baroques sont richement décorées avec des encorbellements à un ou plusieurs étages, comme à Schaffhouse, et possèdent des oriels en pierre ou en bois comme à Saint-Gall. À titre d'exemple, le  et le Frontwagenturm à Schaffhouse. À Zurich, deux maisons de corporation sont construites en pierres de taille et présentent un aspect sévère : Zimmerleuten (1708) et Saffran (1719 – 1723). L'ouest du pays est plus influencé par l'architecture baroque française ; ce style s'impose en Suisse romande vers la fin du XVIIe siècle. Il en va ainsi des hôtels particuliers de la rue des Granges, à Genève, avec cour d'honneur. On trouve aussi des exemples de style rococo. Parmi les bâtiments les plus importants pour l'architecture néo-baroque en Suisse se trouvent la cathédrale Saint-Ours et Saint-Victor à Soleure (1769) et l'Opéra de Zurich (1891). La ville de Soleure est généralement considérée comme « la plus belle ville baroque de Suisse ».
À partir de 1800, de grandes villas classicistes sont conçues, comme le palais Eynard (1817-1821) à Genève ou la Villa Merian (1801) à Bâle/Münchenstein. Plus tard, au XXe siècle apparaissent quelques réalisations d'architecture moderne : la villa Le Lac (1923) et l'immeuble Clarté (1931) à Genève par Le Corbusier, ou la Cité Halen (1957-1961) par l'Atelier 5, près de Berne, un exemple de maisons individuelles contiguës en terrasse pour la classe moyenne. Mais on constate également encore la construction de plusieurs bâtiments dans le style de la Belle Époque, comme le Beau-Rivage Palace de Lausanne ou le siège de Swiss Re à Zurich en 1913.
La forte diversité des espaces naturels en Suisse se retrouve dans la grande variété de maisons rustiques, qui se déclinent selon diverses variétés alpines : les Gotthardhaus (maisons du Gothard), en bois, trouvées dans les vallées alpines isolées du Tessin, du Valais et dans les Grisons ; la maison valaisanne, en bois, typique du centre du Valais et du Val d'Hérens ; la maison tessinoise, en moellons ; la maison engadinoise décorée de peintures murales et de Sgraffite, ; les maisons de l'Oberland bernois et Simmental, en bois massif travaillé à la scie, Strickbau ou en madriers carrés, taillés à la hache.
Sur le plateau suisse, la maison bernoise, recouverte d'une énorme toiture en croupe avec des charpentes agrémentées de motifs sculptés, ; les chaumières argoviennes ; les maisons à colombage sur le plateau oriental et à Zurich ; les fermes à usages multiples (Dreisässenhäuser) au nord-ouest et sur le plateau romand, construites en pierre,.
Dans le Jura, les fermes jurassiennes possèdent de larges façades pignon entièrement en pierre crépie à la chaux,,.
Les ouvrages d'arts tels que ponts et tunnels sont nombreux. Le Pont du Diable au cœur des Alpes sur la route du col du Saint-Gothard ou le Mittlere Brücke sur le Rhin à Bâle en sont des exemples historiques. Beaucoup de ponts médiévaux sont en bois comme le Kapellbrücke à Lucerne. Au XIXe siècle, des ponts suspendus à l'aide de câbles d'acier sont construits à Genève (pont de Saint-Antoine) et à Fribourg (Grand Pont). En 1834, à l'époque de sa construction, ce dernier était le plus long du genre,. De nombreux ponts et tunnels pour les chemins de fer comme le viaduc de Landwasser, les tunnels du Gothard et du Simplon sont construits au tournant du XXe siècle. Le pont de Salginatobel ou le viaduc de Chillon sont des ouvrages routiers du XXe siècle.

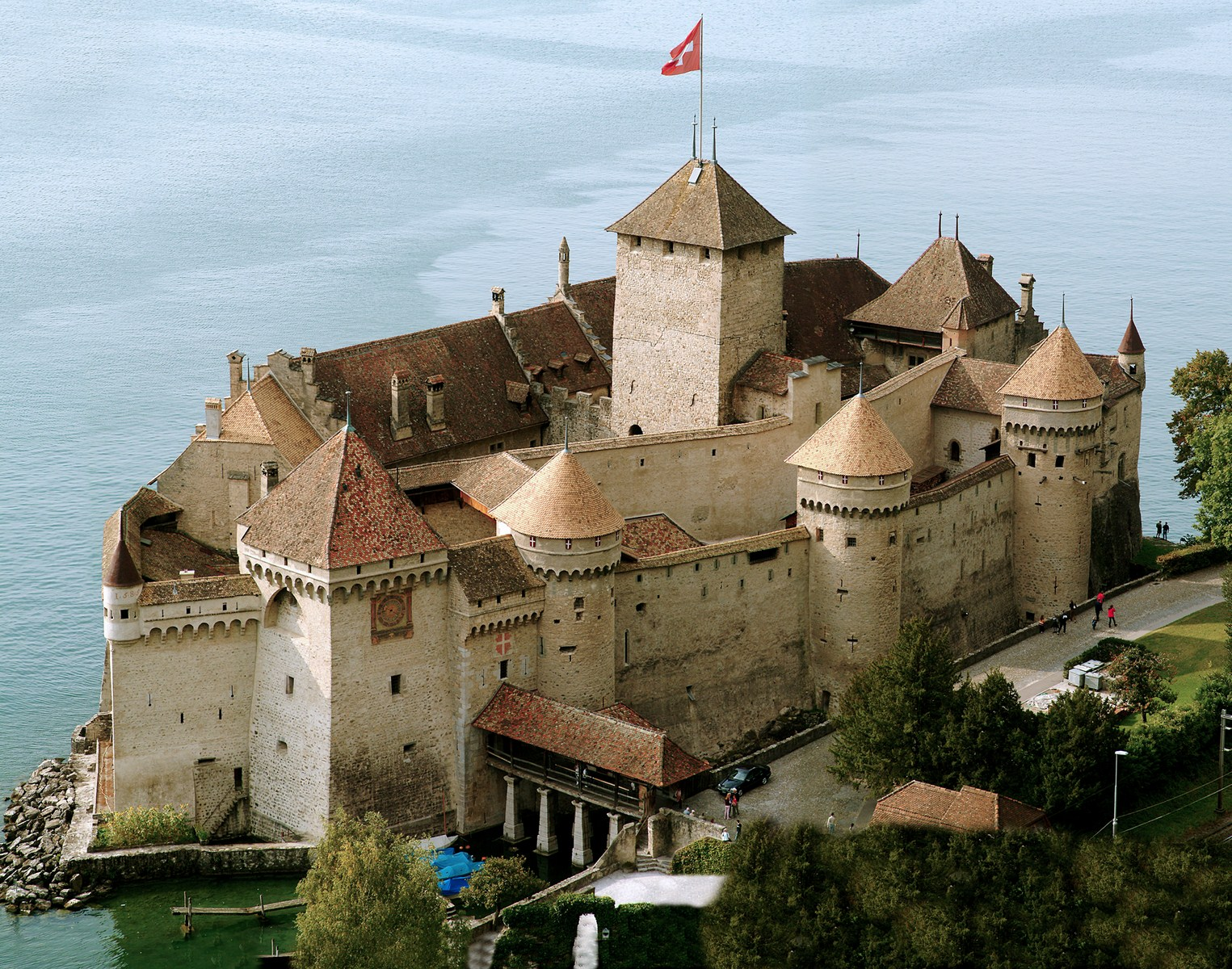
Le château de Chillon au bord du Léman, Vaud.
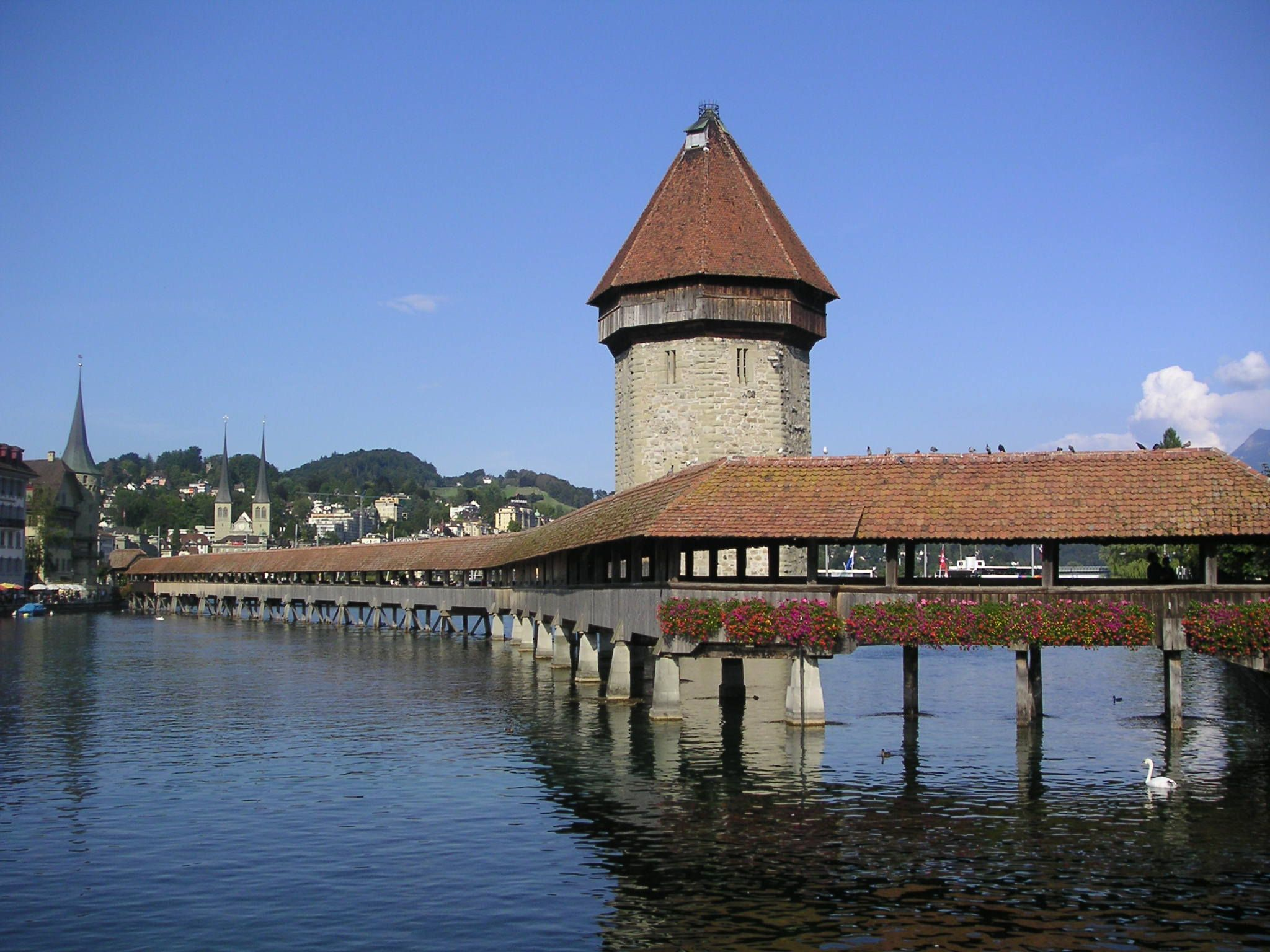
Le Kapellbrücke, Lucerne.
L'hôtel de ville de Bâle.
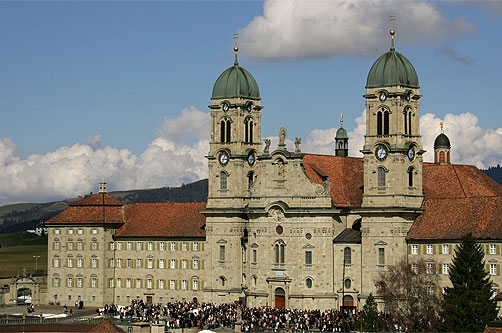
L'abbaye d'Einsiedeln, Schwyz.
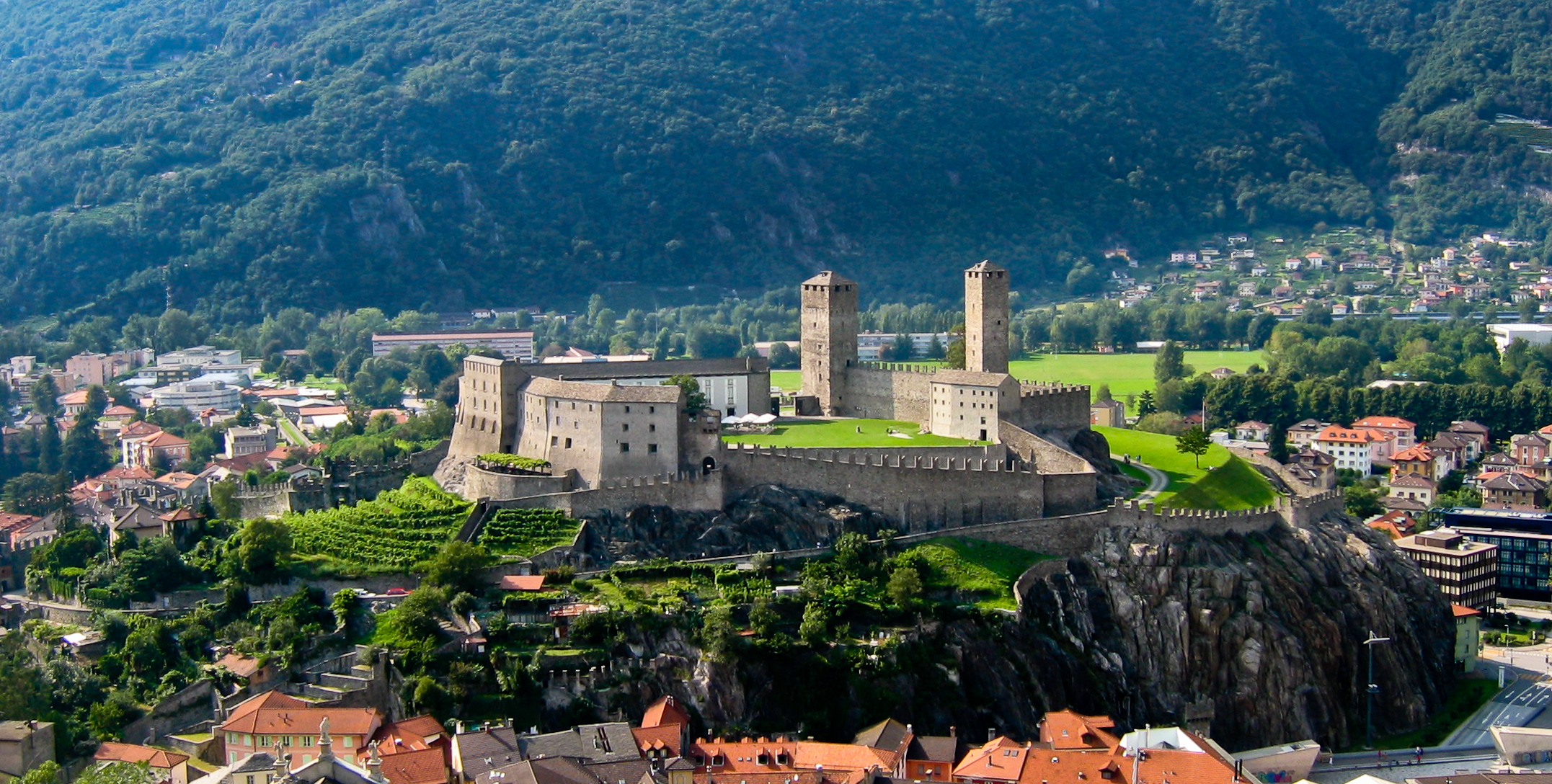
Les châteaux de Bellinzone, Tessin.
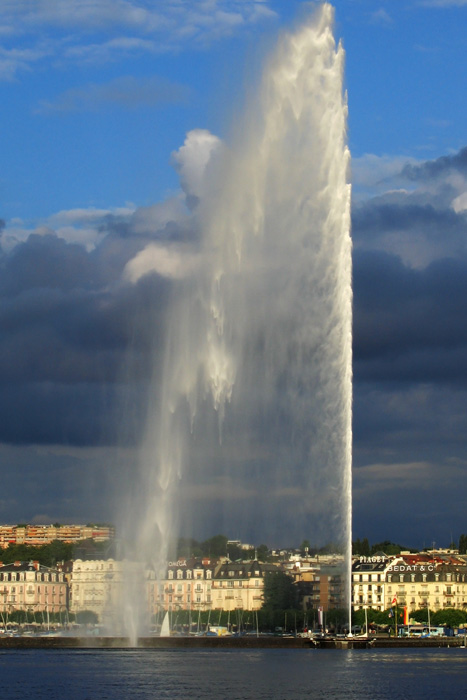
Le jet d'eau de Genève.

### Traditions

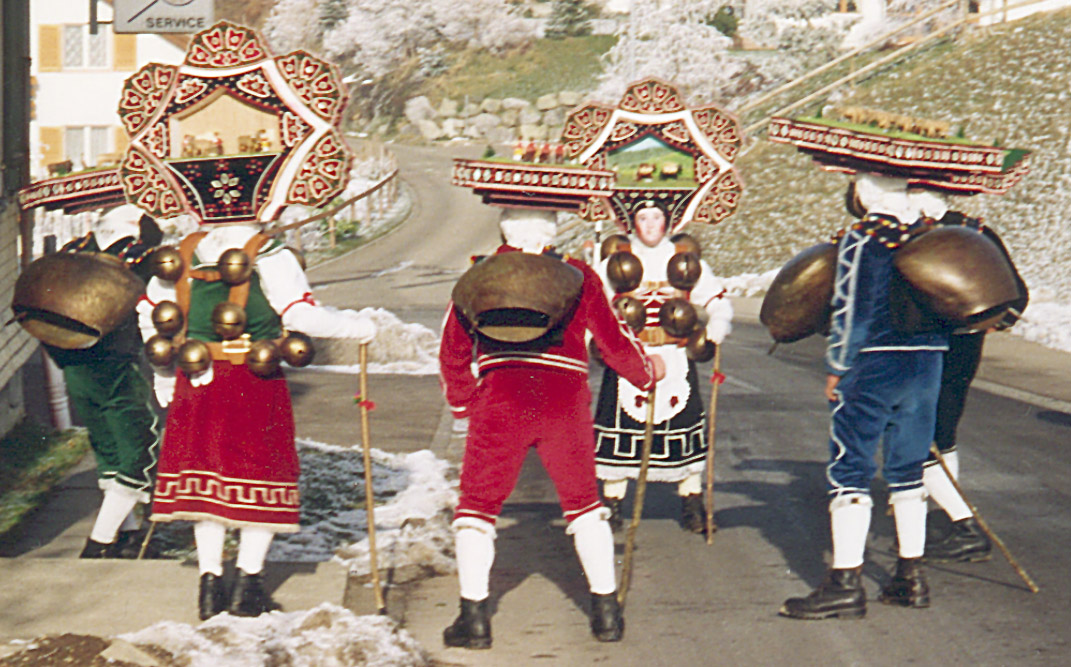
Silvesterklaus à Schwellbrunn.

La plupart des fêtes sont locales ou régionales, certaines fêtes sont célébrées dans toute la Suisse comme la fête nationale suisse, le Jeûne fédéral (à part Genève et dans les cantons catholiques) ou les principales fêtes religieuses. Différentes fêtes fédérales sont également trouvées avec notamment des rassemblements associatifs dénotant un caractère patriotique plus ou moins prononcé selon l'époque, ce sont des concours ayant lieu tous les trois ans environ.
La fête nationale suisse est célébrée le 1er août. C'est un jour férié officiel dans toute la Suisse depuis 1994 seulement. Les jours fériés en Suisse sont de la compétence des cantons, qui déterminent eux-mêmes leurs propres jours fériés, jusqu'à huit dans l'année. Légalement, les jours fériés sont assimilés à des dimanches. Les jours fériés varient donc beaucoup d'un canton à l'autre. Seuls Noël, le Nouvel An, le Jeudi de l'Ascension et le 1er août sont communs à tous, les autres fêtes (le 2 janvier Saint-Berthold, Vendredi saint, le Lundi de Pâques, le Lundi de Pentecôte, Fête-Dieu, Assomption, Jeûne fédéral, Toussaint, Immaculée Conception et le 26 décembre) étant reconnues par les cantons selon leur tradition principalement religieuse (catholique ou protestante). Seule la fête nationale, le 1er août, est ancrée dans la constitution fédérale.

#### Jeux

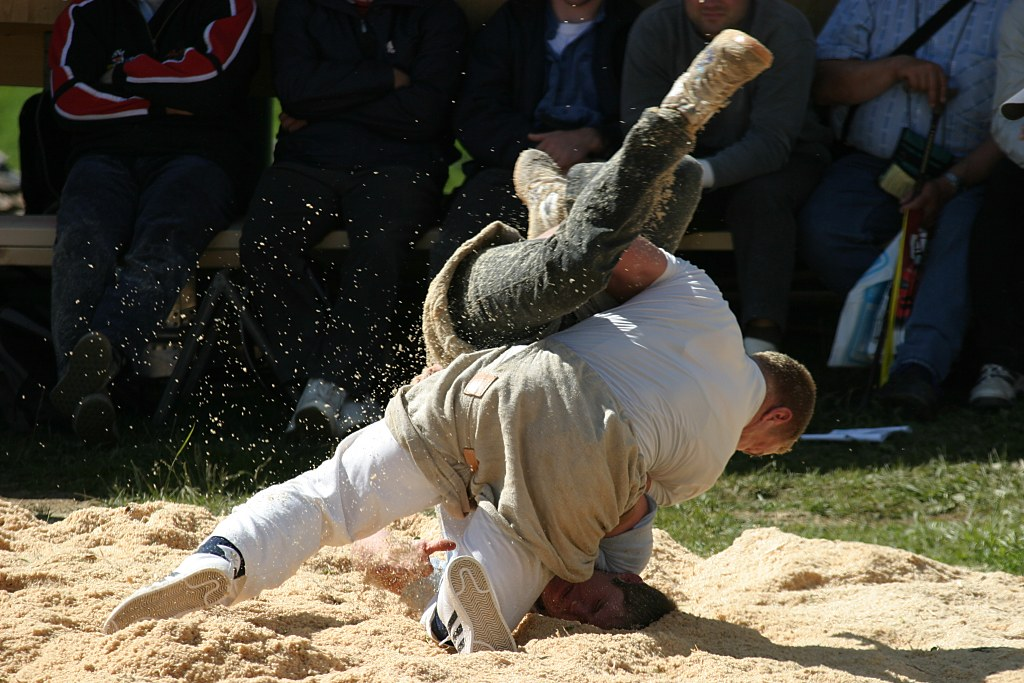
Lutte suisse.

Les jeux nationaux, qui se pratiquent notamment lors de fêtes fédérales ou cantonales, sont la lutte suisse, le lancer de la pierre et le hornuss. La pratique du tir est élevée au rang de sport national. En plus des obligations de tir prévues dans le cadre du service militaire, donc de nombreuses fêtes de tir lors de fêtes locales, cantonales et fédérales. Parmi d'autres jeux traditionnellement pratiqués en Suisse, il existe le jass, très populaire, le eisstock et les combats de reines.

#### Musique traditionnelle
La musique populaire suisse « typique » rurale n'est pas exclusivement suisse. Les traditions telles que le « Chant du soir », les « Ranz des vaches » ou le « yodel » se retrouvent dans d'autres régions alpines ; des pièces variées, autant par la langue utilisée (allemand, français ou italien) que par le genre d'histoire racontée.
La Suisse a, depuis des siècles, une grande tradition de carnavals agrémentés de groupes musicaux avec leur style propre : les cliques et les groupes de Guggenmusik et de brass band. Les carnavals les plus connus sont ceux de Bâle, de Lucerne, de Soleure, de Fribourg, de Monthey et celui de Bellinzone. Les Brandons de Payerne est un des plus anciens carnavals de Suisse. La musique folklorique jouée lors de fêtes traditionnelles comprend notamment le yodel. Lors de la fête fédérale des yodleurs, le cor des Alpes est également joué. Le ranz des vaches est le chant traditionnel a cappella des armaillis (vachers) dans le canton de Fribourg. Il est habituellement chanté durant la montée des troupeaux à l'alpage et le retour dans les étables à la fin de l'été.

#### Cuisine
Il y a peu de plats nationaux. Les nombreuses spécialités locales reflètent la diversité linguistique et géographique de la Suisse. Les traditions culinaires d'origine paysannes proposent des plats robustes et riches en calories, justifiés en partie par la nature montagneuse de la Suisse avec ses hivers longs et rudes. Les plats représentatifs du pays sont les röstis ainsi que ses repas traditionnels au fromage comme la fondue au fromage et la raclette. Parmi les spécialités locales connues dans l'ensemble du pays, on trouve les Basler Läckerlis, la tarte aux noix des Grisons, la tourte au Kirsch de Zoug, l'émincé de veau à la zurichoise, le gratin de cardons genevois, le totché jurassien, la taillaule neuchâteloise, le papet vaudois ainsi que la polenta et le risotto à la tessinoise.
Les produits typiques sont le chocolat dont les variantes au lait et fondant ont été créées respectivement par Daniel Peter en 1875 et Rudolf Lindt en 1879 ; de nombreuses formes de fromages tels que l'Emmental, le Gruyère, L'Etivaz, la raclette, le Sbrinz, la Tête de moine, le vacherin fribourgeois ou le vacherin Mont d'Or ; la viticulture, principalement concentrée à l'ouest et au sud du pays ; ainsi que de nombreuses variétés de saucisses et viande séchée comme le cervelas, le saucisson vaudois, la viande séchée du Valais, la viande des Grisons ou des salamis tels que le Salametto. Certains produits alimentaires comme les aromates en poudre (Knorr et les cubes de bouillon Maggi), le Rivella et l'Ovomaltine sont des classiques fabriqués de longue date. Le Cenovis à base végétale et le Parfait sont des pâtes à tartiner très connues de la Suisse.

### Institutions et lieux de culture

#### Politique culturelle
« La culture est du ressort des cantons ». Néanmoins, « la Confédération peut promouvoir les activités culturelles présentant un intérêt national et encourager l’expression artistique et musicale, en particulier par la promotion de la formation ». La part du budget de la Confédération affecté à la culture est faible : 0,3 % du total. En chiffre cela représente environ 200 millions de francs suisses. Celle des cantons est variable en fonction de leur importance. À titre d'exemple, les budgets cantonaux de Zurich (322 millions de francs suisses en 2002), et Genève (234 millions), sont même plus élevés que la part de la Confédération. Les entreprises privées contribuent pour 320 millions de francs suisses. Au niveau fédéral, l'Office fédéral de la culture (OFC) a pour mission de favoriser la diversité de la culture et de préserver son développement en toute indépendance.
L'organisme Présence Suisse promeut l'image de la Suisse à l'étranger. Dans le cadre de la culture il travaille avec Pro Helvetia,. Pro Helvetia est une fondation fédérale dont les tâches concernent principalement la création contemporaine. Pro Helvetia possède quatre bureaux de liaison à l'étranger et gère également les centres culturels suisses. Dans le cadre de la protection du patrimoine, la Confédération publie quatre inventaires : l'inventaire fédéral des sites construits à protéger en Suisse, l'inventaire fédéral des paysages, sites et monuments naturels d'importance nationale, l'inventaire des voies de communication historiques de la Suisse et l'inventaire suisse des biens culturels d'importance nationale et régionale à protéger en cas de catastrophe.

#### Encouragement privé
Le mécénat est une forme de financement de la culture en Suisse pratiqué par les grandes entreprises, notamment les banques et assurances. L'aide va surtout aux grandes institutions au détriment des acteurs culturels indépendants. Elle prend la forme d'achat ou de commande d'œuvre ainsi que l'organisation de manifestations propres (concours ou expositions).

Le pour-cent culturel Migros est un mode de financement volontaire de la culture en Suisse par la Migros, mis en place dès 1957. Parmi d'autres organisations de protection du patrimoine on peut citer la Cinémathèque suisse, le Patrimoine suisse et Pro Natura.

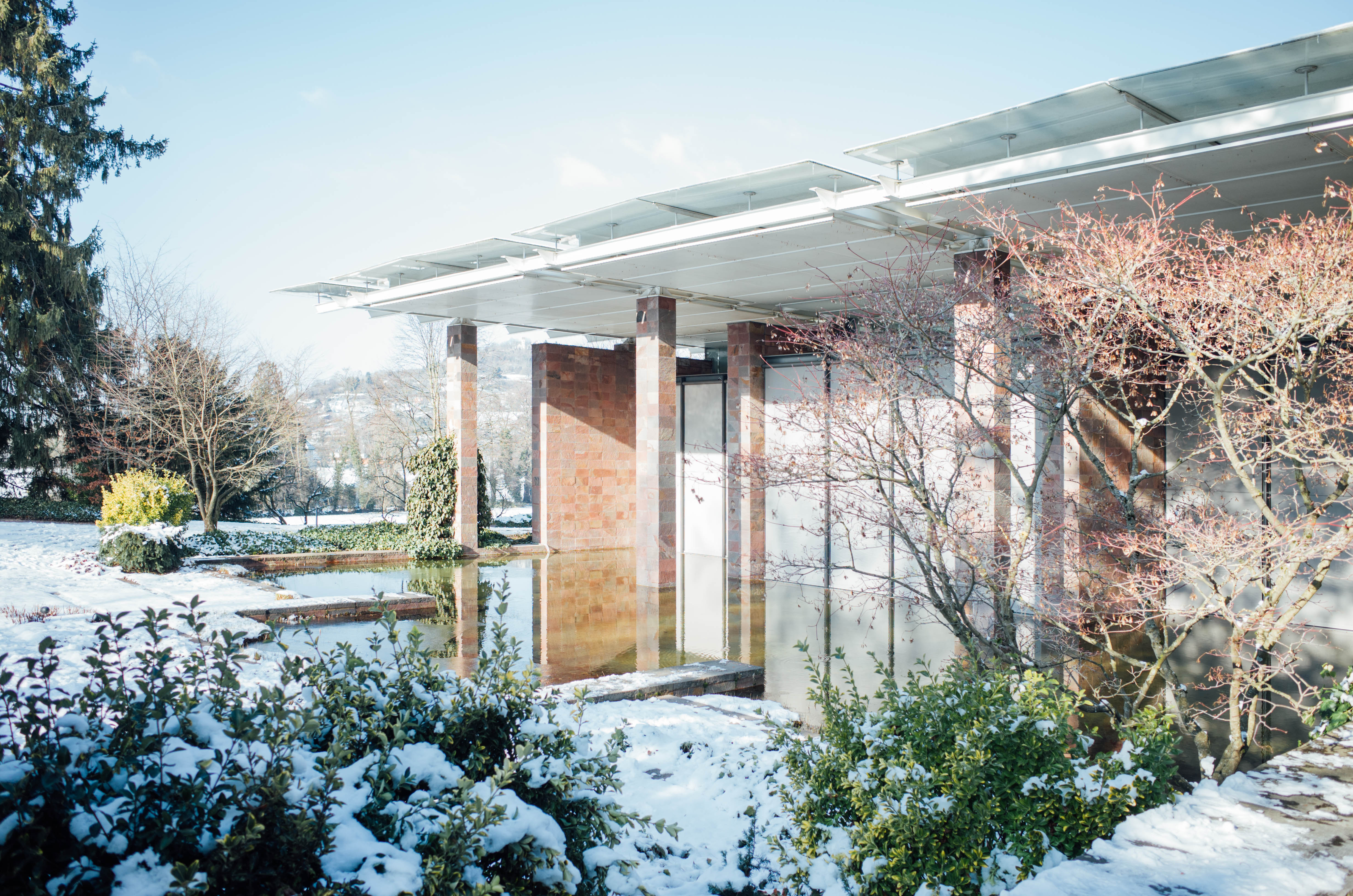
La Fondation Beyeler à Riehen (Bâle).

#### Musées
En 2023, la Suisse comptait 1 104 musées, qui ont totalisé 14,95 millions d'entrées cette année-là. Un tiers sont des établissements régionaux ou locaux. En 2015, 71,4 % se trouvent en Suisse alémanique, 20,3 % en Suisse romande et 8,3 % en Suisse italienne. Entre 1998 et 2015, il y a eu une augmentation de 200 musées, et leur nombre était trois fois moins important en 1950.

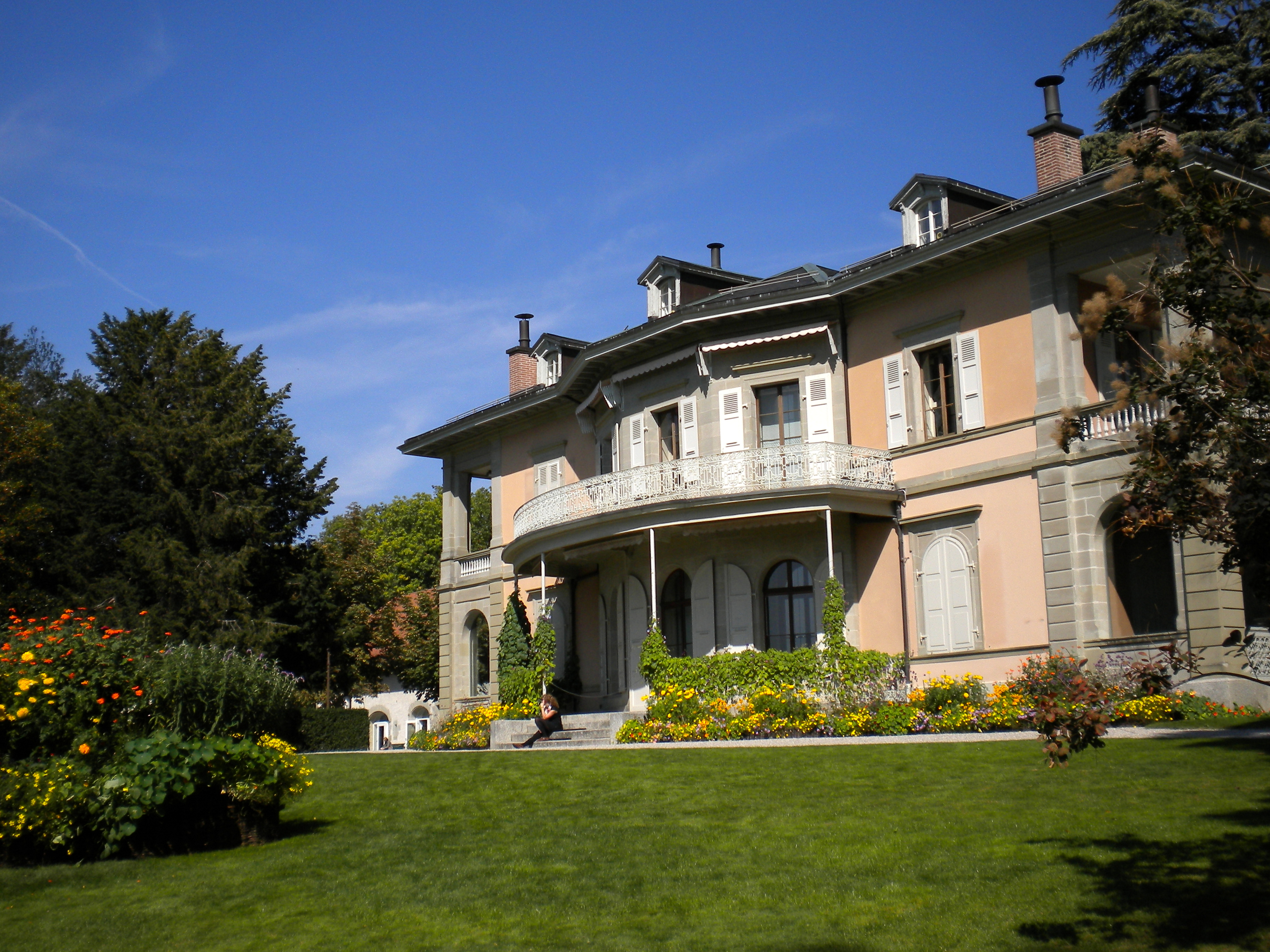
La Fondation de l'Hermitage à Lausanne.

Les principaux musées des beaux-arts sont le Kunstmuseum de Bâle (plus ancien musée d'art accessible au public au monde), le Kunstmuseum de Berne et le Kunsthaus de Zurich. Art contemporain : le Musée d'Art contemporain de Bâle (premier lieu d’exposition public en Europe exclusivement consacré à la production et à la pratique d’art contemporain) et le musée d'Art moderne et contemporain (MAMCO). Collections privées : le Centre Paul-Klee à Berne, le Musée Tinguely à Bâle, la Fondation Beyeler à Riehen et la Fondation Pierre-Gianadda à Martigny. La Collection de l'art brut est un musée consacré à l'art brut, situé dans la ville vaudoise de Lausanne.
Les Musées nationaux suisses dépendent de l'Office fédéral de la culture. Ils regroupent huit musées répartis dans différentes régions de la Suisse dont le principal est le musée national suisse de Zurich. Des musées présentant l'histoire : le musée des chartes fédérales (1936) à Schwytz, et le musée international de la Réforme à Genève. Autres thèmes : le musée suisse des transports de Lucerne, le musée olympique à Lausanne, le musée international de la Croix-Rouge et du Croissant-Rouge à Genève, la Fondation Martin Bodmer à Cologny et le Musée suisse en plein air de Ballenberg.

#### Autres lieux culturels
Des foires et expositions ont lieu régulièrement, comme Art Basel, l'une des plus importantes foires d'art contemporain du monde avec près de 300 galeries représentées. Les expositions nationales suisses sont des expositions ayant lieu tous les vingt-cinq ans environ depuis 1883. Leur but de rassembler et de répondre aux attentes socio-politiques des visiteurs autour de thèmes choisis. Elles sont ainsi le « miroir » de la société suisse à un moment donné. Parmi les salles de spectacle d'importance on peut citer le Schauspielhaus de Zurich (compté parmi les théâtres les plus importants du monde germanophone) et le Theater Basel à Bâle (nommé « théâtre de l'année » en 2009, 2012 et 2018 par le journal berlinois « Opernwelt ») pour le théâtre ; le Grand Théâtre à Genève et l'Opéra de Zurich pour l'opéra ; le Victoria Hall de Genève et la Tonhalle de Zurich pour la musique classique. Des salles sont polyvalentes et se destinent à des événements d'ampleur régionale, voire nationale, tels que Palexpo (Genève), l'Auditorium Stravinski de Montreux et le Palais de la culture et des congrès de Lucerne. Martigny accueille chaque année depuis 1960 la Foire du Valais recueillant plus de 200 000 personnes sur une dizaine de jours et avec ses 221 700 visiteurs en 2015, elle est devenue la foire la plus fréquentée de Suisse romande.Elle se démarque des autres foires par son ambiance très festive.
Certains lieux publics, dont la fonction première n'est pas le spectacle scénique, reçoivent les événements rassemblant de nombreux spectateurs, tels que l'ancien aérodrome de Dübendorf qui a reçu les spectacles de Madonna (2008) et des Rolling Stones (2006) ou des stades comme le Hallenstadion de Zurich. De nombreux festivals : le Festival de musique de Lucerne a lieu au palais de la culture et des congrès de Lucerne, le Festival international de musique de Sion (jusqu'en 2001, c'était le Festival international de musique Tibor Varga), les festivals de musique en plein air comme le Paléo Festival Nyon à Nyon, l'un des plus grands festivals de musique en plein air d'Europe, le Rock Oz'Arènes un festival ayant lieu dans le cadre de l'amphithéâtre romain d'Avenches.

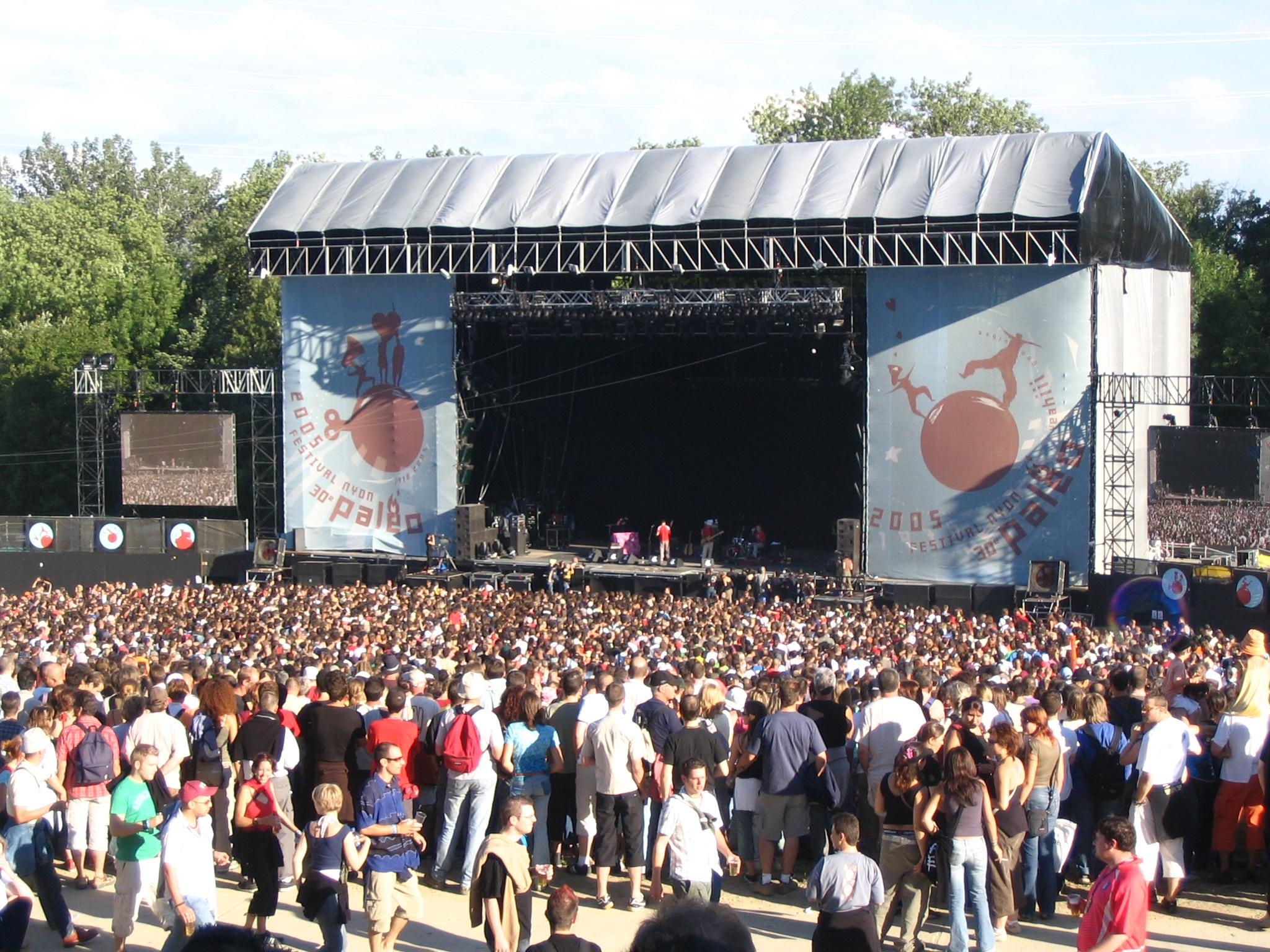
Le Paléo Festival de Nyon.

Montreux abrite plusieurs festivals renommés : le Festival de la Rose d'or (dès 2004 à Lucerne au Palais de la culture et des congrès de Lucerne), le Septembre musical, le Montreux Jazz Festival (1967) et le Festival du rire de Montreux. Pour le cinéma, le Festival international du film de Locarno à Locarno (1946) est un festival de film d'auteurs indépendants disposant d'une réputation internationale. Le festival de bande dessinée BDSierre (1984-2004) a attiré jusqu'à 40 000 personnes, il était réputé au-delà de la Suisse. Il a disparu pour des raisons financières.
La culture alternative est née au début des années 1980. Les revendications de la jeunesse pour des centres culturels autonomes, les manifestations de cette époque contre les valeurs établies ont changé les mentalités. La culture alternative est désormais reconnue plus ou moins officiellement et les centres autonomes sont, au XXIe siècle, des lieux incontournables de la création artistique. Quelques centres culturels pour la jeunesse ou centres de culture alternative : la Rote Fabrik de Zurich (depuis 1980), la Kultur Kaserne de Bâle (depuis 1980), la Reithalle Berne (partiellement en 1981 – 1982 puis durablement dès 1987),, Artamis à Genève (1996-2008).
La ville de Zurich connaît un autre festival de plein air : la Street Parade. Ce festival a lieu dans les rues du centre de la ville chaque deuxième samedi du mois d'août. Comparable à la Love Parade de Berlin, au son de la musique « techno », chaque année cette manifestation attire plus de 700 000 personnes venues de tous les coins du pays.

### Sport

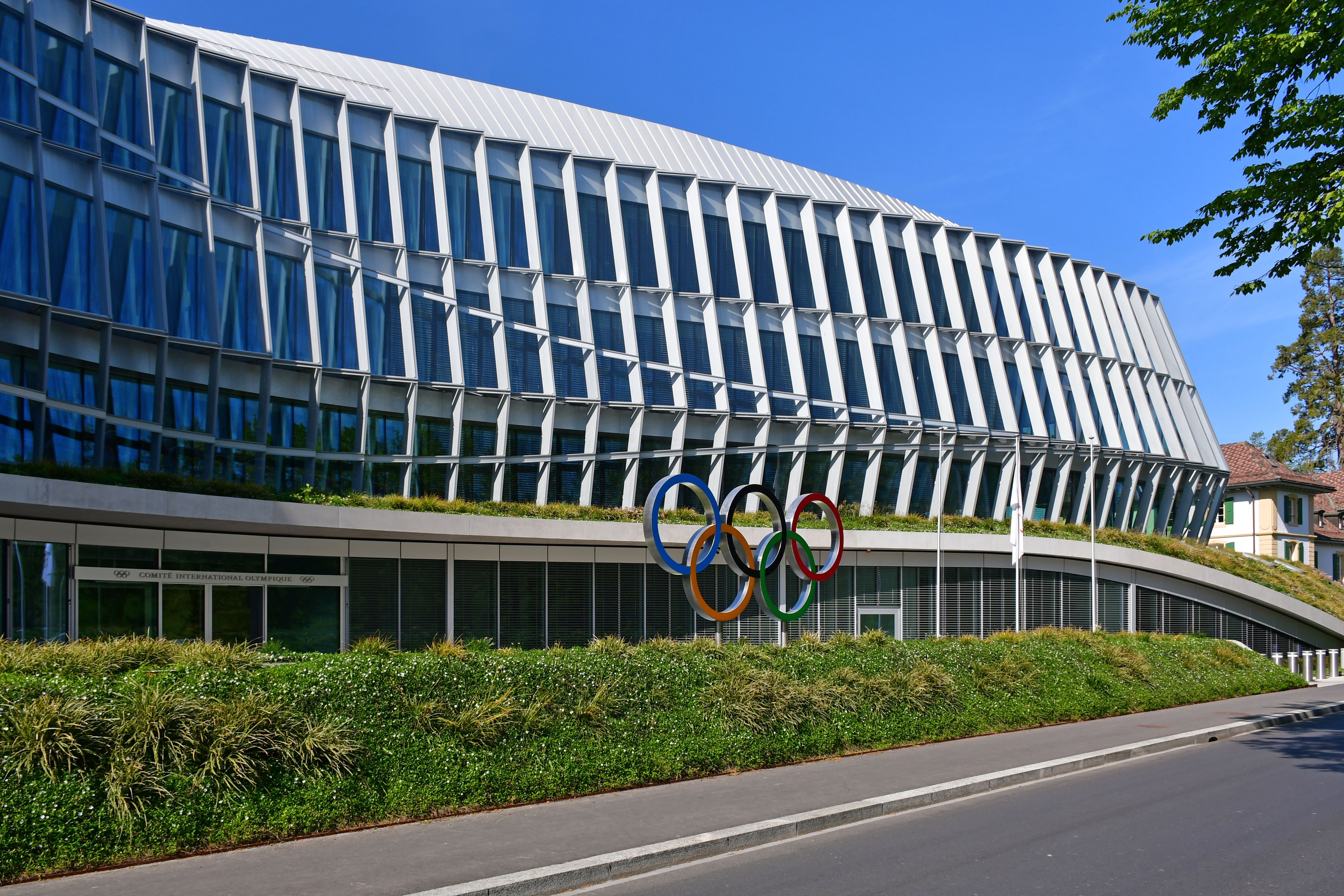
Siège du Comité international olympique à Lausanne.

Plusieurs dizaines d'organisations et fédérations internationales sportives ont leur siège en Suisse : le Comité international olympique (CIO), le Tribunal arbitral du sport (TAS), la Fédération internationale de hockey sur glace (IIHF), la Fédération internationale de football association (FIFA), la Fédération internationale de gymnastique (FIG), l'Union des associations européennes de football (UEFA), l'Association européenne des clubs (ECA), l'Association européenne d'athlétisme (EAA), la Fédération internationale d'escrime, etc.
Le hockey sur glace, le tennis, les sports hivernaux et le football sont très populaires. La gymnastique, le football, le tennis et le tir sportif sont les sports avec le plus grand nombre de licenciés par fédération. En Formule 1, l'écurie Sauber est basée à Hinwil.
En tennis, la Suisse remporte la Coupe Davis en 2014, avec une équipe composée de Roger Federer, Stanislas Wawrinka, Marco Chiudinelli et Michael Lammer. En 1992, l'équipe dans laquelle figurait Marc Rosset (champion olympique en simple la même année), Jakob Hlasek, Thierry Grin et Claudio Mezzadri a été défaite en finale par les États-Unis. En 1998, l'équipe composée de Martina Hingis, Patty Schnyder et Emmanuelle Gagliardi subit le même sort face à l'Espagne.
Le Bâlois Roger Federer est considéré par de nombreux observateurs comme étant l'un des meilleurs joueurs de l'histoire de ce sport, sinon le meilleur : il détient le record de 305 semaines passées à la première place du classement mondial de tennis ATP Tour, ainsi que le record masculin de 20 victoires dans les tournois du Grand Chelem. Il a terminé l'année calendaire à la première place mondiale à cinq reprises (en 2004, 2005, 2006, 2007 et 2009). Il est médaillé d'or en double messieurs avec Stanislas Wawrinka aux Jeux olympiques de Pékin 2008 puis vice-champion olympique en simple à Londres en 2012. Roger Federer a gagné 103 titres ATP, dont 26 tournois majeurs (Grand Chelem et Masters) et 28 Masters 1000. Son doublé Roland-Garros—Wimbledon en 2009 lui a permis de réaliser le Grand Chelem en carrière sur cinq surfaces différentes. Il est le tennisman qui a atteint le plus de finales dans un même tournoi du Grand Chelem (11 finales à Wimbledon) et est le recordman de victoires à Wimbledon, avec huit succès entre 2003 et 2017. Parmi ses nombreux records, on peut également souligner ses dix finales, vingt-trois demi-finales et trente-six quarts de finale consécutifs dans les tournois du Grand Chelem.
Chez les femmes, la Suisse compte en Martina Hingis la plus jeune numéro un de l'histoire en simple. La Saint-Galloise est restée au total 209 semaines au sommet de la hiérarchie féminine, se situant derrière des championnes comme Steffi Graf, Martina Navratilova, Serena Williams et Chris Evert. Elle a gagné au moins une fois tous les tournois du Grand Chelem en simple, en double et en double mixte, à l'exception du simple de Roland-Garros où elle a été battue deux fois en finale, ainsi qu'une médaille d'argent olympique en double avec Timea Bacsinszky.

### Médias

#### Télévision et radio
Le troisième émetteur public de radiodiffusion en Europe est mis en exploitation à Lausanne en 1922. Au cours des années suivantes, le pays voit la création de nombreuses sociétés de radiodiffusion. En 1923, la Suisse compte 980 concessionnaires radio.
En 1930, les autorités fédérales réglementent la radiodiffusion, en regroupant l'ensemble des organisations régionales pour en faire une organisation de type fédéraliste, sous le nom de Société suisse de radiodiffusion (SSR), et qui se nomme aujourd'hui SRG SSR. Durant cette période furent également mis en service les premiers émetteurs nationaux : à Sottens en mars 1931, Beromünster en mai de la même année et Monte Ceneri en octobre 1933. En 1953, la SSR inaugure un premier service expérimental de télévision.

## Organisations internationales
La Suisse est membre des organisations internationales suivantes :
- Association européenne de libre-échange (AELE) ;
- Agence pour l'énergie nucléaire (AEN) ;
- Association internationale de développement (AID) ;
- Agence internationale de l'énergie (AIE) ;
- Agence internationale de l'énergie atomique (AIEA) ;
- Association latino-américaine d'intégration (ALADI) (observateur) ;
- Agence spatiale européenne (ASE) ;
- Banque africaine de développement (BAD) (membre non régional) ;
- Banque européenne pour la reconstruction et le développement (BERD) ;
- Banque interaméricaine de développement (BID) ;
- Banque internationale pour la reconstruction et le développement (BIRD) ;
- Banque des règlements internationaux (BRI) ;
- Conseil de l'Europe (CE) ;
- Organisation européenne pour la recherche nucléaire (CERN) ;
- Comité international olympique (CIO) ;
- Conférence des Nations unies sur le commerce et le développement (CNUCED) ;
- Club de Paris ;
- Comité Zangger ;
- Cour permanente d'arbitrage (CPA) ;
- Conseil de partenariat euro-atlantique (CPEA) ;
- Cour pénale internationale (CPI) ;
- Confédération syndicale internationale (CSI) ;
- Organisation des Nations unies pour l'alimentation et l'agriculture (FAO) ;
- Fédération internationale des Sociétés de la Croix-Rouge et du Croissant-Rouge (FICRCR) ;
- Fonds international de développement agricole (FIDA) ;
- Fonds monétaire international (FMI) ;
- Groupe des dix (G10) ;
- Groupe Australie (GA) ;
- Groupe des fournisseurs nucléaires (GFN) ;
- Haut Commissariat des Nations unies pour les réfugiés (HCR) ;
- Interpol ;
- Organisation internationale de normalisation (ISO) ;
- Mouvement international de la Croix-Rouge et du Croissant-Rouge (MICRCR) ;
- Agence multilatérale de garantie des investissements (MIGA) ;
- Mission de l'Organisation des Nations unies pour la stabilisation en république démocratique du Congo (MONUSCO) ;
- Mission d'observation des Nations unies en Géorgie (MONUG) ;
- Organisation de l'aviation civile internationale (OACI) ;
- Organisation de coopération et de développement économiques (OCDE) ;
- Organisation des États américains (OEA) (observateur) ;
- Organisation pour l'interdiction des armes chimiques (OIAC) ;
- Organisation internationale de la francophonie (OIF) ;
- Organisation internationale pour les migrations (OIM) ;
- Organisation internationale du travail (OIT) ;
- OITMS ;
- OITS ;
- Organisation mondiale du commerce (OMC) ;
- Organisation mondiale des douanes (OMD) ;
- Organisation maritime internationale (OMI) ;
- Organisation météorologique mondiale (OMM) ;
- Organisation mondiale de la propriété intellectuelle (OMPI) ;
- Organisation mondiale de la santé (OMS) ;
- Organisation mondiale du tourisme (OMT) ;
- Organisation des Nations unies (ONU) ;
- Organisation des Nations unies pour le développement industriel (ONUDI) ;
- Organisation pour la sécurité et la coopération en Europe (OSCE) ;
- Partenariat pour la paix (PPP) ;
- Société financière internationale (SFI) ;
- Union interparlementaire (UIP) ;
- Union internationale des télécommunications (UIT) ;
- Organisation des Nations unies pour l'éducation, la science et la culture (Unesco) ;
- Institut des Nations unies pour la formation et la recherche (Unitar) ;
- Office de secours et de travaux des Nations unies pour les réfugiés de Palestine dans le Proche-Orient (UNRWA) ;
- Organisme des Nations unies chargé de la surveillance de la trêve (UNTSO) ;
- Union postale universelle (UPU)[238].